# Đại dịch COVID-19 tại Việt Nam
Vào ngày 23 tháng 1 năm 2020, trường hợp đầu tiên mắc COVID-19 do virus SARS-CoV-2 gây ra được xác nhận tại Thành phố Hồ Chí Minh, Việt Nam. Xã hội, kinh tế bị tác động bởi đại dịch. Các hoạt động kiểm soát đã diễn ra trong đó có hạn chế tự do di chuyển. Tính đến ngày 15 tháng 1 năm 2024, Việt Nam ghi nhận 11.625.195 trường hợp nhiễm COVID-19 và 43.206 trường hợp tử vong. Tuy nhiên số ca nhiễm thực tế của một số tỉnh có thể cao gấp 4-5 lần số liệu Bộ Y tế công bố.

## Số liệu
Số liệu cập nhật ngày 04 tháng 10 năm 2023
| Cả nước           | 11.549.848 | 42.789 | 140 |
| Hà Nội            | 1.646.923  | 1.232  | 2   |
| TP. Hồ Chí Minh   | 629.018    | 19.985 | 3   |
| Hải Phòng         | 537.527    | 138    | 5   |
| Nghệ An           | 502.049    | 145    | 11  |
| Bắc Giang         | 391.440    | 92     | 0   |
| Vĩnh Phúc         | 375.686    | 19     | 0   |
| Hải Dương         | 372.391    | 117    | 5   |
| Quảng Ninh        | 356.404    | 150    | 7   |
| Bắc Ninh          | 353.869    | 136    | 0   |
| Thái Nguyên       | 347.519    | 112    | 1   |
| Phú Thọ           | 331.520    | 97     | 4   |
| Bình Dương        | 325.667    | 3.519  | 4   |
| Nam Định          | 301.101    | 150    | 1   |
| Thái Bình         | 296.789    | 23     | 0   |
| Hưng Yên          | 244.028    | 5      | 2   |
| Hoà Bình          | 239.941    | 102    | 1   |
| Lào Cai           | 188.846    | 38     | 0   |
| Thanh Hóa         | 178.595    | 109    | 2   |
| Đắk Lắk           | 172.439    | 201    | 0   |
| Lạng Sơn          | 160.752    | 85     | 0   |
| Yên Bái           | 158.046    | 13     | 6   |
| Sơn La            | 153.602    | 0      | 8   |
| Cà Mau            | 147.734    | 357    | 2   |
| Tuyên Quang       | 147.582    | 14     | 0   |
| Tây Ninh          | 140.444    | 944    | 0   |
| Bình Định         | 139.890    | 281    | 6   |
| Quảng Bình        | 129.648    | 74     | 13  |
| Hà Giang          | 122.610    | 80     | 0   |
| Khánh Hòa         | 122.036    | 364    | 4   |
| Bình Phước        | 120.003    | 224    | 1   |
| Bà Rịa - Vũng Tàu | 110.822    | 497    | 2   |
| Đà Nẵng           | 108.712    | 338    | 0   |
| Đồng Nai          | 107.518    | 1.903  | 0   |
| Ninh Bình         | 104.800    | 93     | 0   |
| Vĩnh Long         | 103.505    | 829    | 0   |
| Bến Tre           | 99.799     | 490    | 0   |
| Cao Bằng          | 99.051     | 59     | 3   |
| Lâm Đồng          | 98.238     | 141    | 0   |
| Hà Nam            | 91.467     | 65     | 3   |
| Điện Biên         | 90.757     | 23     | 26  |
| Quảng Trị         | 86.293     | 38     | 3   |
| Bắc Kạn           | 77.048     | 19     | 2   |
| Cần Thơ           | 76.925     | 958    | 0   |
| Lai Châu          | 75.519     | 0      | 1   |
| Trà Vinh          | 75.174     | 115    | 0   |
| Đắk Nông          | 73.427     | 47     | 0   |
| Gia Lai           | 70.961     | 116    | 0   |
| Hà Tĩnh           | 55.279     | 50     | 0   |
| Bình Thuận        | 54.300     | 482    | 0   |
| Đồng Tháp         | 51.614     | 1.007  | 6   |
| Quảng Ngãi        | 50.513     | 127    | 0   |
| Long An           | 50.297     | 1.088  | 0   |
| Quảng Nam         | 49.556     | 150    | 0   |
| Thừa Thiên Huế    | 48.186     | 173    | 6   |
| Bạc Liêu          | 46.949     | 470    | 0   |
| Phú Yên           | 44.481     | 137    | 0   |
| Kiên Giang        | 43.659     | 1.027  | 0   |
| An Giang          | 43.297     | 1.325  | 0   |
| Tiền Giang        | 39.902     | 1.290  | 0   |
| Sóc Trăng         | 34.457     | 634    | 0   |
| Kon Tum           | 26.342     | 1      | 0   |
| Hậu Giang         | 17.900     | 231    | 0   |
| Ninh Thuận        | 9.001      | 60     | 0   |
| 1. 2.             |            |        |     |

| Đợt dịch | Thời gian                                       | Số ca      | Số ca      | Số ca     | Số ca   | Mô tả |
| Đợt dịch | Thời gian                                       | Ca nhiễm   | Trong nước | Nhập cảnh | Tử vong | Mô tả |
| -------- | ----------------------------------------------- | ---------- | ---------- | --------- | ------- | --- |
| 1        | 23/1–24/7/2020                                  | 415        | 106        | 309       | 0       | Ca bệnh đầu tiên xuất hiện tại Thành phố Hồ Chí Minh là ca nhập cảnh từ Vũ Hán. |
| 2        | 25/7/2020–27/1/2021                             | 1.136      | 554        | 582       | 35      | Đợt dịch có sự xuất hiện cao điểm nhất trong 36 ngày tại Đà Nẵng; ca bệnh chỉ điểm là 1 bệnh nhân của Bệnh viện C Đà Nẵng. |
| 3        | 28/1–26/4/2021                                  | 1.301      | 910        | 391       | 0       | Bùng phát tại Hải Dương từ 1 người xuất khẩu lao động bị phát hiện dương tính khi nhập cảnh Nhật Bản. Đợt dịch chủ yếu tại ổ dịch Hải Dương (726 ca, chiếm gần 80% tổng số ca bệnh).                                                          |
| 4        | 27/4/2021–31/10/2023 Số liệu cuối vào 15/1/2024 | 11.622.343 | 11.617.255 | 5.088     | 43.171  | Đợt dịch có sự xuất hiện của biến thể Delta và Omicron, bùng phát và lây lan mạnh khắp cả nước; cao điểm nhất trong các ngày tại Thành phố Hồ Chí Minh; biến chủng phụ XBB là 1 bệnh nhân của Bệnh viện Bệnh Nhiệt đới Thành phố Hồ Chí Minh. |
| Tổng     | 23/1/2020–nay                                   | 11.625.195 | 11.618.825 | 6.370     | 43.206  | |

## Dòng thời gian
| COVID-19 tại Việt Nam () Tử vong Hồi phục Đang điều trị 2020202120222023Thg 1Thg 2Thg 3Thg 4Thg 5Thg 6Thg 7Thg 8Thg 9Thg 10Thg 11Thg 12Thg 1Thg 2Thg 3Thg 4Thg 5Thg 6Thg 7Thg 8Thg 9Thg 10Thg 11Thg 12Thg 1Thg 2Thg 3Thg 4Thg 5Thg 6Thg 7Thg 8Thg 9Thg 10Thg 11Thg 12Thg 1Thg 2Thg 3Thg 4Thg 5Thg 6Thg 7Thg 8Thg 9Thg 10Thg 11Thg 1215 ngày gần nhất15 ngày gần nhất | COVID-19 tại Việt Nam () Tử vong Hồi phục Đang điều trị 2020202120222023Thg 1Thg 2Thg 3Thg 4Thg 5Thg 6Thg 7Thg 8Thg 9Thg 10Thg 11Thg 12Thg 1Thg 2Thg 3Thg 4Thg 5Thg 6Thg 7Thg 8Thg 9Thg 10Thg 11Thg 12Thg 1Thg 2Thg 3Thg 4Thg 5Thg 6Thg 7Thg 8Thg 9Thg 10Thg 11Thg 12Thg 1Thg 2Thg 3Thg 4Thg 5Thg 6Thg 7Thg 8Thg 9Thg 10Thg 11Thg 1215 ngày gần nhất15 ngày gần nhất | COVID-19 tại Việt Nam () Tử vong Hồi phục Đang điều trị 2020202120222023Thg 1Thg 2Thg 3Thg 4Thg 5Thg 6Thg 7Thg 8Thg 9Thg 10Thg 11Thg 12Thg 1Thg 2Thg 3Thg 4Thg 5Thg 6Thg 7Thg 8Thg 9Thg 10Thg 11Thg 12Thg 1Thg 2Thg 3Thg 4Thg 5Thg 6Thg 7Thg 8Thg 9Thg 10Thg 11Thg 12Thg 1Thg 2Thg 3Thg 4Thg 5Thg 6Thg 7Thg 8Thg 9Thg 10Thg 11Thg 1215 ngày gần nhất15 ngày gần nhất | COVID-19 tại Việt Nam () Tử vong Hồi phục Đang điều trị 2020202120222023Thg 1Thg 2Thg 3Thg 4Thg 5Thg 6Thg 7Thg 8Thg 9Thg 10Thg 11Thg 12Thg 1Thg 2Thg 3Thg 4Thg 5Thg 6Thg 7Thg 8Thg 9Thg 10Thg 11Thg 12Thg 1Thg 2Thg 3Thg 4Thg 5Thg 6Thg 7Thg 8Thg 9Thg 10Thg 11Thg 12Thg 1Thg 2Thg 3Thg 4Thg 5Thg 6Thg 7Thg 8Thg 9Thg 10Thg 11Thg 1215 ngày gần nhất15 ngày gần nhất | COVID-19 tại Việt Nam () Tử vong Hồi phục Đang điều trị 2020202120222023Thg 1Thg 2Thg 3Thg 4Thg 5Thg 6Thg 7Thg 8Thg 9Thg 10Thg 11Thg 12Thg 1Thg 2Thg 3Thg 4Thg 5Thg 6Thg 7Thg 8Thg 9Thg 10Thg 11Thg 12Thg 1Thg 2Thg 3Thg 4Thg 5Thg 6Thg 7Thg 8Thg 9Thg 10Thg 11Thg 12Thg 1Thg 2Thg 3Thg 4Thg 5Thg 6Thg 7Thg 8Thg 9Thg 10Thg 11Thg 1215 ngày gần nhất15 ngày gần nhất |
| --- | --- | --- | --- | --- |
| Ngày | Ngày | | Ca nhiễm | Tử vong |
| 2020-01-21 | 2020-01-21 | | 0(n.a.) | 0(n.a.) |
| 2020-01-22 | 2020-01-22 | | 1(n.a.) | 0(n.a.) |
| 2020-01-23 | 2020-01-23 | | 2(+100%) | 0(n.a.) |
| ⋮ | ⋮ | | 2(=) | 0(n.a.) |
| 2020-01-28 | 2020-01-28 | | 2(=) | 0(n.a.) |
| ⋮ | ⋮ | | 2(=) | 0(n.a.) |
| 2020-01-31 | 2020-01-31 | | 5(+150%) | 0(n.a.) |
| 2020-02-01 | 2020-02-01 | | 6(+20%) | 0(n.a.) |
| 2020-02-02 | 2020-02-02 | | 7(+17%) | 0(n.a.) |
| 2020-02-03 | 2020-02-03 | | 8(+14%) | 0(n.a.) |
| 2020-02-04 | 2020-02-04 | | 10(+25%) | 0(n.a.) |
| 2020-02-05 | 2020-02-05 | | 10(=) | 0(n.a.) |
| 2020-02-06 | 2020-02-06 | | 12(+20%) | 0(n.a.) |
| 2020-02-07 | 2020-02-07 | | 13(+8,3%) | 0(n.a.) |
| 2020-02-08 | 2020-02-08 | | 13(=) | 0(n.a.) |
| 2020-02-09 | 2020-02-09 | | 14(+7,7%) | 0(n.a.) |
| 2020-02-10 | 2020-02-10 | | 14(=) | 0(n.a.) |
| 2020-02-11 | 2020-02-11 | | 15(+7,1%) | 0(n.a.) |
| 2020-02-12 | 2020-02-12 | | 15(=) | 0(n.a.) |
| 2020-02-13 | 2020-02-13 | | 16(+6,7%) | 0(n.a.) |
| ⋮ | ⋮ | | 16(=) | 0(n.a.) |
| 2020-02-18 | 2020-02-18 | | 16(=) | 0(n.a.) |
| 2020-02-19 | 2020-02-19 | | 16(=) | 0(n.a.) |
| 2020-02-20 | 2020-02-20 | | 16(=) | 0(n.a.) |
| ⋮ | ⋮ | | 16(=) | 0(n.a.) |
| 2020-02-26 | 2020-02-26 | | 16(=) | 0(n.a.) |
| ⋮ | ⋮ | | 16(=) | 0(n.a.) |
| 2020-03-06 | 2020-03-06 | | 17(+6,2%) | 0(n.a.) |
| 2020-03-07 | 2020-03-07 | | 20(+18%) | 0(n.a.) |
| 2020-03-08 | 2020-03-08 | | 30(+50%) | 0(n.a.) |
| 2020-03-09 | 2020-03-09 | | 31(+3,3%) | 0(n.a.) |
| 2020-03-10 | 2020-03-10 | | 34(+9,7%) | 0(n.a.) |
| 2020-03-11 | 2020-03-11 | | 38(+12%) | 0(n.a.) |
| 2020-03-12 | 2020-03-12 | | 44(+16%) | 0(n.a.) |
| 2020-03-13 | 2020-03-13 | | 47(+6,8%) | 0(n.a.) |
| 2020-03-14 | 2020-03-14 | | 53(+13%) | 0(n.a.) |
| 2020-03-15 | 2020-03-15 | | 57(+7,5%) | 0(n.a.) |
| 2020-03-16 | 2020-03-16 | | 61(+7%) | 0(n.a.) |
| 2020-03-17 | 2020-03-17 | | 66(+8,2%) | 0(n.a.) |
| 2020-03-18 | 2020-03-18 | | 76(+15%) | 0(n.a.) |
| 2020-03-19 | 2020-03-19 | | 85(+12%) | 0(n.a.) |
| 2020-03-20 | 2020-03-20 | | 91(+7,1%) | 0(n.a.) |
| 2020-03-21 | 2020-03-21 | | 94(+3,3%) | 0(n.a.) |
| 2020-03-22 | 2020-03-22 | | 113(+20%) | 0(n.a.) |
| 2020-03-23 | 2020-03-23 | | 123(+8,8%) | 0(n.a.) |
| 2020-03-24 | 2020-03-24 | | 134(+8,9%) | 0(n.a.) |
| 2020-03-25 | 2020-03-25 | | 141(+5,2%) | 0(n.a.) |
| 2020-03-26 | 2020-03-26 | | 153(+8,5%) | 0(n.a.) |
| 2020-03-27 | 2020-03-27 | | 163(+6,5%) | 0(n.a.) |
| 2020-03-28 | 2020-03-28 | | 174(+6,7%) | 0(n.a.) |
| 2020-03-29 | 2020-03-29 | | 188(+8%) | 0(n.a.) |
| 2020-03-30 | 2020-03-30 | | 203(+8%) | 0(n.a.) |
| 2020-03-31 | 2020-03-31 | | 207(+2%) | 0(n.a.) |
| 2020-04-01 | 2020-04-01 | | 218(+5,3%) | 0(n.a.) |
| 2020-04-02 | 2020-04-02 | | 227(+4,1%) | 0(n.a.) |
| 2020-04-03 | 2020-04-03 | | 237(+4,4%) | 0(n.a.) |
| 2020-04-04 | 2020-04-04 | | 240(+1,3%) | 0(n.a.) |
| 2020-04-05 | 2020-04-05 | | 241(+0,42%) | 0(n.a.) |
| 2020-04-06 | 2020-04-06 | | 245(+1,7%) | 0(n.a.) |
| 2020-04-07 | 2020-04-07 | | 249(+1,6%) | 0(n.a.) |
| 2020-04-08 | 2020-04-08 | | 251(+0,8%) | 0(n.a.) |
| 2020-04-09 | 2020-04-09 | | 255(+1,6%) | 0(n.a.) |
| 2020-04-10 | 2020-04-10 | | 257(+0,78%) | 0(n.a.) |
| 2020-04-11 | 2020-04-11 | | 258(+0,39%) | 0(n.a.) |
| 2020-04-12 | 2020-04-12 | | 260(+0,78%) | 0(n.a.) |
| 2020-04-13 | 2020-04-13 | | 265(+1,9%) | 0(n.a.) |
| 2020-04-14 | 2020-04-14 | | 266(+0,38%) | 0(n.a.) |
| 2020-04-15 | 2020-04-15 | | 267(+0,38%) | 0(n.a.) |
| 2020-04-16 | 2020-04-16 | | 268(+0,37%) | 0(n.a.) |
| 2020-04-17 | 2020-04-17 | | 268(=) | 0(n.a.) |
| 2020-04-18 | 2020-04-18 | | 268(=) | 0(n.a.) |
| 2020-04-19 | 2020-04-19 | | 268(=) | 0(n.a.) |
| 2020-04-20 | 2020-04-20 | | 268(=) | 0(n.a.) |
| 2020-04-21 | 2020-04-21 | | 268(=) | 0(n.a.) |
| 2020-04-22 | 2020-04-22 | | 268(=) | 0(n.a.) |
| 2020-04-23 | 2020-04-23 | | 268(=) | 0(n.a.) |
| 2020-04-24 | 2020-04-24 | | 270(+0,75%) | 0(n.a.) |
| 2020-04-25 | 2020-04-25 | | 270(=) | 0(n.a.) |
| ⋮ | ⋮ | | 270(=) | 0(n.a.) |
| 2020-05-03 | 2020-05-03 | | 271(+0,37%) | 0(n.a.) |
| 2020-05-04 | 2020-05-04 | | 271(=) | 0(n.a.) |
| 2020-05-05 | 2020-05-05 | | 271(=) | 0(n.a.) |
| 2020-05-06 | 2020-05-06 | | 271(=) | 0(n.a.) |
| 2020-05-07 | 2020-05-07 | | 288(+6,3%) | 0(n.a.) |
| 2020-05-08 | 2020-05-08 | | 288(=) | 0(n.a.) |
| 2020-05-09 | 2020-05-09 | | 288(=) | 0(n.a.) |
| 2020-05-10 | 2020-05-10 | | 288(=) | 0(n.a.) |
| 2020-05-11 | 2020-05-11 | | 288(=) | 0(n.a.) |
| 2020-05-12 | 2020-05-12 | | 288(=) | 0(n.a.) |
| 2020-05-13 | 2020-05-13 | | 288(=) | 0(n.a.) |
| 2020-05-14 | 2020-05-14 | | 288(=) | 0(n.a.) |
| 2020-05-15 | 2020-05-15 | | 313(+8,7%) | 0(n.a.) |
| 2020-05-16 | 2020-05-16 | | 318(+1,6%) | 0(n.a.) |
| 2020-05-17 | 2020-05-17 | | 320(+0,63%) | 0(n.a.) |
| 2020-05-18 | 2020-05-18 | | 324(+1,2%) | 0(n.a.) |
| 2020-05-19 | 2020-05-19 | | 324(=) | 0(n.a.) |
| 2020-05-20 | 2020-05-20 | | 324(=) | 0(n.a.) |
| 2020-05-21 | 2020-05-21 | | 324(=) | 0(n.a.) |
| 2020-05-22 | 2020-05-22 | | 324(=) | 0(n.a.) |
| 2020-05-23 | 2020-05-23 | | 324(=) | 0(n.a.) |
| 2020-05-24 | 2020-05-24 | | 325(+0,31%) | 0(n.a.) |
| 2020-05-25 | 2020-05-25 | | 326(+0,31%) | 0(n.a.) |
| 2020-05-26 | 2020-05-26 | | 327(+0,31%) | 0(n.a.) |
| 2020-05-27 | 2020-05-27 | | 327(=) | 0(n.a.) |
| 2020-05-28 | 2020-05-28 | | 327(=) | 0(n.a.) |
| 2020-05-29 | 2020-05-29 | | 327(=) | 0(n.a.) |
| 2020-05-30 | 2020-05-30 | | 328(+0,31%) | 0(n.a.) |
| 2020-05-31 | 2020-05-31 | | 328(=) | 0(n.a.) |
| 2020-06-01 | 2020-06-01 | | 328(=) | 0(n.a.) |
| 2020-06-02 | 2020-06-02 | | 328(=) | 0(n.a.) |
| 2020-06-03 | 2020-06-03 | | 328(=) | 0(n.a.) |
| 2020-06-04 | 2020-06-04 | | 328(=) | 0(n.a.) |
| 2020-06-05 | 2020-06-05 | | 328(=) | 0(n.a.) |
| 2020-06-06 | 2020-06-06 | | 329(+0,3%) | 0(n.a.) |
| 2020-06-07 | 2020-06-07 | | 329(=) | 0(n.a.) |
| 2020-06-08 | 2020-06-08 | | 332(+0,91%) | 0(n.a.) |
| 2020-06-09 | 2020-06-09 | | 332(=) | 0(n.a.) |
| 2020-06-10 | 2020-06-10 | | 332(=) | 0(n.a.) |
| 2020-06-11 | 2020-06-11 | | 332(=) | 0(n.a.) |
| 2020-06-12 | 2020-06-12 | | 333(+0,3%) | 0(n.a.) |
| 2020-06-13 | 2020-06-13 | | 334(+0,3%) | 0(n.a.) |
| 2020-06-14 | 2020-06-14 | | 334(=) | 0(n.a.) |
| 2020-06-15 | 2020-06-15 | | 334(=) | 0(n.a.) |
| 2020-06-16 | 2020-06-16 | | 334(=) | 0(n.a.) |
| 2020-06-17 | 2020-06-17 | | 335(+0,3%) | 0(n.a.) |
| 2020-06-18 | 2020-06-18 | | 342(+2,1%) | 0(n.a.) |
| 2020-06-19 | 2020-06-19 | | 349(+2%) | 0(n.a.) |
| 2020-06-20 | 2020-06-20 | | 349(=) | 0(n.a.) |
| 2020-06-21 | 2020-06-21 | | 349(=) | 0(n.a.) |
| 2020-06-22 | 2020-06-22 | | 349(=) | 0(n.a.) |
| 2020-06-23 | 2020-06-23 | | 349(=) | 0(n.a.) |
| 2020-06-24 | 2020-06-24 | | 352(+0,86%) | 0(n.a.) |
| 2020-06-25 | 2020-06-25 | | 352(=) | 0(n.a.) |
| 2020-06-26 | 2020-06-26 | | 353(+0,28%) | 0(n.a.) |
| 2020-06-27 | 2020-06-27 | | 355(+0,57%) | 0(n.a.) |
| 2020-06-28 | 2020-06-28 | | 355(=) | 0(n.a.) |
| 2020-06-29 | 2020-06-29 | | 355(=) | 0(n.a.) |
| 2020-06-30 | 2020-06-30 | | 355(=) | 0(n.a.) |
| 2020-07-01 | 2020-07-01 | | 355(=) | 0(n.a.) |
| 2020-07-02 | 2020-07-02 | | 355(=) | 0(n.a.) |
| ⋮ | ⋮ | | 355(=) | 0(n.a.) |
| 2020-07-06 | 2020-07-06 | | 369(+3,9%) | 0(n.a.) |
| 2020-07-07 | 2020-07-07 | | 369(=) | 0(n.a.) |
| 2020-07-08 | 2020-07-08 | | 369(=) | 0(n.a.) |
| 2020-07-09 | 2020-07-09 | | 369(=) | 0(n.a.) |
| 2020-07-10 | 2020-07-10 | | 369(=) | 0(n.a.) |
| 2020-07-11 | 2020-07-11 | | 370(+0,27%) | 0(n.a.) |
| 2020-07-12 | 2020-07-12 | | 372(+0,54%) | 0(n.a.) |
| 2020-07-13 | 2020-07-13 | | 372(=) | 0(n.a.) |
| 2020-07-14 | 2020-07-14 | | 373(+0,27%) | 0(n.a.) |
| 2020-07-15 | 2020-07-15 | | 381(+2,1%) | 0(n.a.) |
| 2020-07-16 | 2020-07-16 | | 381(=) | 0(n.a.) |
| 2020-07-17 | 2020-07-17 | | 382(+0,26%) | 0(n.a.) |
| 2020-07-18 | 2020-07-18 | | 382(=) | 0(n.a.) |
| 2020-07-19 | 2020-07-19 | | 383(+0,26%) | 0(n.a.) |
| 2020-07-20 | 2020-07-20 | | 384(+0,26%) | 0(n.a.) |
| 2020-07-21 | 2020-07-21 | | 396(+3,1%) | 0(n.a.) |
| 2020-07-22 | 2020-07-22 | | 408(+3%) | 0(n.a.) |
| 2020-07-23 | 2020-07-23 | | 412(+0,98%) | 0(n.a.) |
| 2020-07-24 | 2020-07-24 | | 413(+0,24%) | 0(n.a.) |
| 2020-07-25 | 2020-07-25 | | 417(+0,97%) | 0(n.a.) |
| 2020-07-26 | 2020-07-26 | | 420(+0,72%) | 0(n.a.) |
| 2020-07-27 | 2020-07-27 | | 431(+2,6%) | 0(n.a.) |
| 2020-07-28 | 2020-07-28 | | 438(+1,6%) | 0(n.a.) |
| 2020-07-29 | 2020-07-29 | | 450(+2,7%) | 0(n.a.) |
| 2020-07-30 | 2020-07-30 | | 464(+3,1%) | 0(n.a.) |
| 2020-07-31 | 2020-07-31 | | 546(+18%) | 2(n.a.) |
| 2020-08-01 | 2020-08-01 | | 586(+7,3%) | 3(+50%) |
| 2020-08-02 | 2020-08-02 | | 620(+5,8%) | 6(+100%) |
| 2020-08-03 | 2020-08-03 | | 642(+3,5%) | 6(=) |
| 2020-08-04 | 2020-08-04 | | 670(+4,4%) | 8(+33%) |
| 2020-08-05 | 2020-08-05 | | 713(+6,4%) | 8(=) |
| 2020-08-06 | 2020-08-06 | | 747(+4,8%) | 10(+25%) |
| 2020-08-07 | 2020-08-07 | | 784(+5%) | 10(=) |
| 2020-08-08 | 2020-08-08 | | 810(+3,3%) | 10(=) |
| 2020-08-09 | 2020-08-09 | | 841(+3,8%) | 11(+10%) |
| 2020-08-10 | 2020-08-10 | | 847(+0,71%) | 15(+36%) |
| 2020-08-11 | 2020-08-11 | | 863(+1,9%) | 16(+6,7%) |
| 2020-08-12 | 2020-08-12 | | 880(+2%) | 17(+6,2%) |
| 2020-08-13 | 2020-08-13 | | 905(+2,8%) | 20(+18%) |
| 2020-08-14 | 2020-08-14 | | 929(+2,7%) | 21(+5%) |
| 2020-08-15 | 2020-08-15 | | 950(+2,3%) | 23(+9,5%) |
| 2020-08-16 | 2020-08-16 | | 962(+1,3%) | 24(+4,3%) |
| 2020-08-17 | 2020-08-17 | | 976(+1,5%) | 24(=) |
| 2020-08-18 | 2020-08-18 | | 989(+1,3%) | 25(+4,2%) |
| 2020-08-19 | 2020-08-19 | | 993(+0,4%) | 25(=) |
| 2020-08-20 | 2020-08-20 | | 1.007(+1,4%) | 25(=) |
| 2020-08-21 | 2020-08-21 | | 1.009(+0,2%) | 25(=) |
| 2020-08-22 | 2020-08-22 | | 1.014(+0,5%) | 26(+4%) |
| 2020-08-23 | 2020-08-23 | | 1.016(+0,2%) | 27(+3,8%) |
| 2020-08-24 | 2020-08-24 | | 1.022(+0,59%) | 27(=) |
| 2020-08-25 | 2020-08-25 | | 1.029(+0,68%) | 27(=) |
| 2020-08-26 | 2020-08-26 | | 1.034(+0,49%) | 29(+7,4%) |
| 2020-08-27 | 2020-08-27 | | 1.036(+0,19%) | 30(+3,4%) |
| 2020-08-28 | 2020-08-28 | | 1.038(+0,19%) | 30(=) |
| 2020-08-29 | 2020-08-29 | | 1.040(+0,19%) | 32(+6,7%) |
| 2020-08-30 | 2020-08-30 | | 1.040(=) | 32(=) |
| 2020-08-31 | 2020-08-31 | | 1.044(+0,38%) | 34(+6,2%) |
| 2020-09-01 | 2020-09-01 | | 1.044(=) | 34(=) |
| 2020-09-02 | 2020-09-02 | | 1.046(+0,19%) | 34(=) |
| 2020-09-03 | 2020-09-03 | | 1.046(=) | 35(+2,9%) |
| 2020-09-04 | 2020-09-04 | | 1.049(+0,29%) | 35(=) |
| 2020-09-05 | 2020-09-05 | | 1.049(=) | 35(=) |
| 2020-09-06 | 2020-09-06 | | 1.049(=) | 35(=) |
| 2020-09-07 | 2020-09-07 | | 1.049(=) | 35(=) |
| 2020-09-08 | 2020-09-08 | | 1.054(+0,48%) | 35(=) |
| 2020-09-09 | 2020-09-09 | | 1.059(+0,47%) | 35(=) |
| 2020-09-10 | 2020-09-10 | | 1.059(=) | 35(=) |
| 2020-09-11 | 2020-09-11 | | 1.060(+0,09%) | 35(=) |
| 2020-09-12 | 2020-09-12 | | 1.060(=) | 35(=) |
| 2020-09-13 | 2020-09-13 | | 1.063(+0,28%) | 35(=) |
| 2020-09-14 | 2020-09-14 | | 1.063(=) | 35(=) |
| 2020-09-15 | 2020-09-15 | | 1.063(=) | 35(=) |
| 2020-09-16 | 2020-09-16 | | 1.063(=) | 35(=) |
| 2020-09-17 | 2020-09-17 | | 1.066(+0,28%) | 35(=) |
| 2020-09-18 | 2020-09-18 | | 1.068(+0,19%) | 35(=) |
| 2020-09-19 | 2020-09-19 | | 1.068(=) | 35(=) |
| 2020-09-20 | 2020-09-20 | | 1.068(=) | 35(=) |
| 2020-09-21 | 2020-09-21 | | 1.068(=) | 35(=) |
| 2020-09-22 | 2020-09-22 | | 1.068(=) | 35(=) |
| 2020-09-23 | 2020-09-23 | | 1.069(+0,09%) | 35(=) |
| 2020-09-24 | 2020-09-24 | | 1.069(=) | 35(=) |
| 2020-09-25 | 2020-09-25 | | 1.069(=) | 35(=) |
| 2020-09-26 | 2020-09-26 | | 1.069(=) | 35(=) |
| 2020-09-27 | 2020-09-27 | | 1.074(+0,47%) | 35(=) |
| 2020-09-28 | 2020-09-28 | | 1.077(+0,28%) | 35(=) |
| 2020-09-29 | 2020-09-29 | | 1.094(+1,6%) | 35(=) |
| 2020-09-30 | 2020-09-30 | | 1.094(=) | 35(=) |
| 2020-10-01 | 2020-10-01 | | 1.095(+0,09%) | 35(=) |
| 2020-10-02 | 2020-10-02 | | 1.096(+0,09%) | 35(=) |
| 2020-10-03 | 2020-10-03 | | 1.096(=) | 35(=) |
| 2020-10-04 | 2020-10-04 | | 1.096(=) | 35(=) |
| 2020-10-05 | 2020-10-05 | | 1.097(+0,09%) | 35(=) |
| 2020-10-06 | 2020-10-06 | | 1.098(+0,09%) | 35(=) |
| 2020-10-07 | 2020-10-07 | | 1.099(+0,09%) | 35(=) |
| 2020-10-08 | 2020-10-08 | | 1.100(+0,09%) | 35(=) |
| 2020-10-09 | 2020-10-09 | | 1.105(+0,45%) | 35(=) |
| 2020-10-10 | 2020-10-10 | | 1.107(+0,18%) | 35(=) |
| 2020-10-11 | 2020-10-11 | | 1.109(+0,18%) | 35(=) |
| 2020-10-12 | 2020-10-12 | | 1.110(+0,09%) | 35(=) |
| 2020-10-13 | 2020-10-13 | | 1.113(+0,27%) | 35(=) |
| 2020-10-14 | 2020-10-14 | | 1.122(+0,81%) | 35(=) |
| 2020-10-15 | 2020-10-15 | | 1.124(+0,18%) | 35(=) |
| 2020-10-16 | 2020-10-16 | | 1.124(=) | 35(=) |
| 2020-10-17 | 2020-10-17 | | 1.126(+0,18%) | 35(=) |
| 2020-10-18 | 2020-10-18 | | 1.134(+0,71%) | 35(=) |
| 2020-10-19 | 2020-10-19 | | 1.140(+0,53%) | 35(=) |
| 2020-10-20 | 2020-10-20 | | 1.141(+0,09%) | 35(=) |
| 2020-10-21 | 2020-10-21 | | 1.144(+0,26%) | 35(=) |
| 2020-10-22 | 2020-10-22 | | 1.148(+0,35%) | 35(=) |
| 2020-10-23 | 2020-10-23 | | 1.148(=) | 35(=) |
| 2020-10-24 | 2020-10-24 | | 1.160(+1%) | 35(=) |
| 2020-10-25 | 2020-10-25 | | 1.168(+0,69%) | 35(=) |
| 2020-10-26 | 2020-10-26 | | 1.169(+0,09%) | 35(=) |
| 2020-10-27 | 2020-10-27 | | 1.172(+0,26%) | 35(=) |
| 2020-10-28 | 2020-10-28 | | 1.173(+0,09%) | 35(=) |
| 2020-10-29 | 2020-10-29 | | 1.177(+0,34%) | 35(=) |
| 2020-10-30 | 2020-10-30 | | 1.177(=) | 35(=) |
| 2020-10-31 | 2020-10-31 | | 1.180(+0,25%) | 35(=) |
| 2020-11-01 | 2020-11-01 | | 1.180(=) | 35(=) |
| 2020-11-02 | 2020-11-02 | | 1.192(+1%) | 35(=) |
| 2020-11-03 | 2020-11-03 | | 1.202(+0,84%) | 35(=) |
| 2020-11-04 | 2020-11-04 | | 1.206(+0,33%) | 35(=) |
| 2020-11-05 | 2020-11-05 | | 1.207(+0,08%) | 35(=) |
| 2020-11-06 | 2020-11-06 | | 1.212(+0,41%) | 35(=) |
| 2020-11-07 | 2020-11-07 | | 1.213(+0,08%) | 35(=) |
| 2020-11-08 | 2020-11-08 | | 1.213(=) | 35(=) |
| 2020-11-09 | 2020-11-09 | | 1.215(+0,16%) | 35(=) |
| 2020-11-10 | 2020-11-10 | | 1.226(+0,91%) | 35(=) |
| 2020-11-11 | 2020-11-11 | | 1.252(+2,1%) | 35(=) |
| 2020-11-12 | 2020-11-12 | | 1.253(+0,08%) | 35(=) |
| 2020-11-13 | 2020-11-13 | | 1.256(+0,24%) | 35(=) |
| 2020-11-14 | 2020-11-14 | | 1.256(=) | 35(=) |
| 2020-11-15 | 2020-11-15 | | 1.281(+2%) | 35(=) |
| 2020-11-16 | 2020-11-16 | | 1.283(+0,16%) | 35(=) |
| 2020-11-17 | 2020-11-17 | | 1.288(+0,39%) | 35(=) |
| 2020-11-18 | 2020-11-18 | | 1.300(+0,93%) | 35(=) |
| 2020-11-19 | 2020-11-19 | | 1.304(+0,31%) | 35(=) |
| 2020-11-20 | 2020-11-20 | | 1.305(+0,08%) | 35(=) |
| 2020-11-21 | 2020-11-21 | | 1.306(+0,08%) | 35(=) |
| 2020-11-22 | 2020-11-22 | | 1.307(+0,08%) | 35(=) |
| 2020-11-23 | 2020-11-23 | | 1.312(+0,38%) | 35(=) |
| 2020-11-24 | 2020-11-24 | | 1.316(+0,3%) | 35(=) |
| 2020-11-25 | 2020-11-25 | | 1.321(+0,38%) | 35(=) |
| 2020-11-26 | 2020-11-26 | | 1.331(+0,76%) | 35(=) |
| 2020-11-27 | 2020-11-27 | | 1.339(+0,6%) | 35(=) |
| 2020-11-28 | 2020-11-28 | | 1.341(+0,15%) | 35(=) |
| 2020-11-29 | 2020-11-29 | | 1.343(+0,15%) | 35(=) |
| 2020-11-30 | 2020-11-30 | | 1.346(+0,22%) | 35(=) |
| 2020-12-01 | 2020-12-01 | | 1.351(+0,37%) | 35(=) |
| 2020-12-02 | 2020-12-02 | | 1.358(+0,52%) | 35(=) |
| 2020-12-03 | 2020-12-03 | | 1.361(+0,22%) | 35(=) |
| 2020-12-04 | 2020-12-04 | | 1.361(=) | 35(=) |
| 2020-12-05 | 2020-12-05 | | 1.365(+0,29%) | 35(=) |
| 2020-12-06 | 2020-12-06 | | 1.366(+0,07%) | 35(=) |
| 2020-12-07 | 2020-12-07 | | 1.367(+0,07%) | 35(=) |
| 2020-12-08 | 2020-12-08 | | 1.377(+0,73%) | 35(=) |
| 2020-12-09 | 2020-12-09 | | 1.381(+0,29%) | 35(=) |
| 2020-12-10 | 2020-12-10 | | 1.385(+0,29%) | 35(=) |
| 2020-12-11 | 2020-12-11 | | 1.391(+0,43%) | 35(=) |
| 2020-12-12 | 2020-12-12 | | 1.395(+0,29%) | 35(=) |
| 2020-12-13 | 2020-12-13 | | 1.397(+0,14%) | 35(=) |
| 2020-12-14 | 2020-12-14 | | 1.402(+0,36%) | 35(=) |
| 2020-12-15 | 2020-12-15 | | 1.405(+0,21%) | 35(=) |
| 2020-12-16 | 2020-12-16 | | 1.405(=) | 35(=) |
| 2020-12-17 | 2020-12-17 | | 1.407(+0,14%) | 35(=) |
| 2020-12-18 | 2020-12-18 | | 1.410(+0,21%) | 35(=) |
| 2020-12-19 | 2020-12-19 | | 1.411(+0,07%) | 35(=) |
| 2020-12-20 | 2020-12-20 | | 1.413(+0,14%) | 35(=) |
| 2020-12-21 | 2020-12-21 | | 1.414(+0,07%) | 35(=) |
| 2020-12-22 | 2020-12-22 | | 1.420(+0,42%) | 35(=) |
| 2020-12-23 | 2020-12-23 | | 1.421(+0,07%) | 35(=) |
| 2020-12-24 | 2020-12-24 | | 1.433(+0,84%) | 35(=) |
| 2020-12-25 | 2020-12-25 | | 1.439(+0,42%) | 35(=) |
| 2020-12-26 | 2020-12-26 | | 1.440(+0,07%) | 35(=) |
| 2020-12-27 | 2020-12-27 | | 1.441(+0,07%) | 35(=) |
| 2020-12-28 | 2020-12-28 | | 1.451(+0,69%) | 35(=) |
| 2020-12-29 | 2020-12-29 | | 1.454(+0,21%) | 35(=) |
| 2020-12-30 | 2020-12-30 | | 1.456(+0,14%) | 35(=) |
| 2020-12-31 | 2020-12-31 | | 1.465(+0,62%) | 35(=) |
| 2021-01-01 | 2021-01-01 | | 1.474(+0,61%) | 35(=) |
| 2021-01-02 | 2021-01-02 | | 1.482(+0,54%) | 35(=) |
| 2021-01-03 | 2021-01-03 | | 1.492(+0,67%) | 35(=) |
| 2021-01-04 | 2021-01-04 | | 1.497(+0,34%) | 35(=) |
| 2021-01-05 | 2021-01-05 | | 1.504(+0,47%) | 35(=) |
| 2021-01-06 | 2021-01-06 | | 1.505(+0,07%) | 35(=) |
| 2021-01-07 | 2021-01-07 | | 1.509(+0,27%) | 35(=) |
| 2021-01-08 | 2021-01-08 | | 1.512(+0,2%) | 35(=) |
| 2021-01-09 | 2021-01-09 | | 1.513(+0,07%) | 35(=) |
| 2021-01-10 | 2021-01-10 | | 1.514(+0,07%) | 35(=) |
| 2021-01-11 | 2021-01-11 | | 1.515(+0,07%) | 35(=) |
| 2021-01-12 | 2021-01-12 | | 1.520(+0,33%) | 35(=) |
| 2021-01-13 | 2021-01-13 | | 1.521(+0,07%) | 35(=) |
| 2021-01-14 | 2021-01-14 | | 1.531(+0,66%) | 35(=) |
| 2021-01-15 | 2021-01-15 | | 1.536(+0,33%) | 35(=) |
| 2021-01-16 | 2021-01-16 | | 1.537(+0,07%) | 35(=) |
| 2021-01-17 | 2021-01-17 | | 1.537(=) | 35(=) |
| 2021-01-18 | 2021-01-18 | | 1.539(+0,13%) | 35(=) |
| 2021-01-19 | 2021-01-19 | | 1.540(+0,06%) | 35(=) |
| 2021-01-20 | 2021-01-20 | | 1.544(+0,26%) | 35(=) |
| 2021-01-21 | 2021-01-21 | | 1.546(+0,13%) | 35(=) |
| 2021-01-22 | 2021-01-22 | | 1.548(+0,13%) | 35(=) |
| 2021-01-23 | 2021-01-23 | | 1.548(=) | 35(=) |
| 2021-01-24 | 2021-01-24 | | 1.548(=) | 35(=) |
| 2021-01-25 | 2021-01-25 | | 1.549(+0,06%) | 35(=) |
| 2021-01-26 | 2021-01-26 | | 1.551(+0,13%) | 35(=) |
| 2021-01-27 | 2021-01-27 | | 1.551(=) | 35(=) |
| 2021-01-28 | 2021-01-28 | | 1.642(+5,9%) | 35(=) |
| 2021-01-29 | 2021-01-29 | | 1.705(+3,8%) | 35(=) |
| 2021-01-30 | 2021-01-30 | | 1.767(+3,6%) | 35(=) |
| 2021-01-31 | 2021-01-31 | | 1.817(+2,8%) | 35(=) |
| 2021-02-01 | 2021-02-01 | | 1.850(+1,8%) | 35(=) |
| 2021-02-02 | 2021-02-02 | | 1.882(+1,7%) | 35(=) |
| 2021-02-03 | 2021-02-03 | | 1.911(+1,5%) | 35(=) |
| 2021-02-04 | 2021-02-04 | | 1.957(+2,4%) | 35(=) |
| 2021-02-05 | 2021-02-05 | | 1.976(+0,97%) | 35(=) |
| 2021-02-06 | 2021-02-06 | | 1.981(+0,25%) | 35(=) |
| 2021-02-07 | 2021-02-07 | | 2.001(+1%) | 35(=) |
| 2021-02-08 | 2021-02-08 | | 2.050(+2,4%) | 35(=) |
| 2021-02-09 | 2021-02-09 | | 2.069(+0,93%) | 35(=) |
| 2021-02-10 | 2021-02-10 | | 2.091(+1,1%) | 35(=) |
| 2021-02-11 | 2021-02-11 | | 2.140(+2,3%) | 35(=) |
| 2021-02-12 | 2021-02-12 | | 2.142(+0,09%) | 35(=) |
| 2021-02-13 | 2021-02-13 | | 2.195(+2,5%) | 35(=) |
| 2021-02-14 | 2021-02-14 | | 2.228(+1,5%) | 35(=) |
| 2021-02-15 | 2021-02-15 | | 2.269(+1,8%) | 35(=) |
| 2021-02-16 | 2021-02-16 | | 2.311(+1,9%) | 35(=) |
| 2021-02-17 | 2021-02-17 | | 2.329(+0,78%) | 35(=) |
| 2021-02-18 | 2021-02-18 | | 2.347(+0,77%) | 35(=) |
| 2021-02-19 | 2021-02-19 | | 2.362(+0,64%) | 35(=) |
| 2021-02-20 | 2021-02-20 | | 2.368(+0,25%) | 35(=) |
| 2021-02-21 | 2021-02-21 | | 2.383(+0,63%) | 35(=) |
| 2021-02-22 | 2021-02-22 | | 2.392(+0,38%) | 35(=) |
| 2021-02-23 | 2021-02-23 | | 2.401(+0,38%) | 35(=) |
| 2021-02-24 | 2021-02-24 | | 2.412(+0,46%) | 35(=) |
| 2021-02-25 | 2021-02-25 | | 2.420(+0,33%) | 35(=) |
| 2021-02-26 | 2021-02-26 | | 2.426(+0,25%) | 35(=) |
| 2021-02-27 | 2021-02-27 | | 2.432(+0,25%) | 35(=) |
| 2021-02-28 | 2021-02-28 | | 2.448(+0,66%) | 35(=) |
| 2021-03-01 | 2021-03-01 | | 2.461(+0,53%) | 35(=) |
| 2021-03-02 | 2021-03-02 | | 2.472(+0,45%) | 35(=) |
| 2021-03-03 | 2021-03-03 | | 2.482(+0,4%) | 35(=) |
| 2021-03-04 | 2021-03-04 | | 2.488(+0,24%) | 35(=) |
| 2021-03-05 | 2021-03-05 | | 2.494(+0,24%) | 35(=) |
| 2021-03-06 | 2021-03-06 | | 2.507(+0,52%) | 35(=) |
| 2021-03-07 | 2021-03-07 | | 2.512(+0,2%) | 35(=) |
| 2021-03-08 | 2021-03-08 | | 2.524(+0,48%) | 35(=) |
| 2021-03-09 | 2021-03-09 | | 2.526(+0,08%) | 35(=) |
| 2021-03-10 | 2021-03-10 | | 2.529(+0,12%) | 35(=) |
| 2021-03-11 | 2021-03-11 | | 2.533(+0,16%) | 35(=) |
| 2021-03-12 | 2021-03-12 | | 2.550(+0,67%) | 35(=) |
| 2021-03-13 | 2021-03-13 | | 2.553(+0,12%) | 35(=) |
| 2021-03-14 | 2021-03-14 | | 2.554(+0,04%) | 35(=) |
| 2021-03-15 | 2021-03-15 | | 2.557(+0,12%) | 35(=) |
| 2021-03-16 | 2021-03-16 | | 2.560(+0,12%) | 35(=) |
| 2021-03-17 | 2021-03-17 | | 2.567(+0,27%) | 35(=) |
| 2021-03-18 | 2021-03-18 | | 2.570(+0,12%) | 35(=) |
| 2021-03-19 | 2021-03-19 | | 2.571(+0,04%) | 35(=) |
| 2021-03-20 | 2021-03-20 | | 2.572(+0,04%) | 35(=) |
| 2021-03-21 | 2021-03-21 | | 2.572(=) | 35(=) |
| 2021-03-22 | 2021-03-22 | | 2.575(+0,12%) | 35(=) |
| 2021-03-23 | 2021-03-23 | | 2.576(+0,04%) | 35(=) |
| 2021-03-24 | 2021-03-24 | | 2.576(=) | 35(=) |
| 2021-03-25 | 2021-03-25 | | 2.579(+0,12%) | 35(=) |
| 2021-03-26 | 2021-03-26 | | 2.586(+0,27%) | 35(=) |
| 2021-03-27 | 2021-03-27 | | 2.586(=) | 35(=) |
| 2021-03-28 | 2021-03-28 | | 2.591(+0,19%) | 35(=) |
| 2021-03-29 | 2021-03-29 | | 2.594(+0,12%) | 35(=) |
| 2021-03-30 | 2021-03-30 | | 2.594(=) | 35(=) |
| 2021-03-31 | 2021-03-31 | | 2.603(+0,35%) | 35(=) |
| 2021-04-01 | 2021-04-01 | | 2.617(+0,54%) | 35(=) |
| 2021-04-02 | 2021-04-02 | | 2.620(+0,11%) | 35(=) |
| 2021-04-03 | 2021-04-03 | | 2.626(+0,23%) | 35(=) |
| 2021-04-04 | 2021-04-04 | | 2.631(+0,19%) | 35(=) |
| 2021-04-05 | 2021-04-05 | | 2.637(+0,23%) | 35(=) |
| 2021-04-06 | 2021-04-06 | | 2.648(+0,42%) | 35(=) |
| 2021-04-07 | 2021-04-07 | | 2.659(+0,42%) | 35(=) |
| 2021-04-08 | 2021-04-08 | | 2.668(+0,34%) | 35(=) |
| 2021-04-09 | 2021-04-09 | | 2.683(+0,56%) | 35(=) |
| 2021-04-10 | 2021-04-10 | | 2.692(+0,34%) | 35(=) |
| 2021-04-11 | 2021-04-11 | | 2.693(+0,04%) | 35(=) |
| 2021-04-12 | 2021-04-12 | | 2.705(+0,45%) | 35(=) |
| 2021-04-13 | 2021-04-13 | | 2.714(+0,33%) | 35(=) |
| 2021-04-14 | 2021-04-14 | | 2.733(+0,7%) | 35(=) |
| 2021-04-15 | 2021-04-15 | | 2.758(+0,91%) | 35(=) |
| 2021-04-16 | 2021-04-16 | | 2.772(+0,51%) | 35(=) |
| 2021-04-17 | 2021-04-17 | | 2.781(+0,32%) | 35(=) |
| 2021-04-18 | 2021-04-18 | | 2.784(+0,11%) | 35(=) |
| 2021-04-19 | 2021-04-19 | | 2.791(+0,25%) | 35(=) |
| 2021-04-20 | 2021-04-20 | | 2.801(+0,36%) | 35(=) |
| 2021-04-21 | 2021-04-21 | | 2.806(+0,18%) | 35(=) |
| 2021-04-22 | 2021-04-22 | | 2.816(+0,36%) | 35(=) |
| 2021-04-23 | 2021-04-23 | | 2.830(+0,5%) | 35(=) |
| 2021-04-24 | 2021-04-24 | | 2.833(+0,11%) | 35(=) |
| 2021-04-25 | 2021-04-25 | | 2.843(+0,35%) | 35(=) |
| 2021-04-26 | 2021-04-26 | | 2.852(+0,32%) | 35(=) |
| 2021-04-27 | 2021-04-27 | | 2.857(+0,18%) | 35(=) |
| 2021-04-28 | 2021-04-28 | | 2.865(+0,28%) | 35(=) |
| 2021-04-29 | 2021-04-29 | | 2.910(+1,6%) | 35(=) |
| 2021-04-30 | 2021-04-30 | | 2.928(+0,62%) | 35(=) |
| 2021-05-01 | 2021-05-01 | | 2.942(+0,48%) | 35(=) |
| 2021-05-02 | 2021-05-02 | | 2.962(+0,68%) | 35(=) |
| 2021-05-03 | 2021-05-03 | | 2.981(+0,64%) | 35(=) |
| 2021-05-04 | 2021-05-04 | | 2.996(+0,5%) | 35(=) |
| 2021-05-05 | 2021-05-05 | | 3.022(+0,87%) | 35(=) |
| 2021-05-06 | 2021-05-06 | | 3.090(+2,3%) | 35(=) |
| 2021-05-07 | 2021-05-07 | | 3.137(+1,5%) | 35(=) |
| 2021-05-08 | 2021-05-08 | | 3.230(+3%) | 35(=) |
| 2021-05-09 | 2021-05-09 | | 3.332(+3,2%) | 35(=) |
| 2021-05-10 | 2021-05-10 | | 3.461(+3,9%) | 35(=) |
| 2021-05-11 | 2021-05-11 | | 3.537(+2,2%) | 35(=) |
| 2021-05-12 | 2021-05-12 | | 3.623(+2,4%) | 35(=) |
| 2021-05-13 | 2021-05-13 | | 3.710(+2,4%) | 35(=) |
| 2021-05-14 | 2021-05-14 | | 3.816(+2,9%) | 35(=) |
| 2021-05-15 | 2021-05-15 | | 3.985(+4,4%) | 36(+2,9%) |
| 2021-05-16 | 2021-05-16 | | 4.175(+4,8%) | 36(=) |
| 2021-05-17 | 2021-05-17 | | 4.359(+4,4%) | 37(+2,8%) |
| 2021-05-18 | 2021-05-18 | | 4.512(+3,5%) | 37(=) |
| 2021-05-19 | 2021-05-19 | | 4.690(+3,9%) | 37(=) |
| 2021-05-20 | 2021-05-20 | | 4.809(+2,5%) | 39(+5,4%) |
| 2021-05-21 | 2021-05-21 | | 4.941(+2,7%) | 41(+5,1%) |
| 2021-05-22 | 2021-05-22 | | 5.086(+2,9%) | 41(=) |
| 2021-05-23 | 2021-05-23 | | 5.217(+2,6%) | 42(+2,4%) |
| 2021-05-24 | 2021-05-24 | | 5.404(+3,6%) | 44(+4,8%) |
| 2021-05-25 | 2021-05-25 | | 5.851(+8,3%) | 44(=) |
| 2021-05-26 | 2021-05-26 | | 6.086(+4%) | 45(+2,3%) |
| 2021-05-27 | 2021-05-27 | | 6.316(+3,8%) | 46(+2,2%) |
| 2021-05-28 | 2021-05-28 | | 6.570(+4%) | 47(+2,2%) |
| 2021-05-29 | 2021-05-29 | | 6.856(+4,4%) | 47(=) |
| 2021-05-30 | 2021-05-30 | | 7.107(+3,7%) | 47(=) |
| 2021-05-31 | 2021-05-31 | | 7.321(+3%) | 47(=) |
| 2021-06-01 | 2021-06-01 | | 7.572(+3,4%) | 48(+2,1%) |
| 2021-06-02 | 2021-06-02 | | 7.813(+3,2%) | 49(+2,1%) |
| 2021-06-03 | 2021-06-03 | | 8.063(+3,2%) | 49(=) |
| 2021-06-04 | 2021-06-04 | | 8.287(+2,8%) | 51(+4,1%) |
| 2021-06-05 | 2021-06-05 | | 8.541(+3,1%) | 53(+3,9%) |
| 2021-06-06 | 2021-06-06 | | 8.747(+2,4%) | 53(=) |
| 2021-06-07 | 2021-06-07 | | 8.983(+2,7%) | 53(=) |
| 2021-06-08 | 2021-06-08 | | 9.158(+1,9%) | 55(+3,8%) |
| 2021-06-09 | 2021-06-09 | | 9.565(+4,4%) | 55(=) |
| 2021-06-10 | 2021-06-10 | | 9.784(+2,3%) | 55(=) |
| 2021-06-11 | 2021-06-11 | | 9.980(+2%) | 57(+3,6%) |
| 2021-06-12 | 2021-06-12 | | 10.241(+2,6%) | 58(+1,8%) |
| 2021-06-13 | 2021-06-13 | | 10.538(+2,9%) | 59(+1,7%) |
| 2021-06-14 | 2021-06-14 | | 10.810(+2,6%) | 61(+3,4%) |
| 2021-06-15 | 2021-06-15 | | 11.212(+3,7%) | 61(=) |
| 2021-06-16 | 2021-06-16 | | 11.635(+3,8%) | 61(=) |
| 2021-06-17 | 2021-06-17 | | 12.150(+4,4%) | 61(=) |
| 2021-06-18 | 2021-06-18 | | 12.414(+2,2%) | 62(+1,6%) |
| 2021-06-19 | 2021-06-19 | | 12.900(+3,9%) | 64(+3,2%) |
| 2021-06-20 | 2021-06-20 | | 13.211(+2,4%) | 66(+3,1%) |
| 2021-06-21 | 2021-06-21 | | 13.483(+2,1%) | 69(+4,5%) |
| 2021-06-22 | 2021-06-22 | | 13.727(+1,8%) | 69(=) |
| 2021-06-23 | 2021-06-23 | | 13.947(+1,6%) | 70(+1,4%) |
| 2021-06-24 | 2021-06-24 | | 14.232(+2%) | 72(+2,9%) |
| 2021-06-25 | 2021-06-25 | | 14.537(+2,1%) | 74(+2,8%) |
| 2021-06-26 | 2021-06-26 | | 15.275(+5,1%) | 74(=) |
| 2021-06-27 | 2021-06-27 | | 15.643(+2,4%) | 76(+2,7%) |
| 2021-06-28 | 2021-06-28 | | 16.041(+2,5%) | 76(=) |
| 2021-06-29 | 2021-06-29 | | 16.413(+2,3%) | 80(+5,3%) |
| 2021-06-30 | 2021-06-30 | | 16.863(+2,7%) | 81(+1,2%) |
| 2021-07-01 | 2021-07-01 | | 17.576(+4,2%) | 81(=) |
| 2021-07-02 | 2021-07-02 | | 18.121(+3,1%) | 84(+3,7%) |
| 2021-07-03 | 2021-07-03 | | 19.043(+5,1%) | 84(=) |
| 2021-07-04 | 2021-07-04 | | 19.933(+4,7%) | 86(+2,4%) |
| 2021-07-05 | 2021-07-05 | | 21.035(+5,5%) | 90(+4,7%) |
| 2021-07-06 | 2021-07-06 | | 22.064(+4,9%) | 94(+4,4%) |
| 2021-07-07 | 2021-07-07 | | 23.071(+4,6%) | 102(+8,5%) |
| 2021-07-08 | 2021-07-08 | | 24.385(+5,7%) | 105(+2,9%) |
| 2021-07-09 | 2021-07-09 | | 26.010(+6,7%) | 110(+4,8%) |
| 2021-07-10 | 2021-07-10 | | 27.863(+7,1%) | 112(+1,8%) |
| 2021-07-11 | 2021-07-11 | | 29.816(+7%) | 119(+6,2%) |
| 2021-07-12 | 2021-07-12 | | 32.199(+8%) | 125(+5%) |
| 2021-07-13 | 2021-07-13 | | 34.500(+7,1%) | 132(+5,6%) |
| 2021-07-14 | 2021-07-14 | | 37.434(+8,5%) | 138(+4,5%) |
| 2021-07-15 | 2021-07-15 | | 40.850(+9,1%) | 207(+50%) |
| 2021-07-16 | 2021-07-16 | | 44.186(+8,2%) | 225(+8,7%) |
| 2021-07-17 | 2021-07-17 | | 47.904(+8,4%) | 225(=) |
| 2021-07-18 | 2021-07-18 | | 53.830(+12%) | 254(+13%) |
| 2021-07-19 | 2021-07-19 | | 58.025(+7,8%) | 334(+31%) |
| 2021-07-20 | 2021-07-20 | | 62.820(+8,3%) | 334(=) |
| 2021-07-21 | 2021-07-21 | | 68.177(+8,5%) | 370(+11%) |
| 2021-07-22 | 2021-07-22 | | 74.371(+9,1%) | 370(=) |
| 2021-07-23 | 2021-07-23 | | 81.678(+9,8%) | 370(=) |
| 2021-07-24 | 2021-07-24 | | 90.934(+11%) | 370(=) |
| 2021-07-25 | 2021-07-25 | | 98.465(+8,3%) | 370(=) |
| 2021-07-26 | 2021-07-26 | | 106.347(+8%) | 524(+42%) |
| 2021-07-27 | 2021-07-27 | | 114.260(+7,4%) | 524(=) |
| 2021-07-28 | 2021-07-28 | | 120.819(+5,7%) | 524(=) |
| 2021-07-29 | 2021-07-29 | | 128.413(+6,3%) | 863(+65%) |
| 2021-07-30 | 2021-07-30 | | 137.062(+6,7%) | 1.161(+35%) |
| 2021-07-31 | 2021-07-31 | | 145.686(+6,3%) | 1.306(+12%) |
| 2021-08-01 | 2021-08-01 | | 154.306(+5,9%) | 1.306(=) |
| 2021-08-02 | 2021-08-02 | | 161.761(+4,8%) | 1.695(+30%) |
| 2021-08-03 | 2021-08-03 | | 170.190(+5,2%) | 2.071(+22%) |
| 2021-08-04 | 2021-08-04 | | 177.813(+4,5%) | 2.327(+12%) |
| 2021-08-05 | 2021-08-05 | | 185.057(+4,1%) | 2.720(+17%) |
| 2021-08-06 | 2021-08-06 | | 193.381(+4,5%) | 3.016(+11%) |
| 2021-08-07 | 2021-08-07 | | 200.715(+3,8%) | 3.016(=) |
| 2021-08-08 | 2021-08-08 | | 210.405(+4,8%) | 3.397(+13%) |
| 2021-08-09 | 2021-08-09 | | 219.745(+4,4%) | 3.757(+11%) |
| 2021-08-10 | 2021-08-10 | | 228.135(+3,8%) | 4.145(+10%) |
| 2021-08-11 | 2021-08-11 | | 236.901(+3,8%) | 4.487(+8,3%) |
| 2021-08-12 | 2021-08-12 | | 246.568(+4,1%) | 4.813(+7,3%) |
| 2021-08-13 | 2021-08-13 | | 255.748(+3,7%) | 5.088(+5,7%) |
| 2021-08-14 | 2021-08-14 | | 265.464(+3,8%) | 5.437(+6,9%) |
| 2021-08-15 | 2021-08-15 | | 275.044(+3,6%) | 5.774(+6,2%) |
| 2021-08-16 | 2021-08-16 | | 283.672(+3,1%) | 6.141(+6,4%) |
| 2021-08-17 | 2021-08-17 | | 293.301(+3,4%) | 6.472(+5,4%) |
| 2021-08-18 | 2021-08-18 | | 301.957(+3%) | 6.770(+4,6%) |
| 2021-08-19 | 2021-08-19 | | 312.611(+3,5%) | 7.150(+5,6%) |
| 2021-08-20 | 2021-08-20 | | 323.268(+3,4%) | 7.540(+5,5%) |
| 2021-08-21 | 2021-08-21 | | 336.707(+4,2%) | 7.540(=) |
| 2021-08-22 | 2021-08-22 | | 348.059(+3,4%) | 8.277(+9,8%) |
| 2021-08-23 | 2021-08-23 | | 358.456(+3%) | 8.666(+4,7%) |
| 2021-08-24 | 2021-08-24 | | 369.279(+3%) | 9.014(+4%) |
| 2021-08-25 | 2021-08-25 | | 381.363(+3,3%) | 9.349(+3,7%) |
| 2021-08-26 | 2021-08-26 | | 392.938(+3%) | 9.667(+3,4%) |
| 2021-08-27 | 2021-08-27 | | 410.366(+4,4%) | 10.053(+4%) |
| 2021-08-28 | 2021-08-28 | | 422.469(+2,9%) | 10.405(+3,5%) |
| 2021-08-29 | 2021-08-29 | | 435.132(+3%) | 10.749(+3,3%) |
| 2021-08-30 | 2021-08-30 | | 449.489(+3,3%) | 11.064(+2,9%) |
| 2021-08-31 | 2021-08-31 | | 462.096(+2,8%) | 11.504(+4%) |
| 2021-09-01 | 2021-09-01 | | 473.530(+2,5%) | 11.868(+3,2%) |
| 2021-09-02 | 2021-09-02 | | 486.727(+2,8%) | 12.138(+2,3%) |
| 2021-09-03 | 2021-09-03 | | 501.649(+3,1%) | 12.446(+2,5%) |
| 2021-09-04 | 2021-09-04 | | 511.170(+1,9%) | 12.793(+2,8%) |
| 2021-09-05 | 2021-09-05 | | 524.307(+2,6%) | 13.074(+2,2%) |
| 2021-09-06 | 2021-09-06 | | 536.788(+2,4%) | 13.385(+2,4%) |
| 2021-09-07 | 2021-09-07 | | 550.996(+2,6%) | 13.701(+2,4%) |
| 2021-09-08 | 2021-09-08 | | 563.676(+2,3%) | 14.135(+3,2%) |
| 2021-09-09 | 2021-09-09 | | 576.096(+2,2%) | 14.470(+2,4%) |
| 2021-09-10 | 2021-09-10 | | 589.417(+2,3%) | 14.745(+1,9%) |
| 2021-09-11 | 2021-09-11 | | 601.349(+2%) | 15.018(+1,9%) |
| 2021-09-12 | 2021-09-12 | | 613.375(+2%) | 15.279(+1,7%) |
| 2021-09-13 | 2021-09-13 | | 624.547(+1,8%) | 15.660(+2,5%) |
| 2021-09-14 | 2021-09-14 | | 635.055(+1,7%) | 15.936(+1,8%) |
| 2021-09-15 | 2021-09-15 | | 645.640(+1,7%) | 16.186(+1,6%) |
| 2021-09-16 | 2021-09-16 | | 656.129(+1,6%) | 16.425(+1,5%) |
| 2021-09-17 | 2021-09-17 | | 667.650(+1,8%) | 16.637(+1,3%) |
| 2021-09-18 | 2021-09-18 | | 677.023(+1,4%) | 16.857(+1,3%) |
| 2021-09-19 | 2021-09-19 | | 687.063(+1,5%) | 17.090(+1,4%) |
| 2021-09-20 | 2021-09-20 | | 695.744(+1,3%) | 17.305(+1,3%) |
| 2021-09-21 | 2021-09-21 | | 707.436(+1,7%) | 17.545(+1,4%) |
| 2021-09-22 | 2021-09-22 | | 718.963(+1,6%) | 17.781(+1,3%) |
| 2021-09-23 | 2021-09-23 | | 728.435(+1,3%) | 18.017(+1,3%) |
| 2021-09-24 | 2021-09-24 | | 736.972(+1,2%) | 18.220(+1,1%) |
| 2021-09-25 | 2021-09-25 | | 746.678(+1,3%) | 18.400(+0,99%) |
| 2021-09-26 | 2021-09-26 | | 756.689(+1,3%) | 18.584(+1%) |
| 2021-09-27 | 2021-09-27 | | 766.051(+1,2%) | 18.758(+0,94%) |
| 2021-09-28 | 2021-09-28 | | 774.057(+1%) | 18.936(+0,95%) |
| 2021-09-29 | 2021-09-29 | | 782.815(+1,1%) | 19.098(+0,86%) |
| 2021-09-30 | 2021-09-30 | | 790.755(+1%) | 19.301(+1,1%) |
| 2021-10-01 | 2021-10-01 | | 797.712(+0,88%) | 19.437(+0,7%) |
| 2021-10-02 | 2021-10-02 | | 803.202(+0,69%) | 19.601(+0,84%) |
| 2021-10-03 | 2021-10-03 | | 808.578(+0,67%) | 19.715(+0,58%) |
| 2021-10-04 | 2021-10-04 | | 813.961(+0,67%) | 19.845(+0,66%) |
| 2021-10-05 | 2021-10-05 | | 818.324(+0,54%) | 19.979(+0,68%) |
| 2021-10-06 | 2021-10-06 | | 822.687(+0,53%) | 20.098(+0,6%) |
| 2021-10-07 | 2021-10-07 | | 826.837(+0,5%) | 20.223(+0,62%) |
| 2021-10-08 | 2021-10-08 | | 831.643(+0,58%) | 20.337(+0,56%) |
| 2021-10-09 | 2021-10-09 | | 836.134(+0,54%) | 20.442(+0,52%) |
| 2021-10-10 | 2021-10-10 | | 839.662(+0,42%) | 20.555(+0,55%) |
| 2021-10-11 | 2021-10-11 | | 843.281(+0,43%) | 20.670(+0,56%) |
| 2021-10-12 | 2021-10-12 | | 846.230(+0,35%) | 20.763(+0,45%) |
| 2021-10-13 | 2021-10-13 | | 849.691(+0,41%) | 20.869(+0,51%) |
| 2021-10-14 | 2021-10-14 | | 853.842(+0,49%) | 20.950(+0,39%) |
| 2021-10-15 | 2021-10-15 | | 857.639(+0,44%) | 21.043(+0,44%) |
| 2021-10-16 | 2021-10-16 | | 860.860(+0,38%) | 21.131(+0,42%) |
| 2021-10-17 | 2021-10-17 | | 864.053(+0,37%) | 21.194(+0,3%) |
| 2021-10-18 | 2021-10-18 | | 867.221(+0,37%) | 21.269(+0,35%) |
| 2021-10-19 | 2021-10-19 | | 870.255(+0,35%) | 21.344(+0,35%) |
| 2021-10-20 | 2021-10-20 | | 873.901(+0,42%) | 21.416(+0,34%) |
| 2021-10-21 | 2021-10-21 | | 877.537(+0,42%) | 21.487(+0,33%) |
| 2021-10-22 | 2021-10-22 | | 881.522(+0,45%) | 21.543(+0,26%) |
| 2021-10-23 | 2021-10-23 | | 884.895(+0,38%) | 21.620(+0,36%) |
| 2021-10-24 | 2021-10-24 | | 888.940(+0,46%) | 21.673(+0,25%) |
| 2021-10-25 | 2021-10-25 | | 892.579(+0,41%) | 21.738(+0,3%) |
| 2021-10-26 | 2021-10-26 | | 896.174(+0,4%) | 21.802(+0,29%) |
| 2021-10-27 | 2021-10-27 | | 900.585(+0,49%) | 21.856(+0,25%) |
| 2021-10-28 | 2021-10-28 | | 905.477(+0,54%) | 21.910(+0,25%) |
| 2021-10-29 | 2021-10-29 | | 910.376(+0,54%) | 21.966(+0,26%) |
| 2021-10-30 | 2021-10-30 | | 915.603(+0,57%) | 22.030(+0,29%) |
| 2021-10-31 | 2021-10-31 | | 921.122(+0,6%) | 22.083(+0,24%) |
| 2021-11-01 | 2021-11-01 | | 923.541(+0,26%) | 22.135(+0,24%) |
| 2021-11-02 | 2021-11-02 | | 932.357(+0,95%) | 22.205(+0,32%) |
| 2021-11-03 | 2021-11-03 | | 939.463(+0,76%) | 22.283(+0,35%) |
| 2021-11-04 | 2021-11-04 | | 946.043(+0,7%) | 22.342(+0,26%) |
| 2021-11-05 | 2021-11-05 | | 953.547(+0,79%) | 22.412(+0,31%) |
| 2021-11-06 | 2021-11-06 | | 961.038(+0,79%) | 22.470(+0,26%) |
| 2021-11-07 | 2021-11-07 | | 968.684(+0,8%) | 22.531(+0,27%) |
| 2021-11-08 | 2021-11-08 | | 976.672(+0,82%) | 22.598(+0,3%) |
| 2021-11-09 | 2021-11-09 | | 984.805(+0,83%) | 22.686(+0,39%) |
| 2021-11-10 | 2021-11-10 | | 992.735(+0,81%) | 22.765(+0,35%) |
| 2021-11-11 | 2021-11-11 | | 1.000.897(+0,82%) | 22.849(+0,37%) |
| 2021-11-12 | 2021-11-12 | | 1.009.879(+0,9%) | 22.930(+0,35%) |
| 2021-11-13 | 2021-11-13 | | 1.018.376(+0,84%) | 23.018(+0,38%) |
| 2021-11-14 | 2021-11-14 | | 1.026.522(+0,8%) | 23.082(+0,28%) |
| 2021-11-15 | 2021-11-15 | | 1.035.138(+0,84%) | 23.183(+0,44%) |
| 2021-11-16 | 2021-11-16 | | 1.045.397(+0,99%) | 23.270(+0,38%) |
| 2021-11-17 | 2021-11-17 | | 1.055.246(+0,94%) | 23.337(+0,29%) |
| 2021-11-18 | 2021-11-18 | | 1.065.469(+0,97%) | 23.476(+0,6%) |
| 2021-11-19 | 2021-11-19 | | 1.075.094(+0,9%) | 23.578(+0,43%) |
| 2021-11-20 | 2021-11-20 | | 1.084.625(+0,89%) | 23.685(+0,45%) |
| 2021-11-21 | 2021-11-21 | | 1.094.514(+0,91%) | 23.761(+0,32%) |
| 2021-11-22 | 2021-11-22 | | 1.104.835(+0,94%) | 23.951(+0,8%) |
| 2021-11-23 | 2021-11-23 | | 1.143.967(+3,5%) | 24.118(+0,7%) |
| 2021-11-24 | 2021-11-24 | | 1.155.778(+1%) | 24.243(+0,52%) |
| 2021-11-25 | 2021-11-25 | | 1.168.228(+1,1%) | 24.407(+0,68%) |
| 2021-11-26 | 2021-11-26 | | 1.181.337(+1,1%) | 24.544(+0,56%) |
| 2021-11-27 | 2021-11-27 | | 1.197.404(+1,4%) | 24.692(+0,6%) |
| 2021-11-28 | 2021-11-28 | | 1.210.340(+1,1%) | 24.882(+0,77%) |
| 2021-11-29 | 2021-11-29 | | 1.224.110(+1,1%) | 25.055(+0,7%) |
| 2021-11-30 | 2021-11-30 | | 1.238.082(+1,1%) | 25.252(+0,79%) |
| 2021-12-01 | 2021-12-01 | | 1.252.590(+1,2%) | 25.448(+0,78%) |
| 2021-12-02 | 2021-12-02 | | 1.266.288(+1,1%) | 25.658(+0,83%) |
| 2021-12-03 | 2021-12-03 | | 1.280.780(+1,1%) | 25.858(+0,78%) |
| 2021-12-04 | 2021-12-04 | | 1.294.778(+1,1%) | 26.061(+0,79%) |
| 2021-12-05 | 2021-12-05 | | 1.309.092(+1,1%) | 26.260(+0,76%) |
| 2021-12-06 | 2021-12-06 | | 1.323.683(+1,1%) | 26.483(+0,85%) |
| 2021-12-07 | 2021-12-07 | | 1.337.523(+1%) | 26.700(+0,82%) |
| 2021-12-08 | 2021-12-08 | | 1.352.122(+1,1%) | 26.930(+0,86%) |
| 2021-12-09 | 2021-12-09 | | 1.367.433(+1,1%) | 27.186(+0,95%) |
| 2021-12-10 | 2021-12-10 | | 1.382.272(+1,1%) | 27.402(+0,79%) |
| 2021-12-11 | 2021-12-11 | | 1.398.413(+1,2%) | 27.611(+0,76%) |
| 2021-12-12 | 2021-12-12 | | 1.413.051(+1%) | 27.839(+0,83%) |
| 2021-12-13 | 2021-12-13 | | 1.428.428(+1,1%) | 28.081(+0,87%) |
| 2021-12-14 | 2021-12-14 | | 1.443.648(+1,1%) | 28.333(+0,9%) |
| 2021-12-15 | 2021-12-15 | | 1.459.175(+1,1%) | 28.616(+1%) |
| 2021-12-16 | 2021-12-16 | | 1.493.237(+2,3%) | 28.857(+0,84%) |
| 2021-12-17 | 2021-12-17 | | 1.508.473(+1%) | 29.103(+0,85%) |
| 2021-12-18 | 2021-12-18 | | 1.524.368(+1,1%) | 29.351(+0,85%) |
| 2021-12-19 | 2021-12-19 | | 1.540.478(+1,1%) | 29.566(+0,73%) |
| 2021-12-20 | 2021-12-20 | | 1.555.455(+0,97%) | 29.791(+0,76%) |
| 2021-12-21 | 2021-12-21 | | 1.571.780(+1%) | 30.041(+0,84%) |
| 2021-12-22 | 2021-12-22 | | 1.588.335(+1,1%) | 30.251(+0,7%) |
| 2021-12-23 | 2021-12-23 | | 1.604.712(+1%) | 30.531(+0,93%) |
| 2021-12-24 | 2021-12-24 | | 1.620.869(+1%) | 30.766(+0,77%) |
| 2021-12-25 | 2021-12-25 | | 1.636.455(+0,96%) | 31.007(+0,78%) |
| 2021-12-26 | 2021-12-26 | | 1.651.673(+0,93%) | 31.214(+0,67%) |
| 2021-12-27 | 2021-12-27 | | 1.666.545(+0,9%) | 31.418(+0,65%) |
| 2021-12-28 | 2021-12-28 | | 1.680.985(+0,87%) | 31.632(+0,68%) |
| 2021-12-29 | 2021-12-29 | | 1.694.874(+0,83%) | 31.877(+0,77%) |
| 2021-12-30 | 2021-12-30 | | 1.714.742(+1,2%) | 32.168(+0,91%) |
| 2021-12-31 | 2021-12-31 | | 1.731.257(+0,96%) | 32.394(+0,7%) |
| 2022-01-01 | 2022-01-01 | | 1.746.092(+0,86%) | 32.610(+0,67%) |
| 2022-01-02 | 2022-01-02 | | 1.763.040(+0,97%) | 32.831(+0,68%) |
| 2022-01-03 | 2022-01-03 | | 1.778.976(+0,9%) | 33.021(+0,58%) |
| 2022-01-04 | 2022-01-04 | | 1.800.704(+1,2%) | 33.245(+0,68%) |
| 2022-01-05 | 2022-01-05 | | 1.817.721(+0,95%) | 33.475(+0,69%) |
| 2022-01-06 | 2022-01-06 | | 1.843.563(+1,4%) | 33.647(+0,51%) |
| 2022-01-07 | 2022-01-07 | | 1.859.841(+0,88%) | 33.880(+0,69%) |
| 2022-01-08 | 2022-01-08 | | 1.876.394(+0,89%) | 34.117(+0,7%) |
| 2022-01-09 | 2022-01-09 | | 1.899.575(+1,2%) | 34.322(+0,6%) |
| 2022-01-10 | 2022-01-10 | | 1.914.393(+0,78%) | 34.534(+0,62%) |
| 2022-01-11 | 2022-01-11 | | 1.930.428(+0,84%) | 34.790(+0,74%) |
| 2022-01-12 | 2022-01-12 | | 1.958.719(+1,5%) | 34.967(+0,51%) |
| 2022-01-13 | 2022-01-13 | | 1.975.444(+0,85%) | 35.173(+0,59%) |
| 2022-01-14 | 2022-01-14 | | 1.991.484(+0,81%) | 35.344(+0,49%) |
| 2022-01-15 | 2022-01-15 | | 2.007.862(+0,82%) | 35.480(+0,38%) |
| 2022-01-16 | 2022-01-16 | | 2.023.546(+0,78%) | 35.609(+0,36%) |
| 2022-01-17 | 2022-01-17 | | 2.045.090(+1,1%) | 35.791(+0,51%) |
| 2022-01-18 | 2022-01-18 | | 2.062.128(+0,83%) | 35.975(+0,51%) |
| 2022-01-19 | 2022-01-19 | | 2.078.087(+0,77%) | 36.117(+0,39%) |
| 2022-01-20 | 2022-01-20 | | 2.094.802(+0,8%) | 36.269(+0,42%) |
| 2022-01-21 | 2022-01-21 | | 2.110.737(+0,76%) | 36.443(+0,48%) |
| 2022-01-22 | 2022-01-22 | | 2.126.444(+0,74%) | 36.596(+0,42%) |
| 2022-01-23 | 2022-01-23 | | 2.141.422(+0,7%) | 36.722(+0,34%) |
| 2022-01-24 | 2022-01-24 | | 2.155.784(+0,67%) | 36.887(+0,45%) |
| 2022-01-25 | 2022-01-25 | | 2.171.527(+0,73%) | 37.013(+0,34%) |
| 2022-01-26 | 2022-01-26 | | 2.187.481(+0,73%) | 37.168(+0,42%) |
| 2022-01-27 | 2022-01-27 | | 2.203.208(+0,72%) | 37.294(+0,34%) |
| 2022-01-28 | 2022-01-28 | | 2.218.137(+0,68%) | 37.435(+0,38%) |
| 2022-01-29 | 2022-01-29 | | 2.233.287(+0,68%) | 37.550(+0,31%) |
| 2022-01-30 | 2022-01-30 | | 2.263.053(+1,3%) | 37.671(+0,32%) |
| 2022-01-31 | 2022-01-31 | | 2.275.727(+0,56%) | 37.777(+0,28%) |
| 2022-02-01 | 2022-02-01 | | 2.286.750(+0,48%) | 37.777(=) |
| 2022-02-02 | 2022-02-02 | | 2.295.494(+0,38%) | 37.777(=) |
| 2022-02-03 | 2022-02-03 | | 2.304.095(+0,37%) | 38.066(+0,77%) |
| 2022-02-04 | 2022-02-04 | | 2.315.689(+0,5%) | 38.150(+0,22%) |
| 2022-02-05 | 2022-02-05 | | 2.327.859(+0,53%) | 38.264(+0,3%) |
| 2022-02-06 | 2022-02-06 | | 2.341.971(+0,61%) | 38.327(+0,16%) |
| 2022-02-07 | 2022-02-07 | | 2.358.786(+0,72%) | 38.427(+0,26%) |
| 2022-02-08 | 2022-02-08 | | 2.380.695(+0,93%) | 38.524(+0,25%) |
| 2022-02-09 | 2022-02-09 | | 2.404.651(+1%) | 38.617(+0,24%) |
| 2022-02-10 | 2022-02-10 | | 2.430.683(+1,1%) | 38.691(+0,19%) |
| 2022-02-11 | 2022-02-11 | | 2.457.170(+1,1%) | 38.787(+0,25%) |
| 2022-02-12 | 2022-02-12 | | 2.484.481(+1,1%) | 38.865(+0,2%) |
| 2022-02-13 | 2022-02-13 | | 2.510.860(+1,1%) | 38.949(+0,22%) |
| 2022-02-14 | 2022-02-14 | | 2.540.273(+1,2%) | 39.040(+0,23%) |
| 2022-02-15 | 2022-02-15 | | 2.572.087(+1,3%) | 39.125(+0,22%) |
| 2022-02-16 | 2022-02-16 | | 2.606.824(+1,4%) | 39.191(+0,17%) |
| 2022-02-17 | 2022-02-17 | | 2.643.024(+1,4%) | 39.281(+0,23%) |
| 2022-02-18 | 2022-02-18 | | 2.685.463(+1,6%) | 39.361(+0,2%) |
| 2022-02-19 | 2022-02-19 | | 2.740.293(+2%) | 39.426(+0,17%) |
| 2022-02-20 | 2022-02-20 | | 2.787.493(+1,7%) | 39.504(+0,2%) |
| 2022-02-21 | 2022-02-21 | | 2.834.373(+1,7%) | 39.608(+0,26%) |
| 2022-02-22 | 2022-02-22 | | 2.890.252(+2%) | 39.685(+0,19%) |
| 2022-02-23 | 2022-02-23 | | 2.972.378(+2,8%) | 39.776(+0,23%) |
| 2022-02-24 | 2022-02-24 | | 3.041.506(+2,3%) | 39.887(+0,28%) |
| 2022-02-25 | 2022-02-25 | | 3.120.301(+2,6%) | 39.962(+0,19%) |
| 2022-02-26 | 2022-02-26 | | 3.219.177(+3,2%) | 40.053(+0,23%) |
| 2022-02-27 | 2022-02-27 | | 3.321.005(+3,2%) | 40.144(+0,23%) |
| 2022-02-28 | 2022-02-28 | | 3.443.485(+3,7%) | 40.255(+0,28%) |
| 2022-03-01 | 2022-03-01 | | 3.557.629(+3,3%) | 40.341(+0,21%) |
| 2022-03-02 | 2022-03-02 | | 3.709.481(+4,3%) | 40.452(+0,28%) |
| 2022-03-03 | 2022-03-03 | | 3.885.631(+4,7%) | 40.547(+0,23%) |
| 2022-03-04 | 2022-03-04 | | 4.059.262(+4,5%) | 40.644(+0,24%) |
| 2022-03-05 | 2022-03-05 | | 4.232.520(+4,3%) | 40.726(+0,2%) |
| 2022-03-06 | 2022-03-06 | | 4.434.700(+4,8%) | 40.813(+0,21%) |
| 2022-03-07 | 2022-03-07 | | 4.582.058(+3,3%) | 40.891(+0,19%) |
| 2022-03-08 | 2022-03-08 | | 4.776.873(+4,3%) | 40.977(+0,21%) |
| 2022-03-09 | 2022-03-09 | | 5.042.036(+5,6%) | 41.086(+0,27%) |
| 2022-03-10 | 2022-03-10 | | 5.260.495(+4,3%) | 41.157(+0,17%) |
| 2022-03-11 | 2022-03-11 | | 5.448.935(+3,6%) | 41.228(+0,17%) |
| 2022-03-12 | 2022-03-12 | | 5.903.147(+8,3%) | 41.290(+0,15%) |
| 2022-03-13 | 2022-03-13 | | 6.112.648(+3,5%) | 41.385(+0,23%) |
| 2022-03-14 | 2022-03-14 | | 6.377.438(+4,3%) | 41.477(+0,22%) |
| 2022-03-15 | 2022-03-15 | | 6.552.918(+2,8%) | 41.545(+0,16%) |
| 2022-03-16 | 2022-03-16 | | 6.820.458(+4,1%) | 41.607(+0,15%) |
| 2022-03-17 | 2022-03-17 | | 7.174.423(+5,2%) | 41.683(+0,18%) |
| 2022-03-18 | 2022-03-18 | | 7.367.112(+2,7%) | 41.740(+0,14%) |
| 2022-03-19 | 2022-03-19 | | 7.791.841(+5,8%) | 41.817(+0,18%) |
| 2022-03-20 | 2022-03-20 | | 7.958.048(+2,1%) | 41.880(+0,15%) |
| 2022-03-21 | 2022-03-21 | | 8.089.761(+1,7%) | 41.949(+0,16%) |
| 2022-03-22 | 2022-03-22 | | 8.338.914(+3,1%) | 42.014(+0,15%) |
| 2022-03-23 | 2022-03-23 | | 8.479.751(+1,7%) | 42.075(+0,15%) |
| 2022-03-24 | 2022-03-24 | | 8.599.751(+1,4%) | 42.145(+0,17%) |
| 2022-03-25 | 2022-03-25 | | 8.761.252(+1,9%) | 42.196(+0,12%) |
| 2022-03-26 | 2022-03-26 | | 8.919.557(+1,8%) | 42.258(+0,15%) |
| 2022-03-27 | 2022-03-27 | | 9.011.473(+1%) | 42.306(+0,11%) |
| 2022-03-28 | 2022-03-28 | | 9.274.849(+2,9%) | 42.358(+0,12%) |
| 2022-03-29 | 2022-03-29 | | 9.386.489(+1,2%) | 42.413(+0,13%) |
| 2022-03-30 | 2022-03-30 | | 9.472.254(+0,91%) | 42.454(+0,1%) |
| 2022-03-31 | 2022-03-31 | | 9.564.609(+0,98%) | 42.493(+0,09%) |
| 2022-04-01 | 2022-04-01 | | 9.650.663(+0,9%) | 42.526(+0,08%) |
| 2022-04-02 | 2022-04-02 | | 9.716.282(+0,68%) | 42.563(+0,09%) |
| 2022-04-03 | 2022-04-03 | | 9.818.328(+1,1%) | 42.600(+0,09%) |
| 2022-04-04 | 2022-04-04 | | 9.867.045(+0,5%) | 42.642(+0,1%) |
| 2022-04-05 | 2022-04-05 | | 9.922.040(+0,56%) | 42.681(+0,09%) |
| 2022-04-06 | 2022-04-06 | | 9.980.464(+0,59%) | 42.712(+0,07%) |
| 2022-04-07 | 2022-04-07 | | 10.070.692(+0,9%) | 42.733(+0,05%) |
| 2022-04-08 | 2022-04-08 | | 10.135.789(+0,65%) | 42.768(+0,08%) |
| 2022-04-09 | 2022-04-09 | | 10.169.929(+0,34%) | 42.794(+0,06%) |
| 2022-04-10 | 2022-04-10 | | 10.198.236(+0,28%) | 42.813(+0,04%) |
| 2022-04-11 | 2022-04-11 | | 10.250.160(+0,51%) | 42.830(+0,04%) |
| 2022-04-12 | 2022-04-12 | | 10.272.964(+0,22%) | 42.858(+0,07%) |
| 2022-04-13 | 2022-04-13 | | 10.297.587(+0,24%) | 42.878(+0,05%) |
| 2022-04-14 | 2022-04-14 | | 10.320.599(+0,22%) | 42.901(+0,05%) |
| 2022-04-15 | 2022-04-15 | | 10.394.533(+0,72%) | 42.924(+0,05%) |
| 2022-04-16 | 2022-04-16 | | 10.417.887(+0,22%) | 42.934(+0,02%) |
| 2022-04-17 | 2022-04-17 | | 10.432.547(+0,14%) | 42.944(+0,02%) |
| 2022-04-18 | 2022-04-18 | | 10.475.819(+0,41%) | 42.957(+0,03%) |
| 2022-04-19 | 2022-04-19 | | 10.489.319(+0,13%) | 42.975(+0,04%) |
| 2022-04-20 | 2022-04-20 | | 10.502.590(+0,13%) | 42.982(+0,02%) |
| 2022-04-21 | 2022-04-21 | | 10.533.164(+0,29%) | 42.991(+0,02%) |
| 2022-04-22 | 2022-04-22 | | 10.544.324(+0,11%) | 42.998(+0,02%) |
| 2022-04-23 | 2022-04-23 | | 10.554.689(+0,1%) | 43.004(+0,01%) |
| 2022-04-24 | 2022-04-24 | | 10.563.502(+0,08%) | 43.013(+0,02%) |
| 2022-04-25 | 2022-04-25 | | 10.571.772(+0,08%) | 43.021(+0,02%) |
| 2022-04-26 | 2022-04-26 | | 10.620.203(+0,46%) | 43.029(+0,02%) |
| 2022-04-27 | 2022-04-27 | | 10.631.516(+0,11%) | 43.034(+0,01%) |
| 2022-04-28 | 2022-04-28 | | 10.638.632(+0,07%) | 43.037(+0,01%) |
| 2022-04-29 | 2022-04-29 | | 10.644.700(+0,06%) | 43.038(=) |
| 2022-04-30 | 2022-04-30 | | 10.649.809(+0,05%) | 43.041(+0,01%) |
| 2022-05-01 | 2022-05-01 | | 10.653.526(+0,03%) | 43.042(=) |
| 2022-05-02 | 2022-05-02 | | 10.656.649(+0,03%) | 43.044(=) |
| 2022-05-03 | 2022-05-03 | | 10.659.358(+0,03%) | 43.044(=) |
| 2022-05-04 | 2022-05-04 | | 10.662.446(+0,03%) | 43.047(+0,01%) |
| 2022-05-05 | 2022-05-05 | | 10.666.751(+0,04%) | 43.049(=) |
| 2022-05-06 | 2022-05-06 | | 10.670.570(+0,04%) | 43.055(+0,01%) |
| 2022-05-07 | 2022-05-07 | | 10.673.915(+0,03%) | 43.055(=) |
| 2022-05-08 | 2022-05-08 | | 10.676.184(+0,02%) | 43.056(=) |
| 2022-05-09 | 2022-05-09 | | 10.678.359(+0,02%) | 43.057(=) |
| 2022-05-10 | 2022-05-10 | | 10.681.214(+0,03%) | 43.058(=) |
| 2022-05-11 | 2022-05-11 | | 10.683.972(+0,03%) | 43.060(=) |
| 2022-05-12 | 2022-05-12 | | 10.690.471(+0,06%) | 43.063(+0,01%) |
| 2022-05-13 | 2022-05-13 | | 10.693.141(+0,02%) | 43.063(=) |
| 2022-05-14 | 2022-05-14 | | 10.695.036(+0,02%) | 43.065(=) |
| 2022-05-15 | 2022-05-15 | | 10.696.630(+0,01%) | 43.065(=) |
| 2022-05-16 | 2022-05-16 | | 10.698.180(+0,01%) | 43.067(=) |
| 2022-05-17 | 2022-05-17 | | 10.699.965(+0,02%) | 43.071(+0,01%) |
| 2022-05-18 | 2022-05-18 | | 10.701.796(+0,02%) | 43.072(=) |
| 2022-05-19 | 2022-05-19 | | 10.704.524(+0,03%) | 43.073(=) |
| 2022-05-20 | 2022-05-20 | | 10.706.111(+0,01%) | 43.075(=) |
| 2022-05-21 | 2022-05-21 | | 10.707.568(+0,01%) | 43.075(=) |
| 2022-05-22 | 2022-05-22 | | 10.708.887(+0,01%) | 43.075(=) |
| 2022-05-23 | 2022-05-23 | | 10.710.066(+0,01%) | 43.076(=) |
| 2022-05-24 | 2022-05-24 | | 10.711.389(+0,01%) | 43.076(=) |
| 2022-05-25 | 2022-05-25 | | 10.712.733(+0,01%) | 43.078(=) |
| 2022-05-26 | 2022-05-26 | | 10.714.008(+0,01%) | 43.078(=) |
| 2022-05-27 | 2022-05-27 | | 10.715.247(+0,01%) | 43.078(=) |
| 2022-05-28 | 2022-05-28 | | 10.716.361(+0,01%) | 43.078(=) |
| 2022-05-29 | 2022-05-29 | | 10.717.251(+0,01%) | 43.078(=) |
| 2022-05-30 | 2022-05-30 | | 10.718.369(+0,01%) | 43.078(=) |
| 2022-05-31 | 2022-05-31 | | 10.719.379(+0,01%) | 43.079(=) |
| 2022-06-01 | 2022-06-01 | | 10.720.426(+0,01%) | 43.079(=) |
| 2022-06-02 | 2022-06-02 | | 10.722.634(+0,02%) | 43.080(=) |
| 2022-06-03 | 2022-06-03 | | 10.723.673(+0,01%) | 43.080(=) |
| 2022-06-04 | 2022-06-04 | | 10.724.554(+0,01%) | 43.080(=) |
| 2022-06-05 | 2022-06-05 | | 10.725.239(+0,01%) | 43.080(=) |
| 2022-06-06 | 2022-06-06 | | 10.726.045(+0,01%) | 43.080(=) |
| 2022-06-07 | 2022-06-07 | | 10.727.005(+0,01%) | 43.080(=) |
| 2022-06-08 | 2022-06-08 | | 10.727.918(+0,01%) | 43.080(=) |
| 2022-06-09 | 2022-06-09 | | 10.728.720(+0,01%) | 43.080(=) |
| 2022-06-10 | 2022-06-10 | | 10.729.681(+0,01%) | 43.082(=) |
| 2022-06-11 | 2022-06-11 | | 10.731.244(+0,01%) | 43.083(=) |
| 2022-06-12 | 2022-06-12 | | 10.731.812(+0,01%) | 43.082(=) |
| 2022-06-13 | 2022-06-13 | | 10.732.429(+0,01%) | 43.083(=) |
| 2022-06-14 | 2022-06-14 | | 10.733.285(+0,01%) | 43.083(=) |
| 2022-06-15 | 2022-06-15 | | 10.734.151(+0,01%) | 43.083(=) |
| 2022-06-16 | 2022-06-16 | | 10.734.925(+0,01%) | 43.083(=) |
| 2022-06-17 | 2022-06-17 | | 10.736.408(+0,01%) | 43.083(=) |
| 2022-06-18 | 2022-06-18 | | 10.737.107(+0,01%) | 43.083(=) |
| 2022-06-19 | 2022-06-19 | | 10.737.640(=) | 43.083(=) |
| 2022-06-20 | 2022-06-20 | | 10.738.161(=) | 43.083(=) |
| 2022-06-21 | 2022-06-21 | | 10.738.909(+0,01%) | 43.084(=) |
| 2022-06-22 | 2022-06-22 | | 10.739.855(+0,01%) | 43.084(=) |
| 2022-06-23 | 2022-06-23 | | 10.740.595(+0,01%) | 43.084(=) |
| 2022-06-24 | 2022-06-24 | | 10.742.234(+0,02%) | 43.084(=) |
| 2022-06-25 | 2022-06-25 | | 10.742.891(+0,01%) | 43.084(=) |
| 2022-06-26 | 2022-06-26 | | 10.743.448(+0,01%) | 43.084(=) |
| 2022-06-27 | 2022-06-27 | | 10.744.085(+0,01%) | 43.084(=) |
| 2022-06-28 | 2022-06-28 | | 10.744.854(+0,01%) | 43.087(+0,01%) |
| 2022-06-29 | 2022-06-29 | | 10.745.631(+0,01%) | 43.087(=) |
| 2022-06-30 | 2022-06-30 | | 10.746.470(+0,01%) | 43.087(=) |
| 2022-07-01 | 2022-07-01 | | 10.747.397(+0,01%) | 43.087(=) |
| 2022-07-02 | 2022-07-02 | | 10.748.127(+0,01%) | 43.087(=) |
| 2022-07-03 | 2022-07-03 | | 10.748.639(=) | 43.087(=) |
| 2022-07-04 | 2022-07-04 | | 10.749.324(+0,01%) | 43.088(=) |
| 2022-07-05 | 2022-07-05 | | 10.750.313(+0,01%) | 43.089(=) |
| 2022-07-06 | 2022-07-06 | | 10.751.227(+0,01%) | 43.089(=) |
| 2022-07-07 | 2022-07-07 | | 10.752.140(+0,01%) | 43.089(=) |
| 2022-07-08 | 2022-07-08 | | 10.752.942(+0,01%) | 43.089(=) |
| 2022-07-09 | 2022-07-09 | | 10.754.348(+0,01%) | 43.089(=) |
| 2022-07-10 | 2022-07-10 | | 10.754.813(=) | 43.089(=) |
| 2022-07-11 | 2022-07-11 | | 10.755.381(+0,01%) | 43.089(=) |
| 2022-07-12 | 2022-07-12 | | 10.756.254(+0,01%) | 43.090(=) |
| 2022-07-13 | 2022-07-13 | | 10.757.257(+0,01%) | 43.090(=) |
| 2022-07-14 | 2022-07-14 | | 10.758.189(+0,01%) | 43.090(=) |
| 2022-07-15 | 2022-07-15 | | 10.759.145(+0,01%) | 43.090(=) |
| 2022-07-16 | 2022-07-16 | | 10.759.850(+0,01%) | 43.091(=) |
| 2022-07-17 | 2022-07-17 | | 10.760.595(+0,01%) | 43.091(=) |
| 2022-07-18 | 2022-07-18 | | 10.761.435(+0,01%) | 43.091(=) |
| 2022-07-19 | 2022-07-19 | | 10.762.532(+0,01%) | 43.091(=) |
| 2022-07-20 | 2022-07-20 | | 10.763.694(+0,01%) | 43.091(=) |
| 2022-07-21 | 2022-07-21 | | 10.764.986(+0,01%) | 43.091(=) |
| 2022-07-22 | 2022-07-22 | | 10.766.128(+0,01%) | 43.092(=) |
| 2022-07-23 | 2022-07-23 | | 10.767.200(+0,01%) | 43.092(=) |
| 2022-07-24 | 2022-07-24 | | 10.767.948(+0,01%) | 43.092(=) |
| 2022-07-25 | 2022-07-25 | | 10.768.844(+0,01%) | 43.092(=) |
| 2022-07-26 | 2022-07-26 | | 10.770.304(+0,01%) | 43.092(=) |
| 2022-07-27 | 2022-07-27 | | 10.772.980(+0,02%) | 43.092(=) |
| 2022-07-28 | 2022-07-28 | | 10.774.679(+0,02%) | 43.092(=) |
| 2022-07-29 | 2022-07-29 | | 10.776.484(+0,02%) | 43.093(=) |
| 2022-07-30 | 2022-07-30 | | 10.778.154(+0,02%) | 43.093(=) |
| 2022-07-31 | 2022-07-31 | | 10.779.632(+0,01%) | 43.093(=) |
| 2022-08-01 | 2022-08-01 | | 10.781.009(+0,01%) | 43.093(=) |
| 2022-08-02 | 2022-08-02 | | 10.783.026(+0,02%) | 43.094(=) |
| 2022-08-03 | 2022-08-03 | | 10.785.122(+0,02%) | 43.094(=) |
| 2022-08-04 | 2022-08-04 | | 11.189.968(+3,8%) | 43.094(=) |
| 2022-08-05 | 2022-08-05 | | 11.192.043(+0,02%) | 43.094(=) |
| 2022-08-06 | 2022-08-06 | | 11.346.137(+1,4%) | 43.094(=) |
| 2022-08-07 | 2022-08-07 | | 11.347.518(+0,01%) | 43.094(=) |
| 2022-08-08 | 2022-08-08 | | 11.349.223(+0,02%) | 43.094(=) |
| 2022-08-09 | 2022-08-09 | | 11.351.563(+0,02%) | 43.094(=) |
| 2022-08-10 | 2022-08-10 | | 11.353.573(+0,02%) | 43.095(=) |
| 2022-08-11 | 2022-08-11 | | 11.360.348(+0,06%) | 43.095(=) |
| 2022-08-12 | 2022-08-12 | | 11.362.540(+0,02%) | 43.096(=) |
| 2022-08-13 | 2022-08-13 | | 11.364.355(+0,02%) | 43.097(=) |
| 2022-08-14 | 2022-08-14 | | 11.365.784(+0,01%) | 43.098(=) |
| 2022-08-15 | 2022-08-15 | | 11.367.479(+0,01%) | 43.098(=) |
| 2022-08-16 | 2022-08-16 | | 11.370.462(+0,03%) | 43.100(=) |
| 2022-08-17 | 2022-08-17 | | 11.373.276(+0,02%) | 43.103(+0,01%) |
| 2022-08-18 | 2022-08-18 | | 11.376.571(+0,03%) | 43.103(=) |
| 2022-08-19 | 2022-08-19 | | 11.379.554(+0,03%) | 43.103(=) |
| 2022-08-20 | 2022-08-20 | | 11.382.258(+0,02%) | 43.104(=) |
| 2022-08-21 | 2022-08-21 | | 11.383.819(+0,01%) | 43.105(=) |
| 2022-08-22 | 2022-08-22 | | 11.386.016(+0,02%) | 43.106(=) |
| 2022-08-23 | 2022-08-23 | | 11.389.268(+0,03%) | 43.106(=) |
| 2022-08-24 | 2022-08-24 | | 11.392.859(+0,03%) | 43.108(=) |
| 2022-08-25 | 2022-08-25 | | 11.396.205(+0,03%) | 43.110(=) |
| 2022-08-26 | 2022-08-26 | | 11.399.400(+0,03%) | 43.110(=) |
| 2022-08-27 | 2022-08-27 | | 11.401.597(+0,02%) | 43.111(=) |
| 2022-08-28 | 2022-08-28 | | 11.403.302(+0,01%) | 43.112(=) |
| 2022-08-29 | 2022-08-29 | | 11.405.711(+0,02%) | 43.113(=) |
| 2022-08-30 | 2022-08-30 | | 11.408.952(+0,03%) | 43.117(+0,01%) |
| 2022-08-31 | 2022-08-31 | | 11.411.679(+0,02%) | 43.117(=) |
| 2022-09-01 | 2022-09-01 | | 11.414.359(+0,02%) | 43.117(=) |
| 2022-09-02 | 2022-09-02 | | 11.415.907(+0,01%) | 43.118(=) |
| 2022-09-03 | 2022-09-03 | | 11.417.503(+0,01%) | 43.119(=) |
| 2022-09-04 | 2022-09-04 | | 11.418.894(+0,01%) | 43.120(=) |
| 2022-09-05 | 2022-09-05 | | 11.421.055(+0,02%) | 43.122(=) |
| 2022-09-06 | 2022-09-06 | | 11.424.754(+0,03%) | 43.123(=) |
| 2022-09-07 | 2022-09-07 | | 11.428.632(+0,03%) | 43.125(=) |
| 2022-09-08 | 2022-09-08 | | 11.431.823(+0,03%) | 43.126(=) |
| 2022-09-09 | 2022-09-09 | | 11.435.472(+0,03%) | 43.126(=) |
| 2022-09-10 | 2022-09-10 | | 11.437.970(+0,02%) | 43.126(=) |
| 2022-09-11 | 2022-09-11 | | 11.439.613(+0,01%) | 43.129(+0,01%) |
| 2022-09-12 | 2022-09-12 | | 11.441.626(+0,02%) | 43.130(=) |
| 2022-09-13 | 2022-09-13 | | 11.444.927(+0,03%) | 43.132(=) |
| 2022-09-14 | 2022-09-14 | | 11.448.034(+0,03%) | 43.132(=) |
| 2022-09-15 | 2022-09-15 | | 11.450.999(+0,03%) | 43.137(+0,01%) |
| 2022-09-16 | 2022-09-16 | | 11.454.079(+0,03%) | 43.137(=) |
| 2022-09-17 | 2022-09-17 | | 11.456.558(+0,02%) | 43.138(=) |
| 2022-09-18 | 2022-09-18 | | 11.458.449(+0,02%) | 43.139(=) |
| 2022-09-19 | 2022-09-19 | | 11.460.227(+0,02%) | 43.141(=) |
| 2022-09-20 | 2022-09-20 | | 11.463.404(+0,03%) | 43.142(=) |
| 2022-09-21 | 2022-09-21 | | 11.465.691(+0,02%) | 43.146(+0,01%) |
| 2022-09-22 | 2022-09-22 | | 11.467.619(+0,02%) | 43.146(=) |
| 2022-09-23 | 2022-09-23 | | 11.470.164(+0,02%) | 43.146(=) |
| 2022-09-24 | 2022-09-24 | | 11.471.340(+0,01%) | 43.146(=) |
| 2022-09-25 | 2022-09-25 | | 11.472.301(+0,01%) | 43.146(=) |
| 2022-09-26 | 2022-09-26 | | 11.473.733(+0,01%) | 43.146(=) |
| 2022-09-27 | 2022-09-27 | | 11.475.321(+0,01%) | 43.147(=) |
| 2022-09-28 | 2022-09-28 | | 11.476.908(+0,01%) | 43.147(=) |
| 2022-09-29 | 2022-09-29 | | 11.477.886(+0,01%) | 43.148(=) |
| 2022-09-30 | 2022-09-30 | | 11.479.356(+0,01%) | 43.148(=) |
| 2022-10-01 | 2022-10-01 | | 11.480.028(+0,01%) | 43.149(=) |
| 2022-10-02 | 2022-10-02 | | 11.480.518(=) | 43.149(=) |
| 2022-10-03 | 2022-10-03 | | 11.481.314(+0,01%) | 43.149(=) |
| 2022-10-04 | 2022-10-04 | | 11.482.334(+0,01%) | 43.151(=) |
| 2022-10-05 | 2022-10-05 | | 11.483.529(+0,01%) | 43.151(=) |
| 2022-10-06 | 2022-10-06 | | 11.484.659(+0,01%) | 43.151(=) |
| 2022-10-07 | 2022-10-07 | | 11.485.361(+0,01%) | 43.152(=) |
| 2022-10-08 | 2022-10-08 | | 11.486.043(+0,01%) | 43.153(=) |
| 2022-10-09 | 2022-10-09 | | 11.486.414(=) | 43.153(=) |
| 2022-10-10 | 2022-10-10 | | 11.487.459(+0,01%) | 43.153(=) |
| 2022-10-11 | 2022-10-11 | | 11.488.685(+0,01%) | 43.154(=) |
| 2022-10-12 | 2022-10-12 | | 11.489.881(+0,01%) | 43.155(=) |
| 2022-10-13 | 2022-10-13 | | 11.490.951(+0,01%) | 43.155(=) |
| 2022-10-14 | 2022-10-14 | | 11.491.541(+0,01%) | 43.155(=) |
| 2022-10-15 | 2022-10-15 | | 11.492.273(+0,01%) | 43.155(=) |
| 2022-10-16 | 2022-10-16 | | 11.492.598(=) | 43.155(=) |
| 2022-10-17 | 2022-10-17 | | 11.493.271(+0,01%) | 43.157(=) |
| 2022-10-18 | 2022-10-18 | | 11.493.894(+0,01%) | 43.158(=) |
| 2022-10-19 | 2022-10-19 | | 11.495.231(+0,01%) | 43.159(=) |
| 2022-10-20 | 2022-10-20 | | 11.495.772(=) | 43.159(=) |
| 2022-10-21 | 2022-10-21 | | 11.496.354(+0,01%) | 43.159(=) |
| 2022-10-22 | 2022-10-22 | | 11.496.829(=) | 43.159(=) |
| 2022-10-23 | 2022-10-23 | | 11.496.987(=) | 43.159(=) |
| 2022-10-24 | 2022-10-24 | | 11.497.533(=) | 43.161(=) |
| 2022-10-25 | 2022-10-25 | | 11.498.047(=) | 43.161(=) |
| 2022-10-26 | 2022-10-26 | | 11.498.873(+0,01%) | 43.162(=) |
| 2022-10-27 | 2022-10-27 | | 11.499.357(=) | 43.162(=) |
| 2022-10-28 | 2022-10-28 | | 11.501.906(+0,02%) | 43.162(=) |
| 2022-10-29 | 2022-10-29 | | 11.502.169(=) | 43.163(=) |
| 2022-10-30 | 2022-10-30 | | 11.502.474(=) | 43.163(=) |
| 2022-10-31 | 2022-10-31 | | 11.502.885(=) | 43.163(=) |
| 2022-11-01 | 2022-11-01 | | 11.503.334(=) | 43.164(=) |
| 2022-11-02 | 2022-11-02 | | 11.504.091(+0,01%) | 43.165(=) |
| 2022-11-03 | 2022-11-03 | | 11.504.910(+0,01%) | 43.165(=) |
| 2022-11-04 | 2022-11-04 | | 11.505.249(=) | 43.165(=) |
| 2022-11-05 | 2022-11-05 | | 11.505.608(=) | 43.165(=) |
| 2022-11-06 | 2022-11-06 | | 11.505.849(=) | 43.166(=) |
| 2022-11-07 | 2022-11-07 | | 11.506.214(=) | 43.166(=) |
| 2022-11-08 | 2022-11-08 | | 11.506.656(=) | 43.166(=) |
| 2022-11-09 | 2022-11-09 | | 11.507.124(=) | 43.166(=) |
| 2022-11-10 | 2022-11-10 | | 11.507.540(=) | 43.166(=) |
| 2022-11-11 | 2022-11-11 | | 11.508.170(+0,01%) | 43.166(=) |
| 2022-11-12 | 2022-11-12 | | 11.508.447(=) | 43.166(=) |
| 2022-11-13 | 2022-11-13 | | 11.508.689(=) | 43.166(=) |
| 2022-11-14 | 2022-11-14 | | 11.508.893(=) | 43.166(=) |
| 2022-11-15 | 2022-11-15 | | 11.509.473(+0,01%) | 43.166(=) |
| 2022-11-16 | 2022-11-16 | | 11.509.975(=) | 43.167(=) |
| 2022-11-17 | 2022-11-17 | | 11.510.484(=) | 43.167(=) |
| 2022-11-18 | 2022-11-18 | | 11.510.919(=) | 43.168(=) |
| 2022-11-19 | 2022-11-19 | | 11.511.178(=) | 43.169(=) |
| 2022-11-20 | 2022-11-20 | | 11.511.452(=) | 43.169(=) |
| 2022-11-21 | 2022-11-21 | | 11.511.822(=) | 43.169(=) |
| 2022-11-22 | 2022-11-22 | | 11.512.138(=) | 43.169(=) |
| 2022-11-23 | 2022-11-23 | | 11.512.684(=) | 43.169(=) |
| 2022-11-24 | 2022-11-24 | | 11.513.173(=) | 43.170(=) |
| 2022-11-25 | 2022-11-25 | | 11.513.747(=) | 43.170(=) |
| 2022-11-26 | 2022-11-26 | | 11.514.174(=) | 43.170(=) |
| 2022-11-27 | 2022-11-27 | | 11.514.532(=) | 43.170(=) |
| 2022-11-28 | 2022-11-28 | | 11.514.865(=) | 43.170(=) |
| 2022-11-29 | 2022-11-29 | | 11.515.423(=) | 43.172(=) |
| 2022-11-30 | 2022-11-30 | | 11.515.908(=) | 43.175(+0,01%) |
| 2022-12-01 | 2022-12-01 | | 11.516.489(+0,01%) | 43.176(=) |
| 2022-12-02 | 2022-12-02 | | 11.517.124(+0,01%) | 43.176(=) |
| 2022-12-03 | 2022-12-03 | | 11.517.517(=) | 43.177(=) |
| 2022-12-04 | 2022-12-04 | | 11.517.722(=) | 43.177(=) |
| 2022-12-05 | 2022-12-05 | | 11.518.149(=) | 43.177(=) |
| 2022-12-06 | 2022-12-06 | | 11.518.511(=) | 43.178(=) |
| 2022-12-07 | 2022-12-07 | | 11.519.011(=) | 43.178(=) |
| 2022-12-08 | 2022-12-08 | | 11.519.539(=) | 43.178(=) |
| 2022-12-09 | 2022-12-09 | | 11.520.037(=) | 43.178(=) |
| 2022-12-10 | 2022-12-10 | | 11.520.445(=) | 43.178(=) |
| 2022-12-11 | 2022-12-11 | | 11.520.639(=) | 43.178(=) |
| 2022-12-12 | 2022-12-12 | | 11.521.022(=) | 43.178(=) |
| 2022-12-13 | 2022-12-13 | | 11.521.388(=) | 43.179(=) |
| 2022-12-14 | 2022-12-14 | | 11.521.708(=) | 43.179(=) |
| 2022-12-15 | 2022-12-15 | | 11.522.097(=) | 43.179(=) |
| 2022-12-16 | 2022-12-16 | | 11.522.431(=) | 43.179(=) |
| 2022-12-17 | 2022-12-17 | | 11.522.750(=) | 43.179(=) |
| 2022-12-18 | 2022-12-18 | | 11.522.927(=) | 43.179(=) |
| 2022-12-19 | 2022-12-19 | | 11.523.161(=) | 43.180(=) |
| 2022-12-20 | 2022-12-20 | | 11.523.367(=) | 43.180(=) |
| 2022-12-21 | 2022-12-21 | | 11.523.567(=) | 43.181(=) |
| 2022-12-22 | 2022-12-22 | | 11.523.780(=) | 43.182(=) |
| 2022-12-23 | 2022-12-23 | | 11.524.093(=) | 43.184(=) |
| 2022-12-24 | 2022-12-24 | | 11.524.202(=) | 43.184(=) |
| 2022-12-25 | 2022-12-25 | | 11.524.273(=) | 43.184(=) |
| 2022-12-26 | 2022-12-26 | | 11.524.436(=) | 43.184(=) |
| 2022-12-27 | 2022-12-27 | | 11.524.647(=) | 43.184(=) |
| 2022-12-28 | 2022-12-28 | | 11.524.779(=) | 43.184(=) |
| 2022-12-29 | 2022-12-29 | | 11.525.013(=) | 43.184(=) |
| 2022-12-30 | 2022-12-30 | | 11.525.144(=) | 43.186(=) |
| 2022-12-31 | 2022-12-31 | | 11.525.231(=) | 43.186(=) |
| 2023-01-01 | 2023-01-01 | | 11.525.284(=) | 43.186(=) |
| 2023-01-02 | 2023-01-02 | | 11.525.336(=) | 43.186(=) |
| 2023-01-03 | 2023-01-03 | | 11.525.408(=) | 43.186(=) |
| 2023-01-04 | 2023-01-04 | | 11.525.491(=) | 43.186(=) |
| 2023-01-05 | 2023-01-05 | | 11.525.571(=) | 43.186(=) |
| 2023-01-06 | 2023-01-06 | | 11.525.646(=) | 43.186(=) |
| 2023-01-07 | 2023-01-07 | | 11.525.711(=) | 43.186(=) |
| 2023-01-08 | 2023-01-08 | | 11.525.763(=) | 43.186(=) |
| 2023-01-09 | 2023-01-09 | | 11.525.834(=) | 43.186(=) |
| 2023-01-10 | 2023-01-10 | | 11.525.911(=) | 43.186(=) |
| 2023-01-11 | 2023-01-11 | | 11.525.946(=) | 43.186(=) |
| 2023-01-12 | 2023-01-12 | | 11.526.034(=) | 43.186(=) |
| 2023-01-13 | 2023-01-13 | | 11.526.089(=) | 43.186(=) |
| 2023-01-14 | 2023-01-14 | | 11.526.118(=) | 43.186(=) |
| 2023-01-15 | 2023-01-15 | | 11.526.140(=) | 43.186(=) |
| 2023-01-16 | 2023-01-16 | | 11.526.167(=) | 43.186(=) |
| 2023-01-17 | 2023-01-17 | | 11.526.213(=) | 43.186(=) |
| 2023-01-18 | 2023-01-18 | | 11.526.254(=) | 43.186(=) |
| 2023-01-19 | 2023-01-19 | | 11.526.284(=) | 43.186(=) |
| 2023-01-20 | 2023-01-20 | | 11.526.301(=) | 43.186(=) |
| 2023-01-21 | 2023-01-21 | | 11.526.318(=) | 43.186(=) |
| 2023-01-22 | 2023-01-22 | | 11.526.329(=) | 43.186(=) |
| 2023-01-23 | 2023-01-23 | | 11.526.332(=) | 43.186(=) |
| 2023-01-24 | 2023-01-24 | | 11.526.339(=) | 43.186(=) |
| 2023-01-25 | 2023-01-25 | | 11.526.348(=) | 43.186(=) |
| 2023-01-26 | 2023-01-26 | | 11.526.365(=) | 43.186(=) |
| 2023-01-27 | 2023-01-27 | | 11.526.377(=) | 43.186(=) |
| ⋮ | | | | |
| 2023-02-01 | 2023-02-01 | | 11.526.508(n.a.) | 43.186(n.a.) |
| ⋮ | | | | |
| 2023-03-01 | 2023-03-01 | | 11.526.926(n.a.) | 43.186(n.a.) |
| ⋮ | | | | |
| 2023-04-01 | 2023-04-01 | | 11.527.326(n.a.) | 43.186(n.a.) |
| ⋮ | | | | |
| 2023-05-01 | 2023-05-01 | | 11.563.091(n.a.) | 43.191(n.a.) |
| ⋮ | | | | |
| 2023-06-01 | 2023-06-01 | | 11.614.303(n.a.) | 43.206(n.a.) |
| ⋮ | | | | |
| 2023-07-01 | 2023-07-01 | | 11.620.596(n.a.) | 43.206(n.a.) |
| ⋮ | | | | |
| 2023-08-01 | 2023-08-01 | | 11.621.883(n.a.) | 43.206(n.a.) |
| ⋮ | | | | |
| 2023-09-01 | 2023-09-01 | | 11.622.900(n.a.) | 43.206(n.a.) |
| ⋮ | | | | |
| 2023-10-01 | 2023-10-01 | | 11.623.707(n.a.) | 43.206(n.a.) |
| ⋮ | | | | |
| 2023-10-31 | 2023-10-31 | | 11.624.114(n.a.) | 43.206(n.a.) |
| ⋮ | | | | |
| 2023-12-31 | 2023-12-31 | | 11.624.694(n.a.) | 43.206(n.a.) |
| Nguồn: Tổng hợp từ Bộ Y tế Việt Nam | | | | |

Những ca bệnh đầu tiên xuất hiện từ ngày 23 tháng 1 đến ngày 19 tháng 3 năm 2020, đều truy tìm được nguồn gốc. Các trường hợp xác nhận nhiễm bệnh đầu tiên đã nhập vào bệnh viện Chợ Rẫy, Thành phố Hồ Chí Minh, gồm 1 nam Trung Quốc 66 tuổi (#1) đi từ Vũ Hán đến Hà Nội để thăm con trai sống ở Việt Nam, và con trai 28 tuổi (#2) người bị cho là đã bị lây bệnh từ cha mình khi họ gặp gỡ tại Nha Trang. Vào ngày 1 tháng 2 năm 2020, 1 nữ 25 tuổi (#6) bị xác định nhiễm virus corona tại Khánh Hòa. Đây là nhân viên tiếp tân và đã tiếp xúc với trường hợp #1 và 2. Đây là trường hợp truyền nhiễm nội địa đầu tiên tại Việt Nam sau đó thủ tướng Nguyễn Xuân Phúc công bố dịch tại Việt Nam và ra quyết định đóng cửa biên giới, thu hồi giấy phép hàng không và hạn chế thị thực.
Tháng 3 năm 2020, xuất hiện các ca lây lan trong cộng đồng. Chiều ngày 20 tháng 3 năm 2020, Bộ Y tế công bố 2 BN COVID-19 thứ 86 và 87 là 2 nữ điều dưỡng Bệnh viện (BV) Bạch Mai (Hà Nội) với tiền sử dịch tễ không cho thấy nguồn lây khi cả 2 không có lịch sử tiếp xúc với các BN COVID-19. Việt Nam tạm dừng nhập cảnh đối với tất cả người nước ngoài từ 0 giờ ngày 22 tháng 3 năm 2020 đồng thời thực hiện cách ly tập trung 14 ngày đối với mọi trường hợp nhập cảnh. Từ 0 giờ ngày 1 tháng 4, Việt Nam thực hiện giãn cách toàn xã hội trong vòng 15 ngày. Cùng ngày, Thủ tướng Nguyễn Xuân Phúc công bố dịch COVID-19 trên phạm vi cả nước. Các biện pháp kiểm soát đã giúp Việt Nam có 99 ngày không có ca lây nhiễm trong cộng đồng. Ngày 25 tháng 7, Bộ Y tế công bố ca nhiễm thứ 416 tại Đà Nẵng nhưng không truy được nguồn lây cùng các ca nhiễm khác xuất hiện. Ngày 28 tháng 7, thành phố Đà Nẵng bắt đầu thực hiện giãn cách xã hội. Từ ngày 31 tháng 7, Việt Nam xác nhận những ca tử vong đầu tiên. Từ ngày 7 tháng 9, hoạt động của máy bay, tàu lửa, ô tô đi, đến Đà Nẵng có thể khôi phục. Đà Nẵng nới lỏng giãn cách xã hội hơn từ ngày 11 tháng 9. Tính đến hết năm 2020, có tổng cộng 35 bệnh nhân tử vong, tất cả đều trong đợt bùng phát thứ hai.
Ngày 27 tháng 1 năm 2021, Bộ Y tế Việt Nam nhận được thông tin một nữ công nhân người Việt Nam đã xác định dương tính với COVID-19 khi nhập cảnh vào Nhật Bản, cơ quan y tế Nhật Bản nhận định người này mắc biến thể Alpha. Sáng ngày 28 tháng 1, Bộ Y tế Việt Nam công bố bệnh nhân 1552 tại Hải Dương có tiếp xúc với người này cũng như báo động về khả năng lây lan mới. Cũng trong sáng ngày 28 tháng 1, bệnh nhân 1553 cũng bị xác nhận lây nhiễm cộng đồng tại Quảng Ninh. Sau đó hai tỉnh trên bị nâng mức báo động; thành phố Chí Linh của Hải Dương giãn cách xã hội từ 12h trưa sau khi có 72 ca nhiễm cộng đồng kết thúc 55 ngày không lây nhiễm cộng đồng ở Việt Nam. Hải Dương cách ly xã hội toàn tỉnh từ rạng sáng ngày 16 tháng 2 đến hết ngày 2 tháng 3, chuyển sang giãn cách xã hội từ ngày 3 tháng 3 theo chỉ thị 15. Để sử dụng cho nhu cầu cấp bách trong phòng, chống dịch COVID-19, Bộ Y tế đã đồng ý nhập khẩu 204.000 liều vaccine phòng COVID-19 đầu tiên và việc tiêm vaccine Covid-19 tại Việt Nam bắt đầu từ ngày 8 tháng 3. Ngày 18 tháng 3 đến 31 tháng 3, Hải Dương nới lỏng các biện pháp chống dịch, thực hiện giãn cách xã hội theo chỉ thị số 19.
Cuối tháng 4 năm 2021, xuất hiện các chuỗi lây nhiễm COVID-19 từ người cách ly khiến Việt Nam tăng cường trở lại mức độ phòng chống dịch bệnh. Trong tháng 5 năm 2021, Việt Nam xuất hiện những đợt bùng phát cao độ hơn. Ở phía Bắc, xuất hiện các ổ lây nhiễm trong các khu công nghiệp ở Bắc Giang, Bắc Ninh. Tại phía Nam, TP. HCM xuất hiện ổ lây nhiễm liên quan đến Hội Thánh Truyền giáo Phục Hưng dẫn đến TP.HCM phải áp dụng giãn cách xã hội từ ngày 31 tháng 5. Một số tỉnh miền Trung và miền Nam cũng xuất hiện các ổ dịch, lần lượt áp dụng những biện pháp "khẩn cấp" để khống chế số ca nhiễm có thể gây quá tải cho hệ thống y tế. Chính phủ Việt Nam cũng tạo điều kiện nhập thêm một số loại vaccine khác nhau. Ngày 7 tháng 7 năm 2021, sau hơn một tháng áp dụng giãn cách xã hội và số ca nhiễm vẫn gia tăng, TP. HCM quyết định tăng cường mức độ giãn cách bằng cách áp dụng chỉ thị 16 bắt đầu từ 0h ngày 9 tháng 7 năm 2021. Sau gần 3 tháng áp dụng chỉ thị 16, đã có khoảng 20.000 người dân TP.HCM tử vong vì nhiễm COVID-19, cùng với hàng chục vạn ca nhiễm chưa được dập tắt. Tuy nhiên, việc bao phủ vaccine đã có hiệu quả tích cực và tăng cường miễn dịch cộng đồng. Từ ngày 1 tháng 10 năm 2021, thành phố mở cửa phần lớn các hoạt động trở lại (ngoại trừ quán bar, karaoke, vũ trường, bán vé số, nghi lễ tôn giáo,...) và áp dụng chỉ thị 18 của thành uỷ TP.HCM. Ngày 11 tháng 10, Chính phủ ban hành Nghị quyết 128/NQ-CP nhằm "Thích ứng an toàn, linh hoạt, kiểm soát hiệu quả dịch COVID-19", thay thế chỉ thị 15, 16, 19.
Ngày 1 tháng 1 năm 2022, Thành phố Hồ Chí Minh công bố 5 ca nhiễm biến thể Omicron đầu tiên. Ngày 12 tháng 1 năm 2022, Bộ Y tế cho biết Việt Nam đã hoàn thành tiêm mũi một vaccine cho người trưởng thành. Chiều ngày 18 tháng 1 năm 2022, Việt Nam phát hiện 3 ca nhiễm biến thể Omicron trong cộng đồng đầu tiên tại TP. HCM. Ngày 26 tháng 1 năm 2022, Hà Nội công bố ca nhiễm biến thể Omicron trong cộng đồng đầu tiên. Với ảnh hưởng từ biến thể Omicron, tổng số ca nhiễm được xác nhận tăng nhanh; đến ngày 7 tháng 4 năm 2022, Việt Nam vượt 10 triệu ca mắc COVID-19. Các biện pháp kiểm soát COVID-19 tiếp tục được nới lỏng khi Việt Nam ngừng khai báo y tế nội địa từ ngày 30 tháng 4 năm 2022 và ngừng yêu cầu xét nghiệm COVID-19 đối với người nhập cảnh từ ngày 15 tháng 5 năm 2022. Từ ngày 12 tháng 9 năm 2022, Bộ Y tế khuyến cáo người dân thực hiện thay đổi biện pháp phòng chống dịch phù hợp với tình hình mới, bao gồm: 2K (Khẩu trang, Khử khuẩn) + thuốc + điều trị + công nghệ + ý thức người dân.
Ngày 4 tháng 1 năm 2023, Việt Nam lần đầu tiên ghi nhận biến chủng phụ XBB của biến thể Omicron, xuất hiện tại TP. HCM. Ngày 14 tháng 4, Việt Nam lần đầu tiên ghi nhận biến chủng phụ XBB.1.5 của biến thể Omicron, xuất hiện tại TP. HCM. Từ ngày 20 tháng 10, COVID-19 không còn là bệnh truyền nhiễm đặc biệt nguy hiểm (nhóm A), thay vào đó được xếp vào nhóm B. Vào ngày 22 tháng 10, lần đầu tiên sau nhiều tháng, không có ca COVID-19 mới. Ngày 29 tháng 10, quyết định 3983/QĐ-BYT, bãi bỏ 160 văn bản phòng, chống dịch COVID-19 do Bộ Y tế ban hành, có hiệu lực. Từ ngày 1 tháng 11 năm 2023, Bộ Y tế dừng cung cấp bản tin dịch hàng ngày. Tính đến ngày 15 tháng 1 năm 2024, có 11.625.195 bệnh nhân mắc COVID-19 và 43.206 bệnh nhân tử vong, hầu như tất cả đều trong đợt bùng phát thứ tư. Ngày 24 tháng 1 năm 2024 theo Sở Y tế TPHCM, Hệ thống giám sát bệnh truyền nhiễm đã phát hiện biến thể phụ JN.1 của virus SARS-CoV-2 ở bệnh nhân mắc COVID-19 nhập viện trong tháng 12 năm 2023 tại TPHCM.

## Tác động

### Xã hội
Có những trường đã quyết định kéo dài thời gian nghỉ Tết Canh Tý đến hết ngày 9 tháng 2 năm 2020. Ngày 6 tháng 2 năm 2020, dưới sự chủ trì của Bộ trưởng Phùng Xuân Nhạ, Ban Chỉ đạo phòng, chống dịch bệnh của Bộ Giáo dục và Đào Tạo đã họp và thống nhất đề nghị Chủ tịch UBND các tỉnh/thành phố căn cứ tình hình thực tế kéo dài thời gian nghỉ học của học sinh thêm 1 tuần. Ngày 31 tháng 3 năm 2020, Bộ Giáo dục và Đào tạo ban hành công văn hướng dẫn thực hiện điều chỉnh nội dung dạy học học kỳ II năm học 2019-2020 đối với cấp THCS, THPT.. Về thể thao, do dịch bệnh, V.League 2020  bị trì hoãn, trận bóng đá tranh Siêu cúp quốc gia 2020 giữa TP. HCM và Hà Nội phải diễn ra trên sân thi đấu không khán giả để đề phòng dịch lây lan,V-League 1 2021, V-League 2 2021 bị hủy bỏ và Cuộc đua Công thức 1 (F1) tại Hà Nội cũng bị hoãn. Do ảnh hưởng của dịch khiến các hoạt động xem phim trực tiếp tại rạp bị tạm dừng hoạt động. 1 số chương trình truyền hình bị ngưng trệ, hoãn phát sóng. 1 số chương trình phải thay đổi mô hình sản xuất. Thay vào đó là các kênh truyền thông trực tuyến như truyền hình, mạng bị thúc đẩy. Tại Việt Nam, đại dịch COVID-19 đã trở thành đề tài sáng tác cho 1 số tác phẩm như bài hát pop có tên "Ghen Cô Vy" là bản làm lại của bài hát "Ghen" năm 2017. Với mục đích nâng cao ý thức của cộng đồng, 1 số địa phương đã tổ chức phong trào vẽ tranh cổ động phòng chống dịch COVID-19.
Kỳ thị đã diễn ra trong bối cảnh đại dịch COVID-19 ở Việt Nam. Tùy giai đoạn dịch, các đối tượng bị chú ý kì thị là khác nhau bao gồm: người Trung Quốc, du khách nước ngoài hay cả người trong nước từ những nơi có dịch. Việc đăng tin giả liên quan đến dịch COVID-19 cũng diễn ra và có những trường hợp đã bị xử phạt. Dù chính quyền đã đưa ra những biện pháp bắt buộc, vẫn có những trường hợp cố tình trốn tránh cách ly. 1 số trường hợp "trốn tránh cách ly, khai báo không trung thực đã gây hậu quả nghiêm trọng, lây lan cho nhiều người khác". Đã có những trường hợp trục lợi và lừa đảo. 1 số trường hợp liên quan đến khẩu trang không rõ nguồn gốc bị sản xuất, lưu trữ, buôn bán trái phép đã bị phát hiện, ngăn chặn và xử phạt và 1 số trường hợp khác sai phạm trong việc sản xuất, vận chuyển trái phép ra nước ngoài bao gồm cả các trường hợp thu gom, buôn bán khẩu trang bị vứt đi hay khẩu trang đã qua sử dụng.
Ngày 22 tháng 4 năm 2020, thông tấn xã Reuters của Vương quốc Liên hiệp Anh và Bắc Ireland dẫn lời công ty an ninh mạng FireEye có trụ sở tại Hoa Kỳ cáo buộc nhóm tin tặc APT32 do chính phủ Việt Nam hậu thuẫn đã tấn công vào các tổ chức thuộc chính quyền Trung Quốc. Người Phát ngôn Bộ Ngoại giao Việt Nam Ngô Toàn Thắng khẳng định "đây là những thông tin không có cơ sở. Việt Nam nghiêm cấm các hành vi tấn công mạng nhằm vào các tổ chức, cá nhân dưới bất cứ hình thức nào".
Tối ngày 19 tháng 11 năm 2021 (nhằm ngày 15 tháng 10 năm Tân Sửu), Việt Nam tổ chức Lễ tưởng niệm đồng bào tử vong và cán bộ, chiến sĩ hy sinh trong đại dịch COVID-19.
Suốt năm 2021, bê bối về tham nhũng liên tục xảy ra trong quá trình đấu thầu bộ kit xét nghiệm của công ty Việt Á, sau đó trở thành vụ án sai phạm lớn từ ngày 18 tháng 12 năm 2021 và kéo dài đến năm 2023. Bê bối nhận hối lộ trong vụ chuyến bay "giải cứu" công dân trở về nước do đại dịch COVID-19 cũng được điều tra từ tháng 1 năm 2022.

### Kinh tế

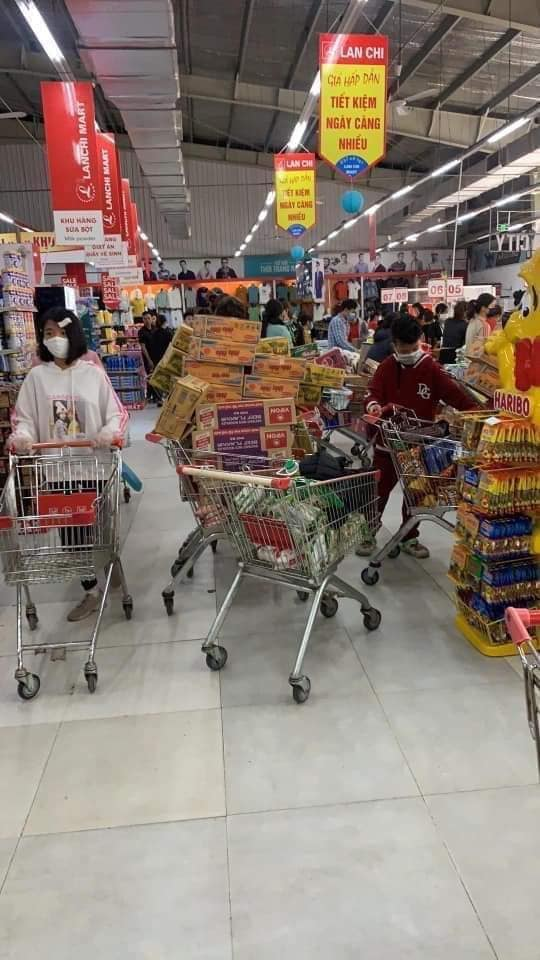
Mua hàng hóa dự trữ tại 1 siêu thị ở Việt Nam vì dịch COVID-19.

Cục Hàng không ước tính doanh thu hàng không thiệt hại khoảng 25.000 tỷ đồng; ngành hàng không rơi vào tình trạng "xấu nhất" trong lịch sử 60 năm phát triển, toàn bộ các đường bay bị tạm ngừng. Cục Thuế Hà Nội cho biết trong 2 tháng đầu năm có hơn 2.600 hộ kinh doanh giải thể và 6.400 hộ kinh doanh nghỉ kinh doanh, ngân sách Nhà nước thất thu từ 4.200 đến 16.600 tỷ đồng. Công nghiệp du lịch–nghỉ dưỡng và liên vận thiệt hại doanh thu do chính sách cách ly xã hội, lượt du khách quốc tế trong 3 tháng đầu năm đạt 3,7 triệu người và giảm 18,1% so với cùng kỳ năm 2019, thị trường du lịch trong nước và quốc tế "gần như đóng băng hoàn toàn". Cục Quản lý nhà và thị trường bất động sản thuộc Bộ Xây dựng cho biết giá bán căn hộ chung cư tăng so với cùng kỳ năm trước (Hà Nội tăng 1,02%, thành phố Hồ Chí Minh tăng 3,5%), giá bán nhà riêng lẻ tăng (Hà Nội tăng 3,82%, thành phố Hồ Chí Minh tăng 8,36%); trong khi giá thuê mặt bằng kinh doanh giảm 10-30%, doanh nghiệp bất động sản cắt giảm 50% nhân sự so với thời điểm trước đại dịch, 80% sàn bất động sản toàn quốc tạm dừng hoạt động.
Trước sự bùng phát của dịch, mối lo ngại trong cộng đồng đã dẫn đến sự gia tăng nhu cầu khẩu trang, nước sát khuẩn. 1 số nơi xuất hiện tình trạng tăng giá khẩu trang hoặc hết hàng; 1 số nhu yếu phẩm cũng bị đội giá. Trước tình hình đó, lực lượng quản lý thị trường, thanh tra tài chính tăng cường kiểm tra, xử lí các trường hợp tăng giá "gây ảnh hưởng tới lợi ích người tiêu dùng". 1 số lao động nhập cư tại các thành phố bị thất nghiệp, thu nhập sụt giảm do giãn cách xã hội tại gia. Thành phố Hồ Chí Minh thống kê 600.000 người thất nghiệp tính đến cuối tháng 3, Khánh Hòa có khoảng 17.000 người thất nghiệp trong quý 1. Ngày 21 tháng 4 năm 2020, Tổng cục Thống kê cho biết gần 5 triệu lao động thất nghiệp hoặc nghỉ luân phiên do ảnh hưởng từ dịch, đây tỉ lệ thiếu việc làm trong độ tuổi lao động ở mức cao nhất trong 5 năm qua.

## Phản ứng

### Kiểm soát
Chính phủ Việt Nam đã bước đầu ứng phó với đại dịch COVID-19 trong nước thông qua các biện pháp phòng ngừa nhằm hạn chế sự lây lan bệnh virus corona 2019 trong nước. Việt Nam đã có sự chuẩn bị sẵn sàng ngay khi ca bệnh đầu tiên xuất hiện ở Trung Quốc, khoảng giữa tháng 12 năm 2019, và đi theo chiến lược Không COVID cho đến tháng 9 năm 2021. Thủ tướng Nguyễn Xuân Phúc đã chỉ đạo các biện pháp ngăn chặn và chống lại sự lây lan của bệnh sang Việt Nam cũng như cảnh báo công dân Việt Nam hạn chế đến các khu vực có dịch. Để sử dụng cho nhu cầu cấp bách trong phòng, chống dịch COVID-19, Bộ Y tế đã đồng ý nhập khẩu 204.000 liều vaccine phòng COVID-19 đầu tiên và việc tiêm vaccine ngừa COVID-19 được bắt đầu từ ngày 8 tháng 3 năm 2021.

### Viện trợ
Ngày 6 tháng 4 năm 2020, Chính phủ trình Uỷ ban thường vụ Quốc hội thông qua gói an sinh xã hội 62.000 tỉ đồng. Đến ngày 10 tháng 4 năm 2020, Chính phủ chính thức ban hành gói hỗ trợ 62.000 tỉ, hỗ trợ trực tiếp người "khó khăn" do dịch COVID-19. Việc giải ngân gói hỗ trợ "gặp nhiều khó khăn, chậm trễ vì nhiều nguyên nhân".
Chính phủ Việt Nam có những biện pháp khác nhau nhằm hỗ trợ người dân, giảm thiểu chi phí khám chữa bệnh và xét nghiệm virus. Ngày 12 tháng 2 năm 2020, tỉnh Vĩnh Phúc có quyết định cách ly toàn xã Sơn Lôi, huyện Bình Xuyên vì số ca mắc ở đây tăng đột biến. Trước tình hình đó, Chính quyền tỉnh đã quyết định hỗ trợ 40.000đ/ngày đối với mỗi người dân trong xã Sơn Lôi trong thời gian bị cách ly, hỗ trợ mức 60.000 đồng/ngày với mỗi hộ dân trong xã bị đưa tới điểm cách ly tập trung. Chính quyền Hà Nội cũng đã quyết định chi cho mỗi người bị cách ly vì COVID-19 số tiền 100.000 đồng/ngày trích từ ngân sách thành phố đồng thời miễn phí xét nghiệm đối với các trường hợp có tiếp xúc gần với người nhiễm COVID-19. Với các trường hợp bị cách ly dù là cách ly tập trung hay tại nhà, có nhu cầu khám chữa bệnh, ngoài chi phí đặc trị cho COVID-19 ra thì tất cả các chi phí còn lại của người có thẻ bảo hiểm y tế (BHYT) sẽ được BHXH chi trả 100%.
Với khối doanh nghiệp, Chính phủ cũng hỗ trợ tài chính bằng thông tư 01/2020/TT-NHNN. Các doanh nghiệp sẽ bị cơ cấu lại thời gian trả nợ từ khoảng từ 23 tháng 1 đến liền sau 3 tháng kể từ ngày công bố hết dịch với số dư nợ gốc và/hoặc lãi phát sinh từ hoạt động cho vay, cho thuê tài chính hoặc phát sinh từ nghĩa vụ trả nợ gốc.
Công đoàn TP.HCM cũng có chính sách hỗ trợ giáo viên trong thời gian nghỉ do dịch COVID-19 đặc biệt cho 1 số đối tượng như giáo viên nữ đang mang thai, nuôi con nhỏ dưới 12 tháng tuổi hoặc giáo viên (hoặc vợ/chồng/con) bệnh nan y, bệnh hiểm nghèo. Ngày 26 tháng 3 năm 2020, tại cuộc họp trực tuyến giữa Thành ủy, UBND TP.HCM với UBND các quận, huyện, Ban thường vụ Thành ủy TP.HCM đã thảo luận và thống nhất giảm 1/2 thu nhập tăng thêm của toàn bộ cán bộ, công chức trên địa bàn TP trong năm 2020 để hỗ trợ những người lao động mất thu nhập do dịch bệnh COVID-19. Ước tính, việc giảm thu nhập này sẽ đủ để hỗ trợ cho 600.000 lao động, với số tiền 1 triệu đồng/tháng.
3 thôn ở xã Hải Ninh thuộc huyện Tĩnh Gia (nay là phường Ngọc Sơn), tỉnh Thanh Hóa vận động người dân ký đơn từ chối nhận tiền từ gói cứu trợ 62 nghìn tỷ đồng, 1 số hộ khá giả thuộc danh sách hộ cận nghèo ký đơn từ chối nhận hỗ trợ đại dịch, phó Chủ tịch tỉnh Mai Xuân Liêm công điện yêu cầu "cán bộ cơ sở tuyệt đối không được vận động người dân từ chối nhận hỗ trợ". Trong phiên họp thường kì ngày 15 tháng 5 năm 2020, Thủ tướng Nguyễn Xuân Phúc nêu "chính quyền không được ép dân ký đơn từ chối nhận hỗ trợ".
Có những "mạnh thường quân tổ chức" đã cấp phát lương thực, nước uống cho người nghèo bằng các hành động như ATM gạo, siêu thị không đồng, ATM khẩu trang...
Ngày 17 tháng 3 năm 2020, Đoàn Chủ tịch Ủy ban Trung ương MTTQ Việt Nam tổ chức lễ phát động toàn dân ủng hộ phòng, chống dịch COVID-19. Tính đến thời điểm phát động, có hơn 30 cơ quan, đơn vị đã đăng ký ủng hộ với số tiền 235 tỉ đồng. Tại buổi lễ, Thủ tướng Nguyễn Xuân Phúc và các đại biểu đã trực tiếp ủng hộ. Đến ngày 1 tháng 4 năm 2020, Ủy ban Trung ương MTTQ Việt Nam tiếp tục mở thêm 1 kênh quyên góp mới. Theo đó, ZaloPay sẽ tiếp nhận ủng hộ cho chương trình phòng, chống dịch COVID-19 của UBTƯ MTTQ Việt Nam đồng thời thực hiện quyên góp tương ứng. Tổng số tiền ZaloPay cam kết đồng hành là 3 tỷ đồng.
Chiều 19 tháng 3 năm 2020, Bộ Thông tin và truyền thông cũng phối hợp với Bộ Y tế, Ban thường trực Ủy ban Trung ương Mặt trận Tổ quốc Việt Nam, Hội Chữ thập đỏ Việt Nam tổ chức đợt vận động nhắn tin ủng hộ, đóng góp "Toàn dân ủng hộ phòng, chống dịch bệnh COVID-19" thông qua Cổng thông tin điện tử nhân đạo Quốc gia 1400 - đầu số 1407. Qua tin nhắn, mỗi thuê bao có thể ủng hộ tối thiểu 20.000 đồng, tối đa 2 triệu đồng qua Cổng thông tin điện tử nhân đạo quốc gia. Tính đến hết ngày 9 tháng 4 năm 2020, cả nước đã có 2,2 triệu tin nhắn ủng hộ phòng chống dịch bệnh COVID-19 đến đầu số 1407, với tổng số tiền từ các chủ thuê bao di động đóng góp đạt 133 tỉ đồng.
Có những cá nhân trong và ngoài nước cũng đóng góp về mặt vật chất cùng người dân và chính phủ hỗ trợ chống dịch COVID-19. Trong buổi gặp đại diện Ủy ban Mặt trận Tổ quốc Việt Nam TP.HCM vào sáng 20 tháng 3 năm 2020, Johnathan Hạnh Nguyễn đưa ra cam kết ủng hộ 30 tỉ đồng trong đó có 25 tỉ dùng để chi trả các thiết bị y tế chống COVID-19. Ngoài ra, người này cũng bàn giao 1 mặt bằng rộng 5000m² cho ngành y tế để dùng làm khu cách ly. Chi Pu và Hà Anh Tuấn ủng hộ tổng cộng 3 tỉ đồng (riêng Hà Anh Tuấn 2 tỉ) để lắp đặt phòng áp lực âm cũng như mua đồ bảo hộ chống dịch COVID-19. Ca sĩ Min đóng góp cho bệnh viện 10.000 khẩu trang y tế và 500 chai nước rửa tay.
Ngày 3 tháng 4 năm 2020, tập đoàn Vingroup công bố kế hoạch sản xuất máy thở xâm nhập, máy thở không xâm nhập và máy đo nhiệt độ cơ thể. Trong đó, Vingroup cam kết sẽ tặng cho Bộ Y tế 5.000 chiếc máy thở không xâm nhập để kịp thời chống dịch COVID-19. Đến ngày 13 tháng 4 năm 2020, Thứ trưởng Bộ Y tế Nguyễn Thanh Long cho biết 1 chiếc máy thở do Vingroup sản xuất đã chuyển đến Bộ Y tế.
Theo Phó Chủ nhiệm Ủy ban Nhà nước về người Việt Nam ở nước ngoài Lương Thanh Nghị, ngay khi dịch bùng phát tại Trung Quốc và 1 số nước trong khu vực, cộng đồng người Việt Nam đang sinh sống, học tập và làm việc tại Ba Lan, Séc, Nga... đã quyên góp và vận chuyển về nước gần 80.000 khẩu trang y tế, hàng trăm chai nước sát trùng, bộ quần áo bảo hộ và găng tay y tế để hỗ trợ xã Sơn Lôi, tỉnh Vĩnh Phúc và 1 số bệnh viện tại Hà Nội phòng, chống dịch. Ngoài hỗ trợ về vật chất, 1 số kiều bào cũng ủng hộ về mặt tài chính với số tiền hàng tỉ đồng.
Từ ngày 25 tháng 8 đến 30 tháng 9 năm 2020, Đài Tiếng nói Việt Nam, Đài Truyền hình Kỹ thuật số VTC và Ban Dự án Ngày Quốc tổ Việt Nam toàn cầu phối hợp thực hiện chương trình trao tặng khẩu trang y tế, cùng cộng đồng chung tay ngăn chặn, đẩy lùi đại dịch.
Việt Nam đã viện trợ bằng hàng hóa và vật dụng y tế trị giá khoảng 500.000 USD cho chính phủ Trung Quốc trong khi Hội Chữ thập đỏ Việt Nam vận động viện trợ hàng hóa giá trị 100.000 USD. Ngoài ra, Việt Nam cũng viện trợ thiết bị y tế trị giá 14 tỉ đồng cho Lào và Campuchia, viện trợ Myanmar 50.000 USD, tặng Nga 150.000 khẩu trang vải kháng khuẩn, hỗ trợ Nhật Bản vật tư y tế trị giá 100.000 USD và đồng thời tặng Hoa Kỳ 200.000 khẩu trang vải kháng khuẩn sản xuất tại Việt Nam, tặng Thụy Điển 100.000 khẩu trang vải kháng khuẩn, tặng Ấn Độ 100.000 khẩu trang vải kháng khuẩn, tặng chính phủ các nước Pháp, Đức, Ý, Tây Ban Nha và Anh 550.000 khẩu trang.
Cơ quan Hợp tác Quốc tế Nhật Bản (JICA) viện trợ sinh phẩm xét nghiệm trị giá 14 triệu JP¥ đến Viện Vệ sinh Dịch tễ Trung ương (NIHE) vào ngày 7 tháng 2 năm 2020, khi ca nghiệm đầu tiên xuất hiện tại bệnh viện Chợ Rẫy thì 1 bác sĩ người Nhật đã cung cấp các tài liệu tham khảo cho Khoa chống nhiễm khuẩn và hỗ trợ đào tạo ứng phó với dịch bệnh cho các bác sĩ của bệnh viện. JICA viện trợ sinh phẩm xét nghiệm trị giá 4 triệu JP¥ cho Viện Pasteur Thành phố Hồ Chí Minh vào ngày 21 tháng 2. Ngày 1 tháng 4 năm 2020, Bộ trưởng Ngoại giao Nhật Bản Motegi Toshimitsu thông báo chính phủ Nhật Bản viện trợ Việt Nam ít nhất 200 triệu JP¥ thông qua các tổ chức quốc tế đồng thời hỗ trợ sinh phẩm trị giá 20 triệu JP¥ vào tháng 2 và tháng 3 trước đó. Các doanh nhân người Nhật tặng 50.000 khẩu trang y tế cho Sở Y tế Đà Nẵng vào ngày 9 tháng 4. Chính quyền liên bang Hoa Kỳ thông báo hỗ trợ gần 3 triệu USD về y tế khẩn cấp cho Việt Nam. Tính đến ngày 16 tháng 4 năm 2020, Hoa Kỳ đã viện trợ tổng cộng 4,5 triệu USD giúp chính phủ Việt Nam chuẩn bị hệ thống phòng thí nghiệm, kích hoạt giám sát dựa trên sự kiện và tìm kiếm ca bệnh, hỗ trợ chuyên gia kỹ thuật cho công tác chuẩn bị và ứng phó, truyền thông về rủi ro, phòng tránh, kiểm soát lây nhiễm và các hoạt động khác. Ngày 1 tháng 5 năm 2020, Bộ Ngoại giao Hoa Kỳ thông báo tiếp tục viện trợ 5 triệu USD cho Quỹ Hỗ trợ Kinh tế tại Việt Nam. Cùng ngày, Cơ quan Phát triển Pháp (AFD) hỗ trợ 2 triệu euro cho các viện Pasteur tại Việt Nam và 4 quốc gia Đông Nam Á (Campuchia, Lào, Myanmar, Philippines); gói viện trợ liên quan đến bổ sung thiết bị, mua bộ dụng cụ chẩn đoán, đồ bảo hộ, củng cố nguồn nhân lực, đào tạo và chuyển giao kỹ năng.
Ngày 29 tháng 9 năm 2020, Trung Quốc trao tặng Việt Nam 320.000 khẩu trang y tế phòng chống dịch COVID-19. Ngày 30 tháng 9 năm 2020, Hoa Kỳ trao tặng Việt Nam 100 máy thở trị giá hơn 1,7 triệu USD hỗ trợ phòng, chống dịch COVID-19.
Ngày 27 tháng 8 năm 2021, Công ty cổ phần ô tô Trường Hải - THACO trao tặng 500.000 kit xét nghiệm, 30 xe cứu thương và 25 xe tiêm chủng cho Thành phố Hồ Chí Minh với tinh thần chung tay và đồng hành cùng thành phố đẩy lùi dịch bệnh. Tổng kinh phí gần 800 tỉ đồng.

## Hình ảnh

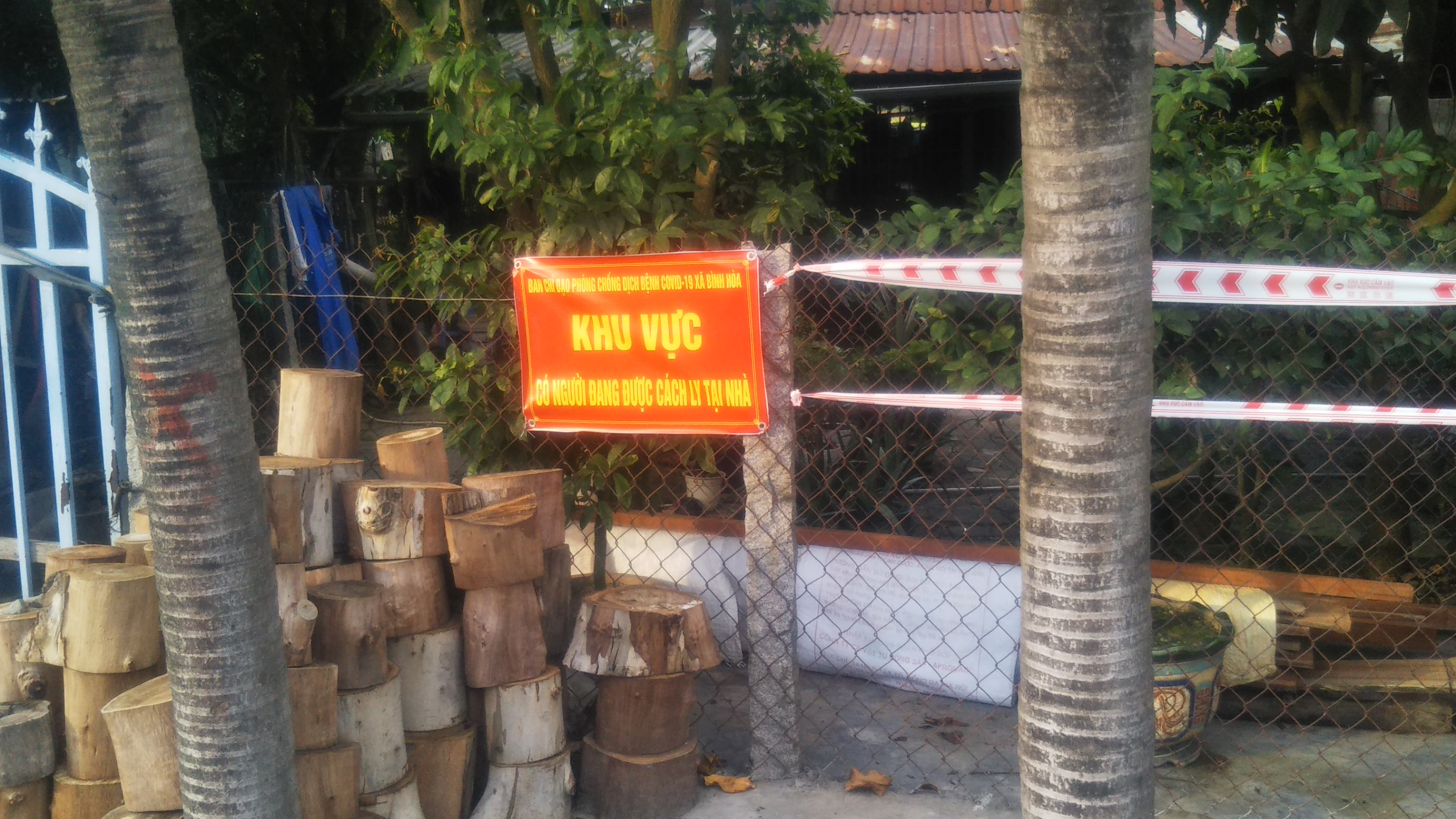
Nhà có người bị cách ly ở tỉnh An Giang.
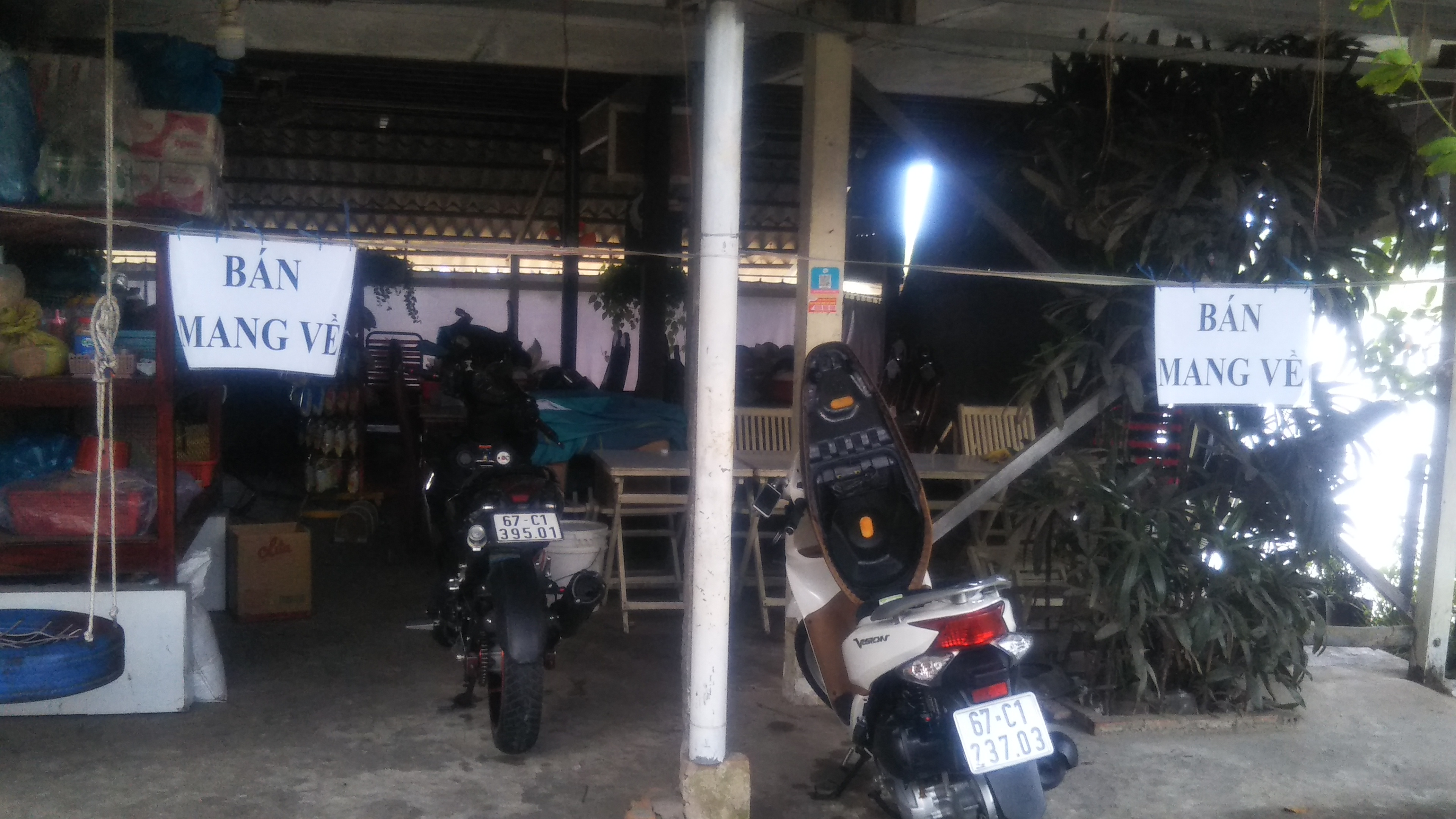
Một quán chay 'bán mang về' tại Tỉnh An Giang, Châu Thành, Bình Phú.
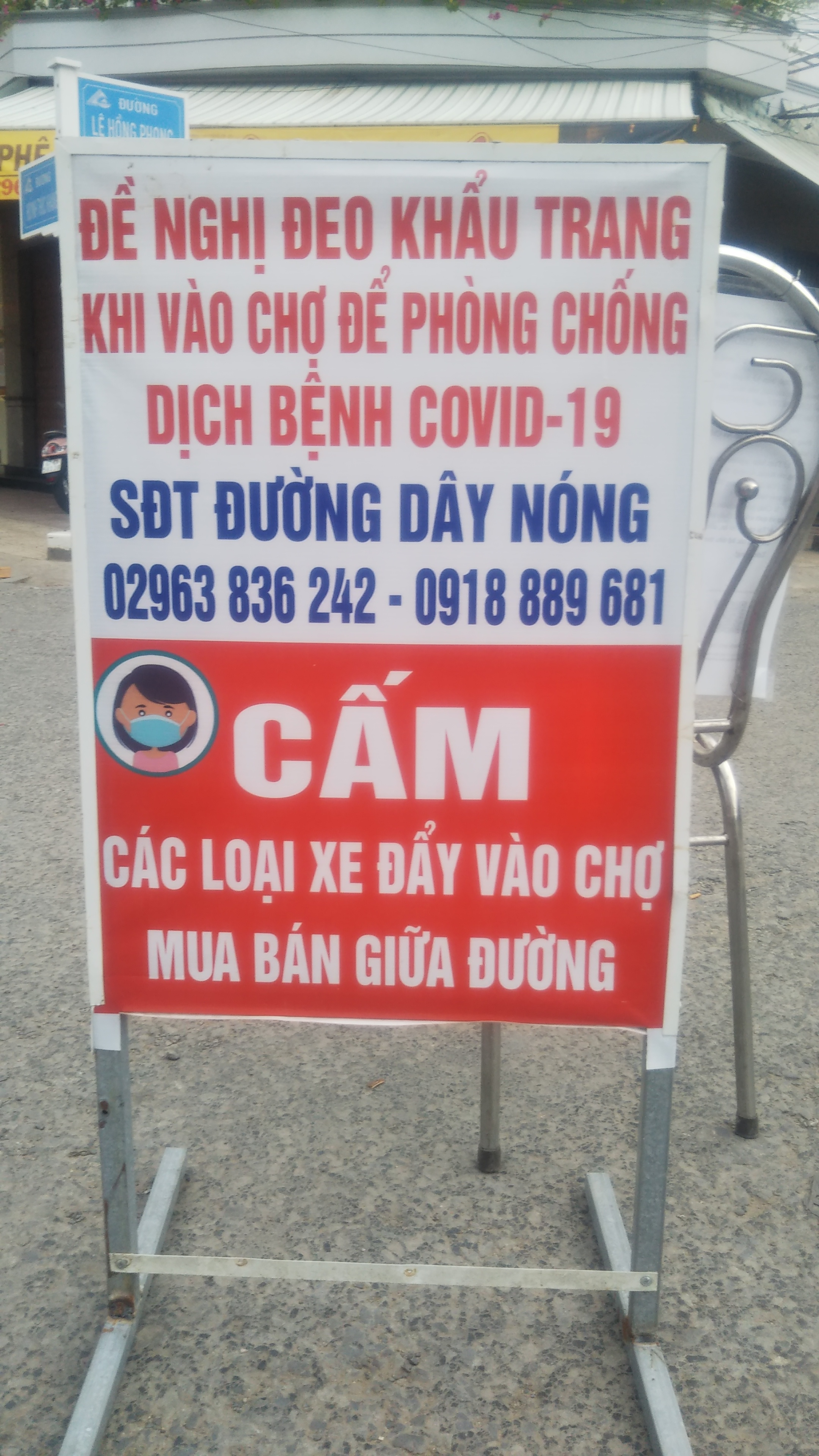
Biển đề nghị đeo khẩu trang khi vào chợ Châu Thành, Tỉnh An Giang.
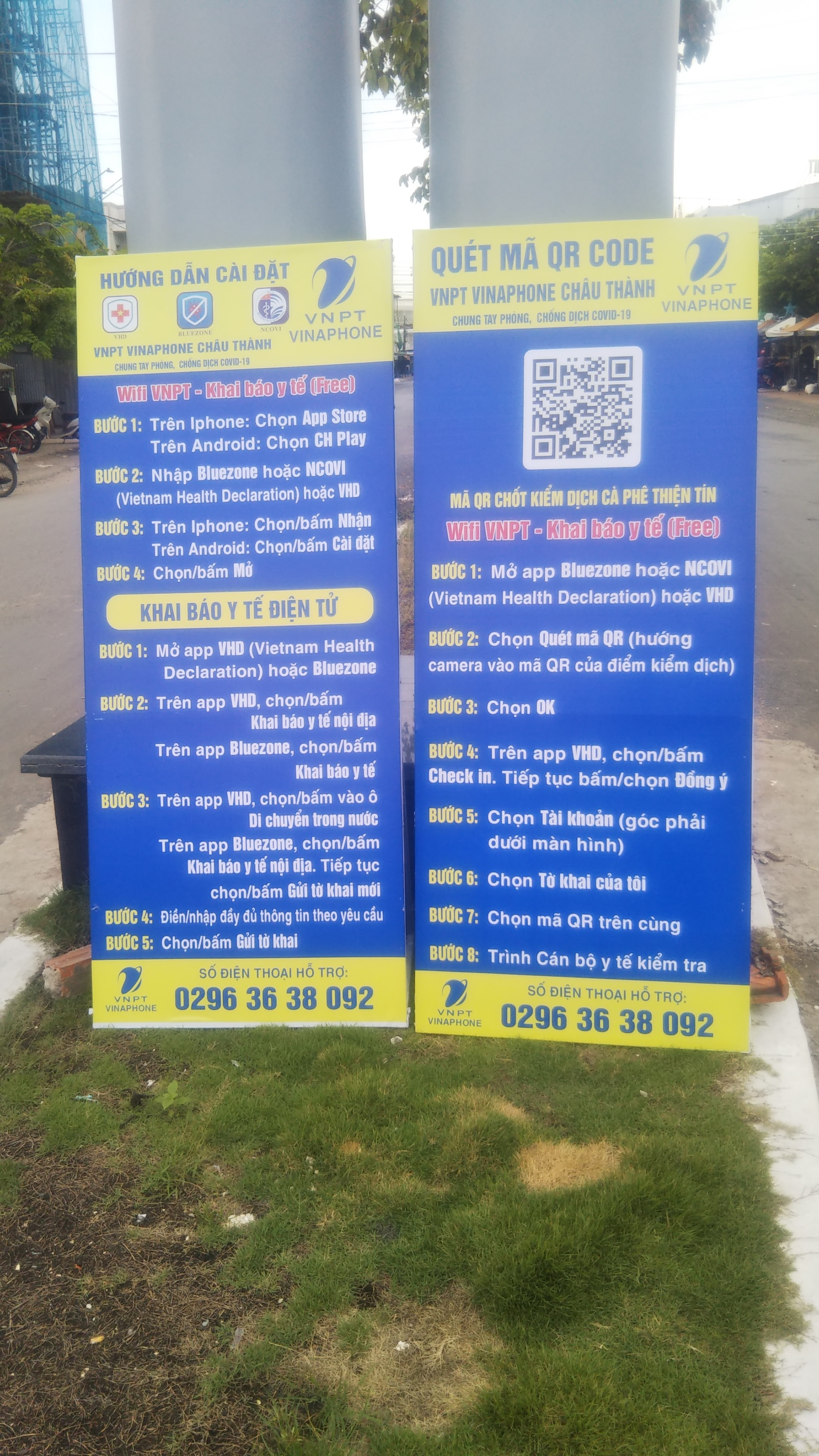
Biển hướng dẫn cài đặt ứng dụng y tế chống Covid-19.
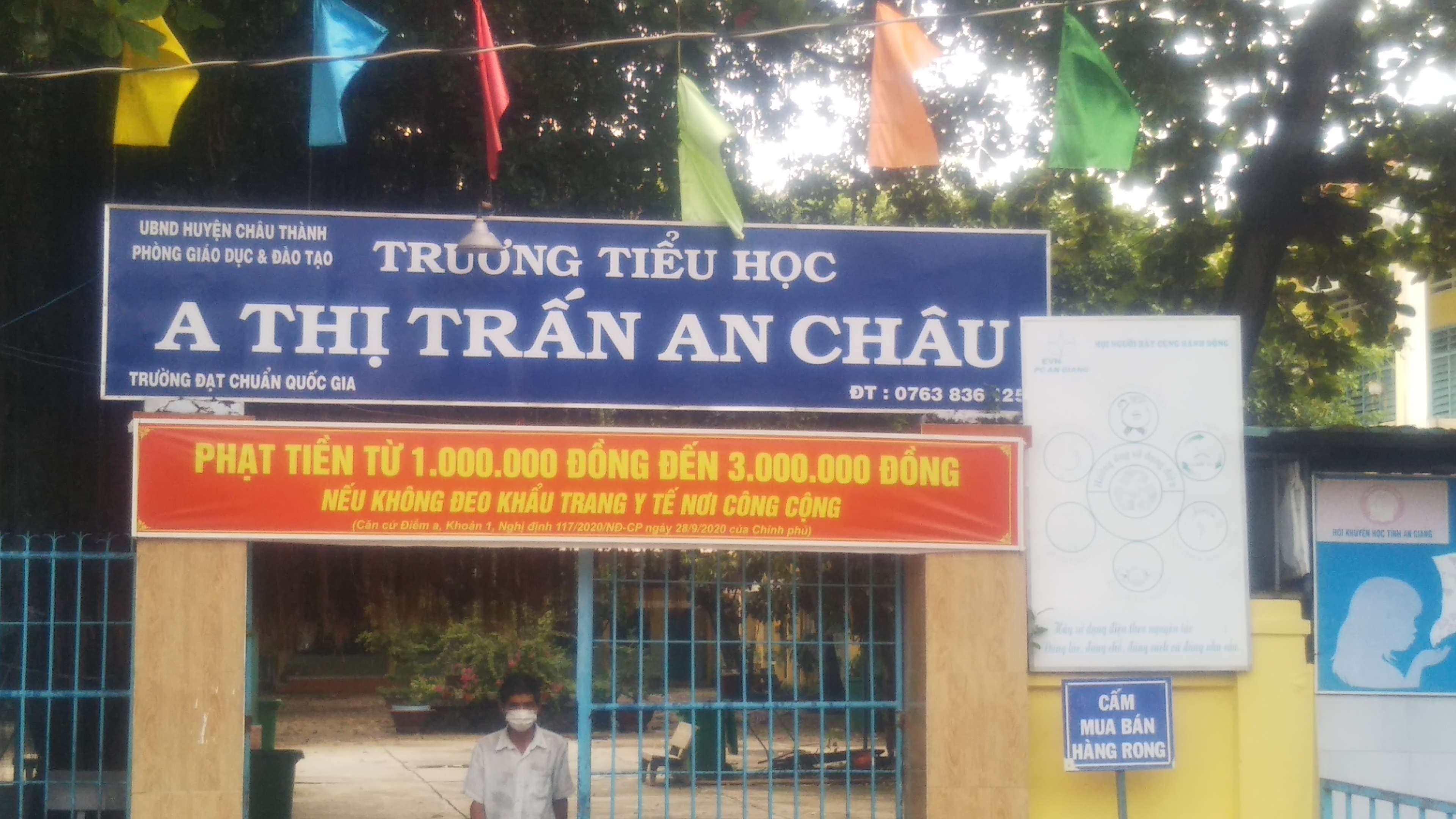
Biển cảnh báo tiền phạt 1 đến 3 triệu đồng nếu không đeo khẩu trang y tế nơi công cộng.
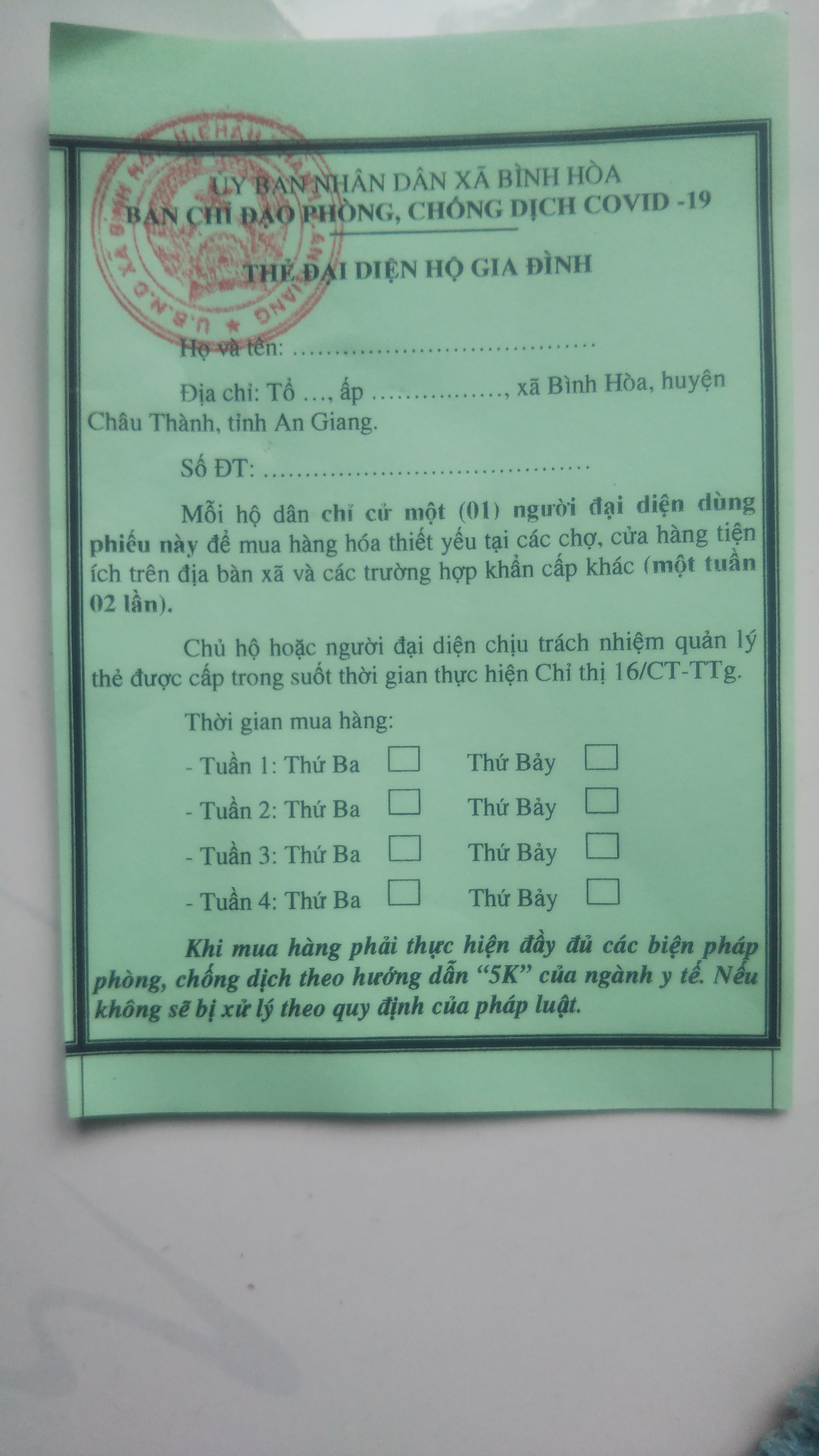
Phiếu phép đi chợ công an phát cho dân địa phương.
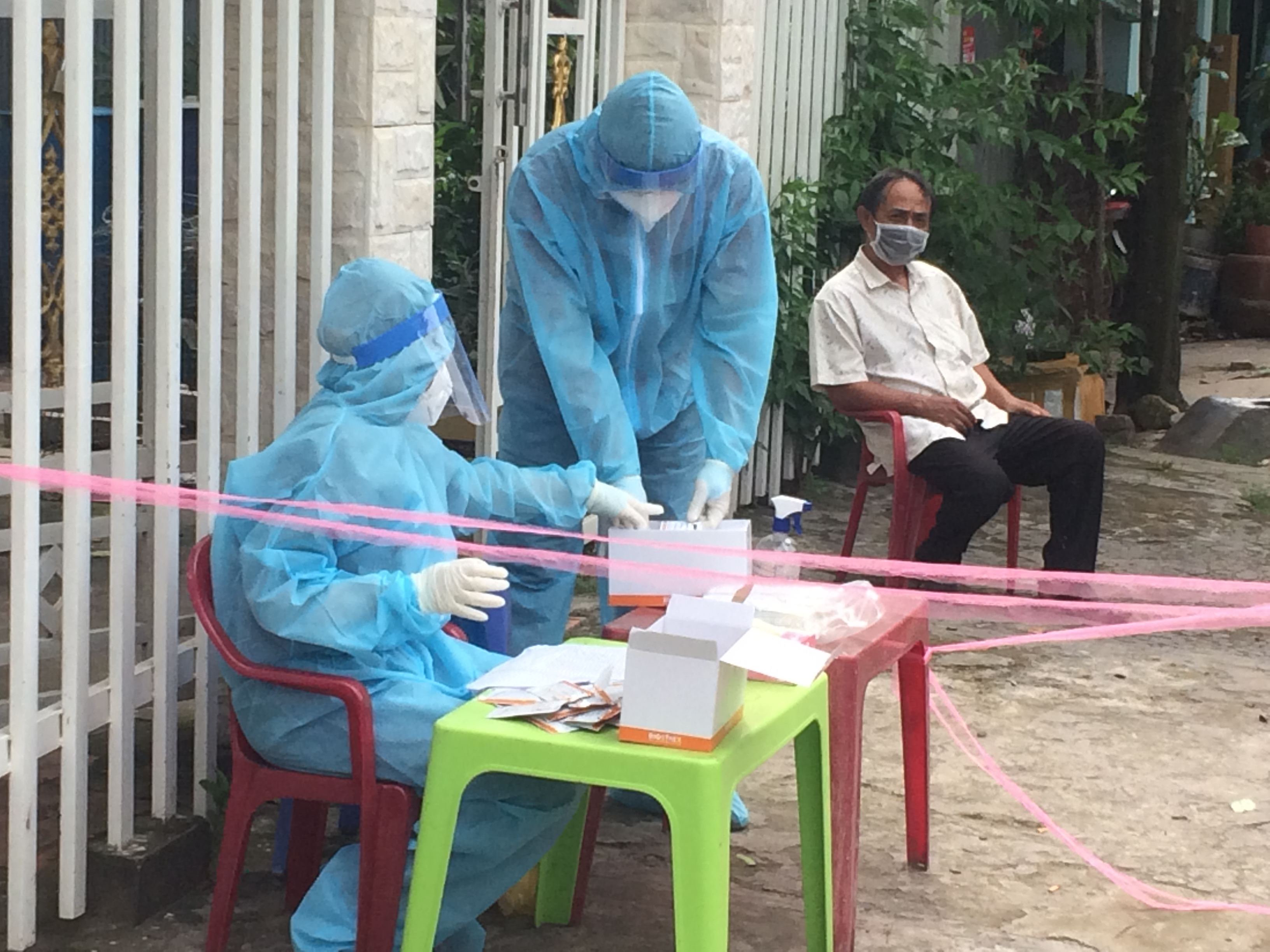
Nhân viên y tế đang lấy mẫu xét nghiệm từ dân chúng.
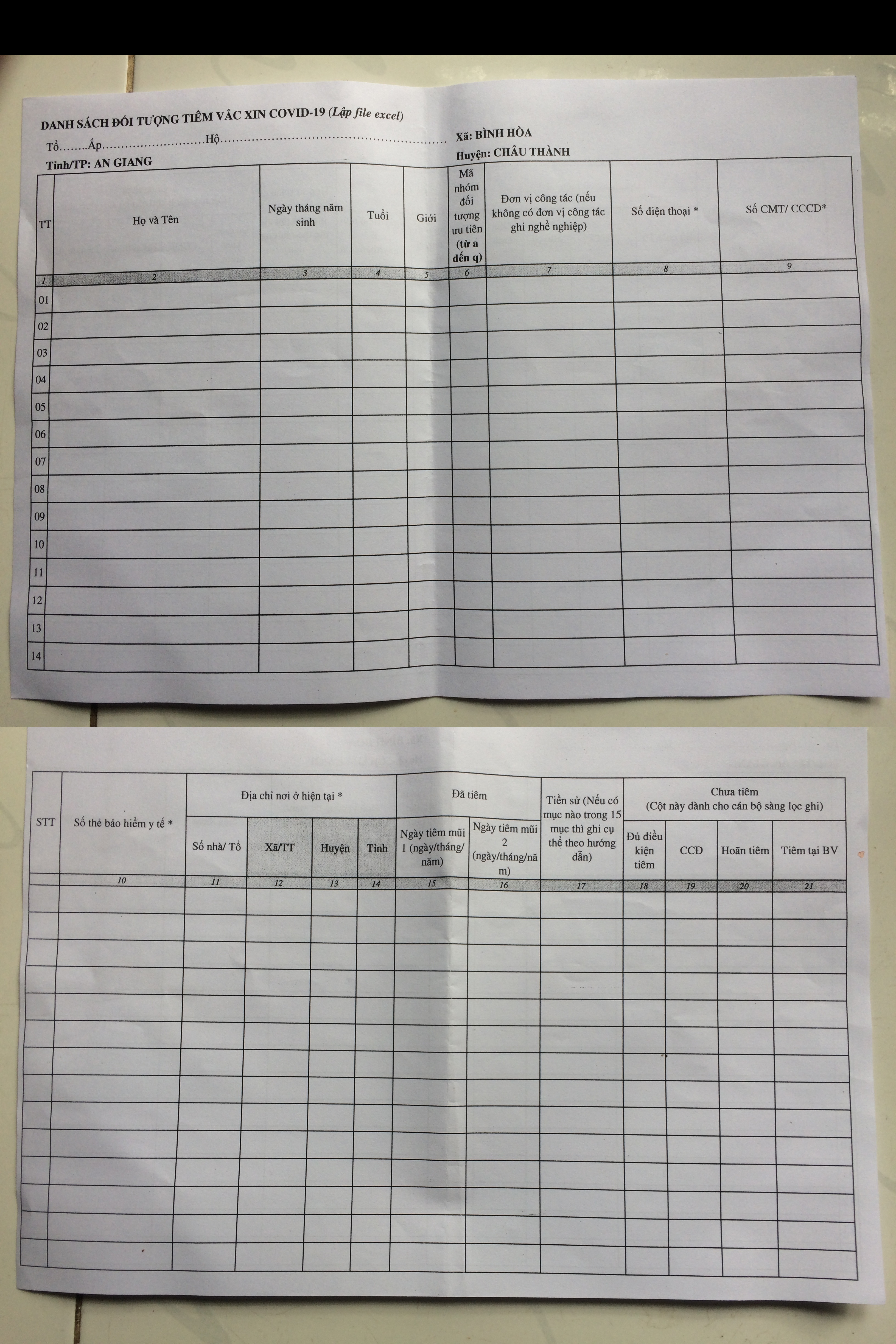
Đơn phát cho dân đăng ký tiêm vắc xin Covid-19.
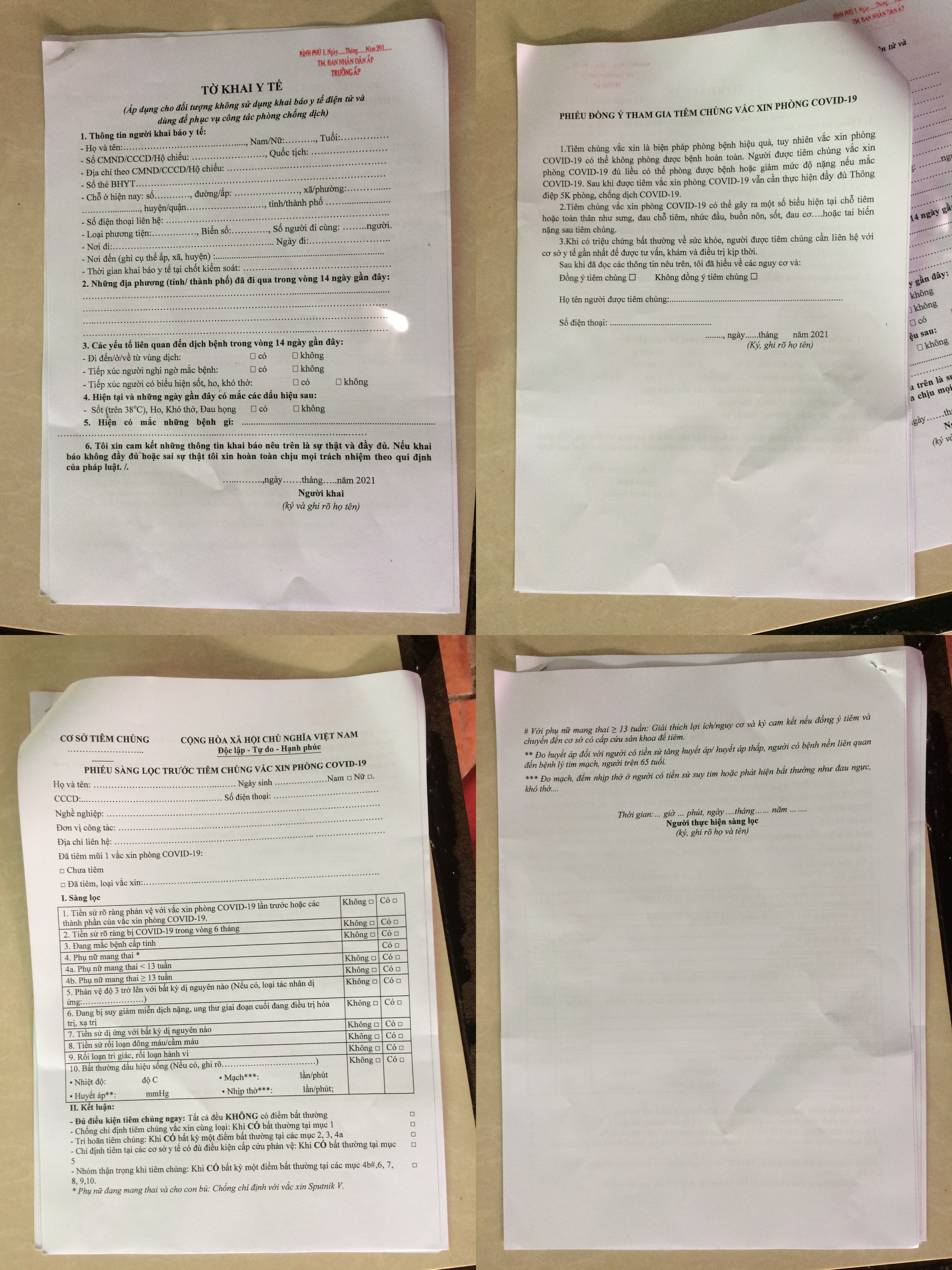
Tờ khai y tế cho chích vắc-xin tại Tỉnh An Giang, Châu Thành.
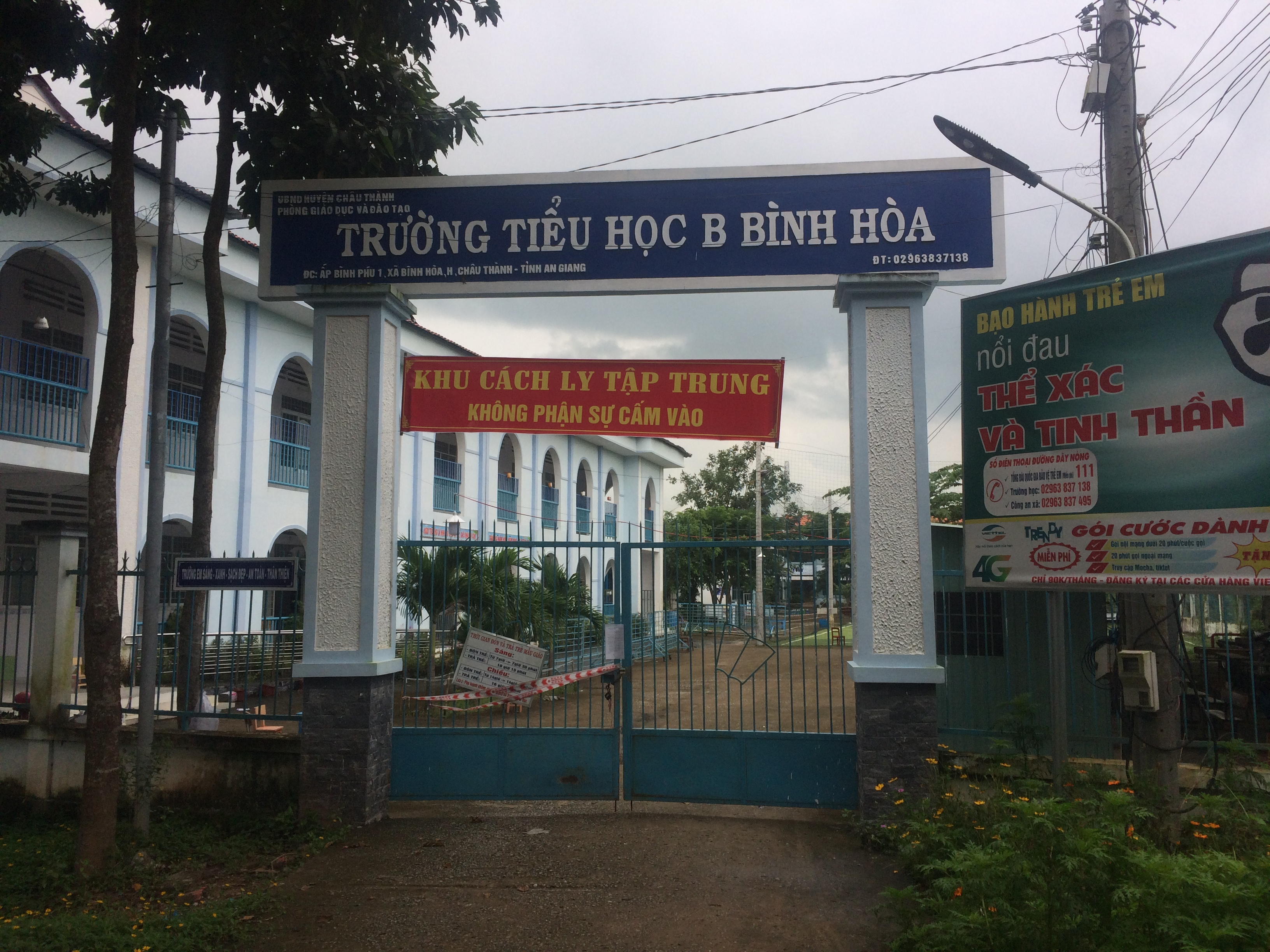
Khu cách ly tập trung tại Trường Tiểu Học B Bình Hòa, Tỉnh An Giang, Bình Hòa.
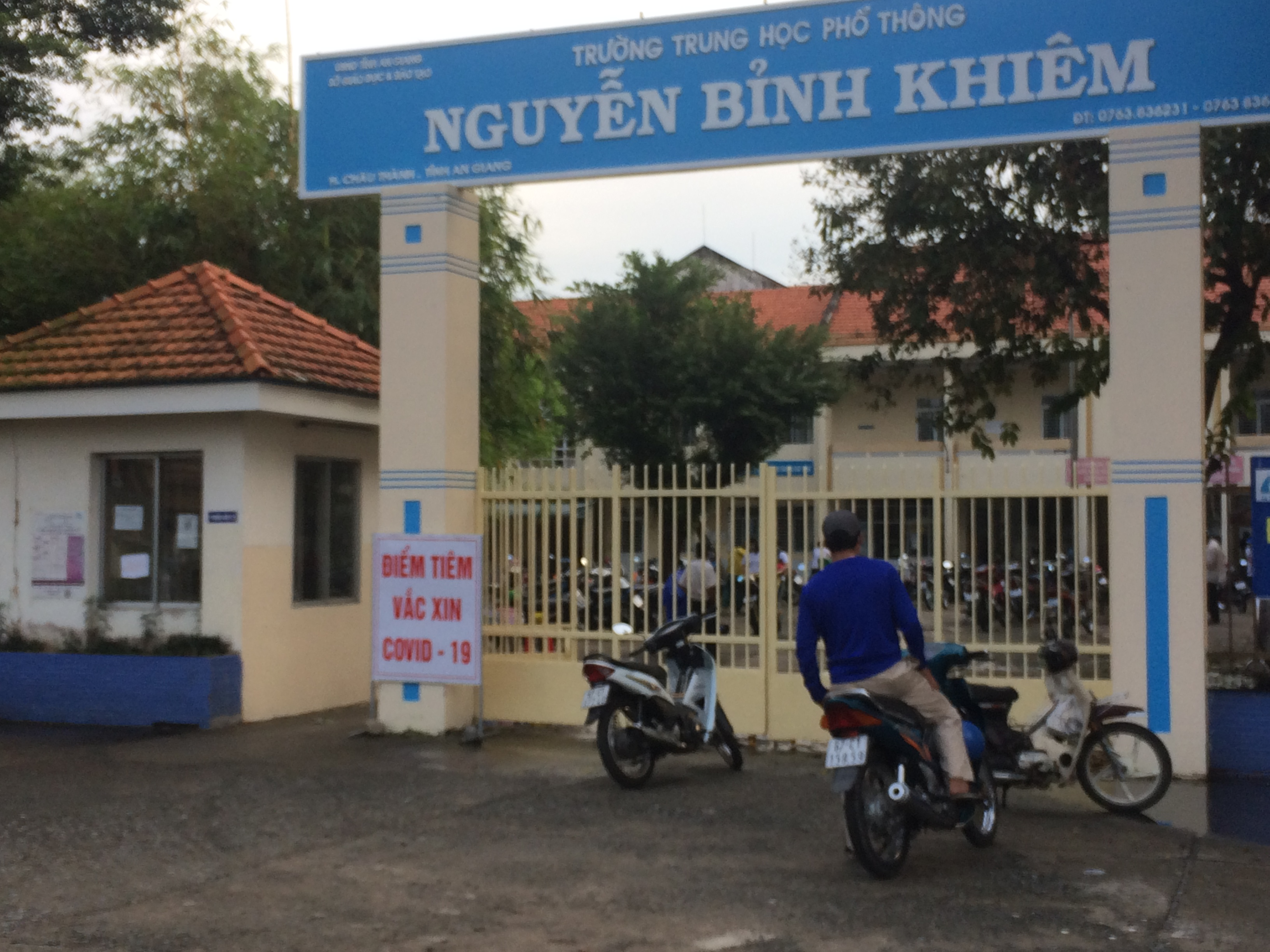
Một điểm tiêm vắc xin Covid-19 tại Trường Học Phổ Thông Nguyễn Bỉnh Khiêm, Tỉnh An Giang, Châu Thành.
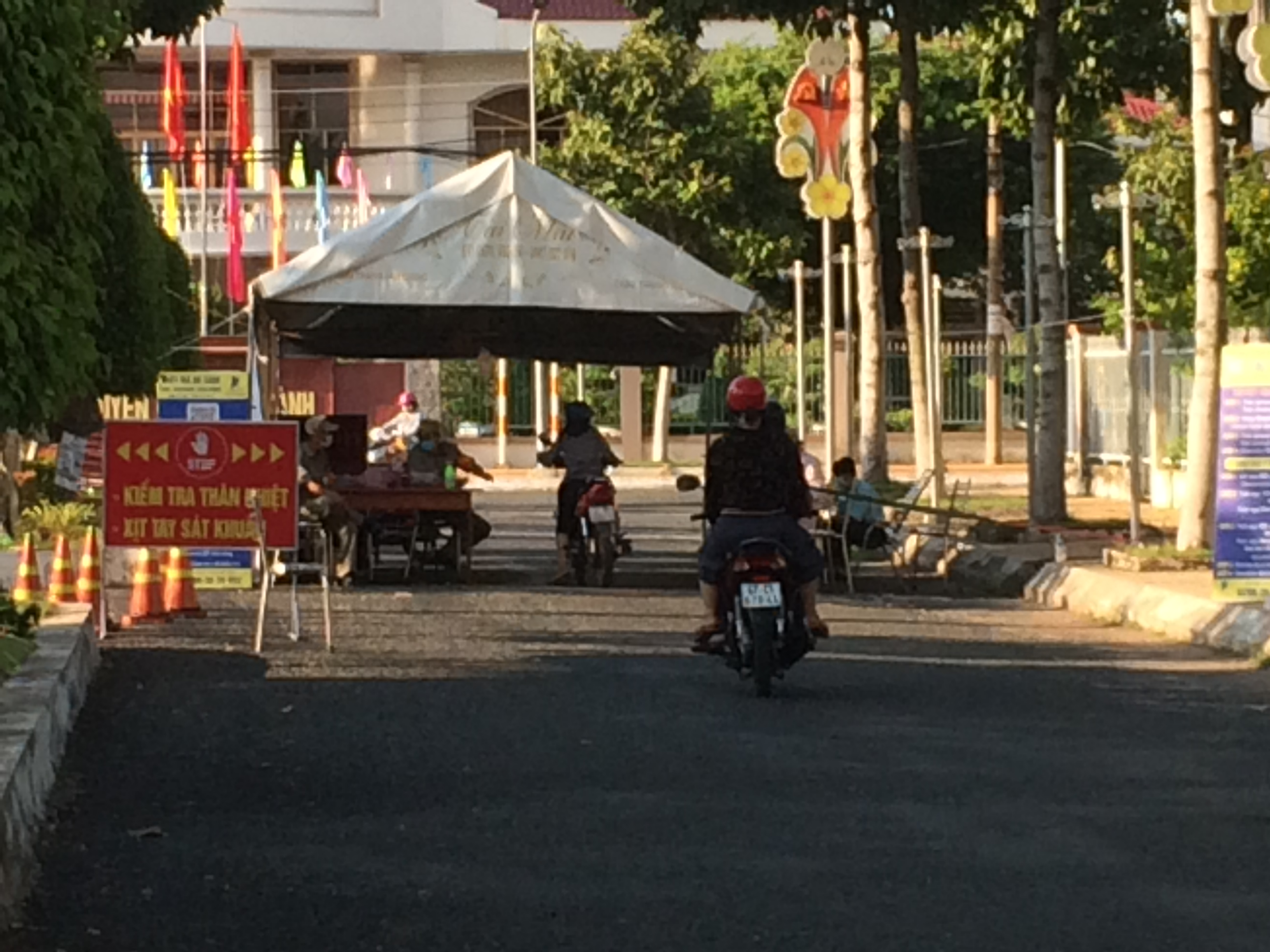
Chốt kiểm soát dịch trên đường vào Chợ Châu Thành, Tỉnh An Giang.
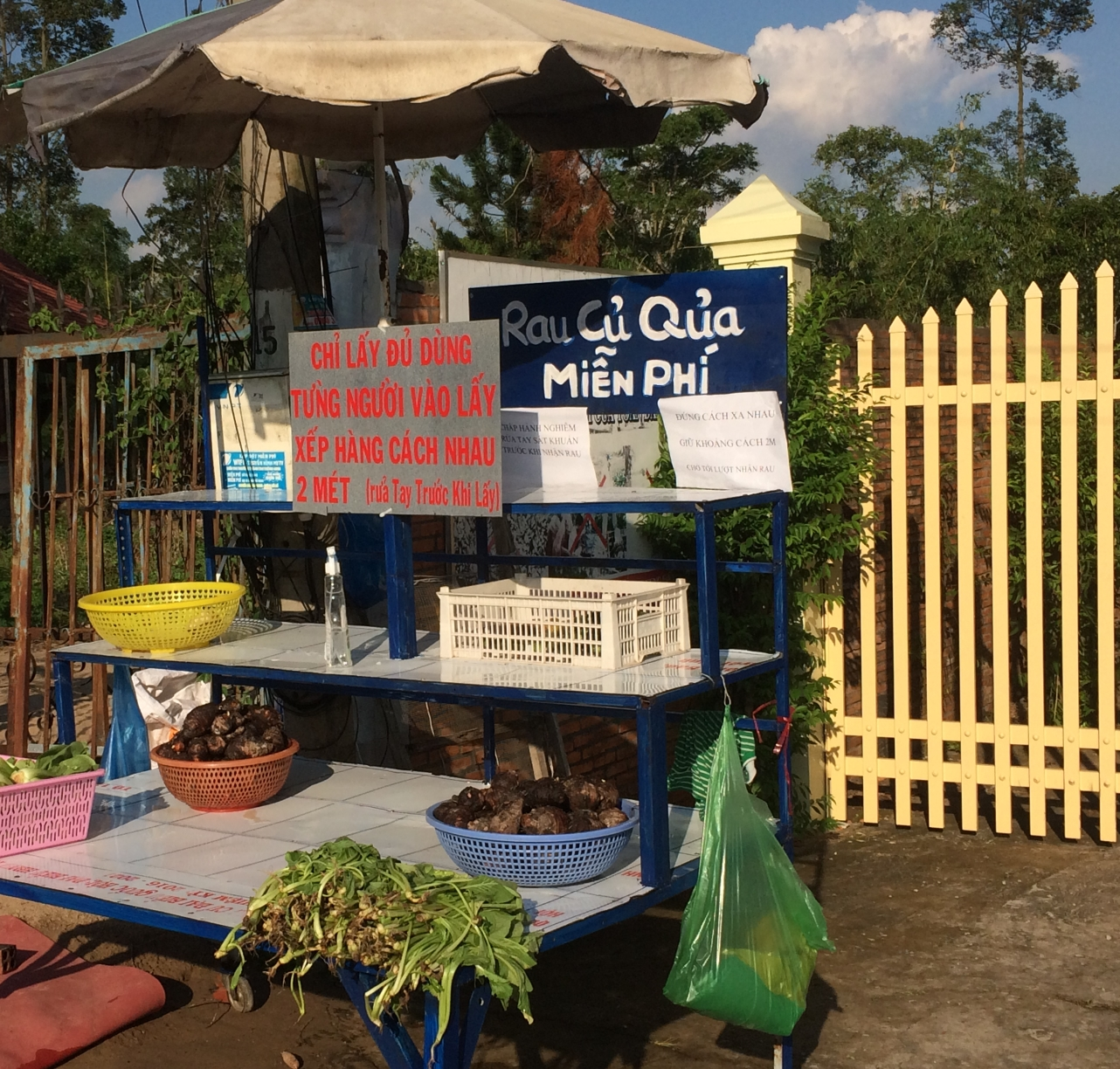
Rau củ quả miễn phí cho giúp đỡ người nghèo trong thời đại dịch Covid-19.
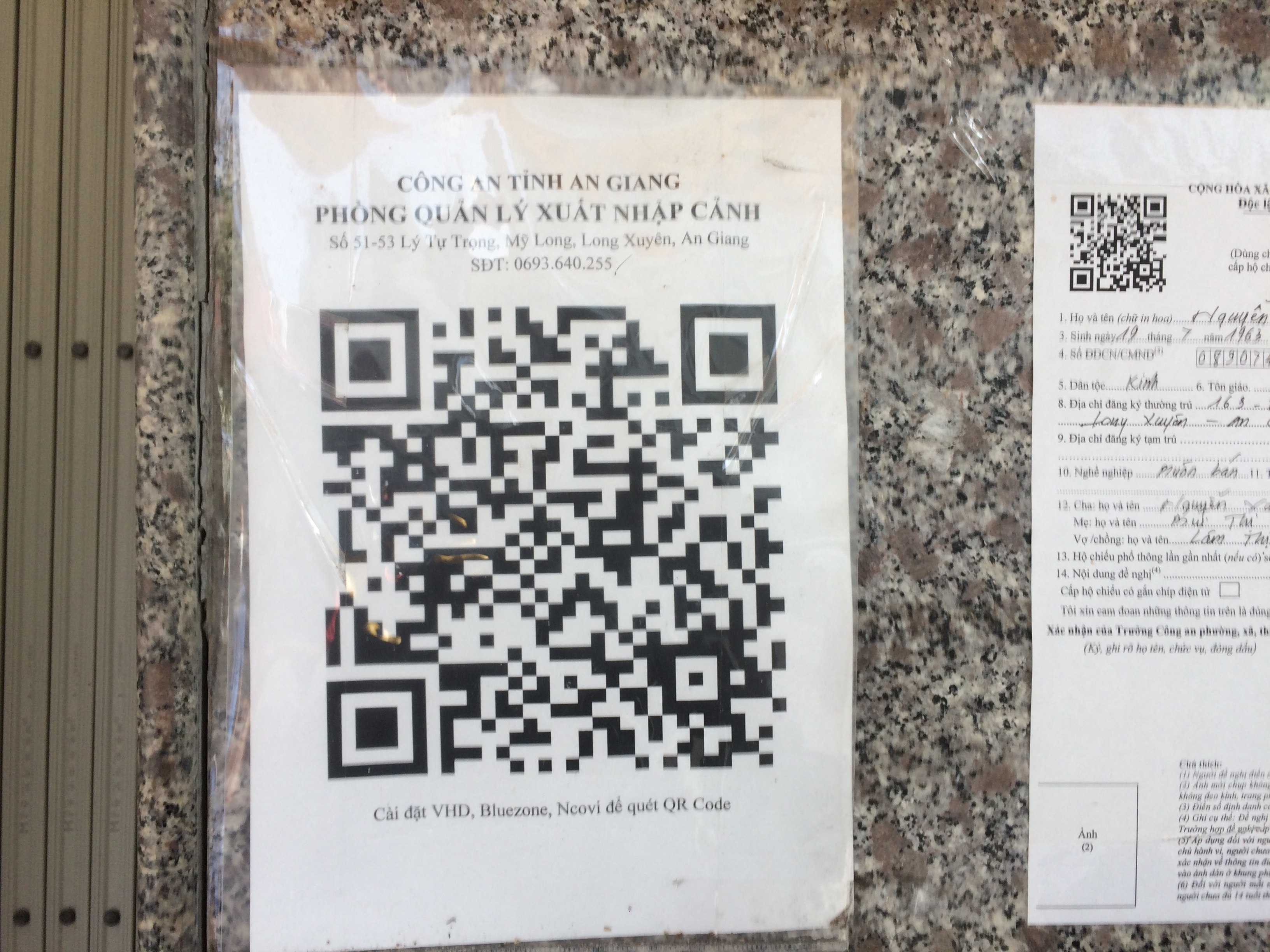
Mã QR dán trước sở Xuất Nhập Cảnh
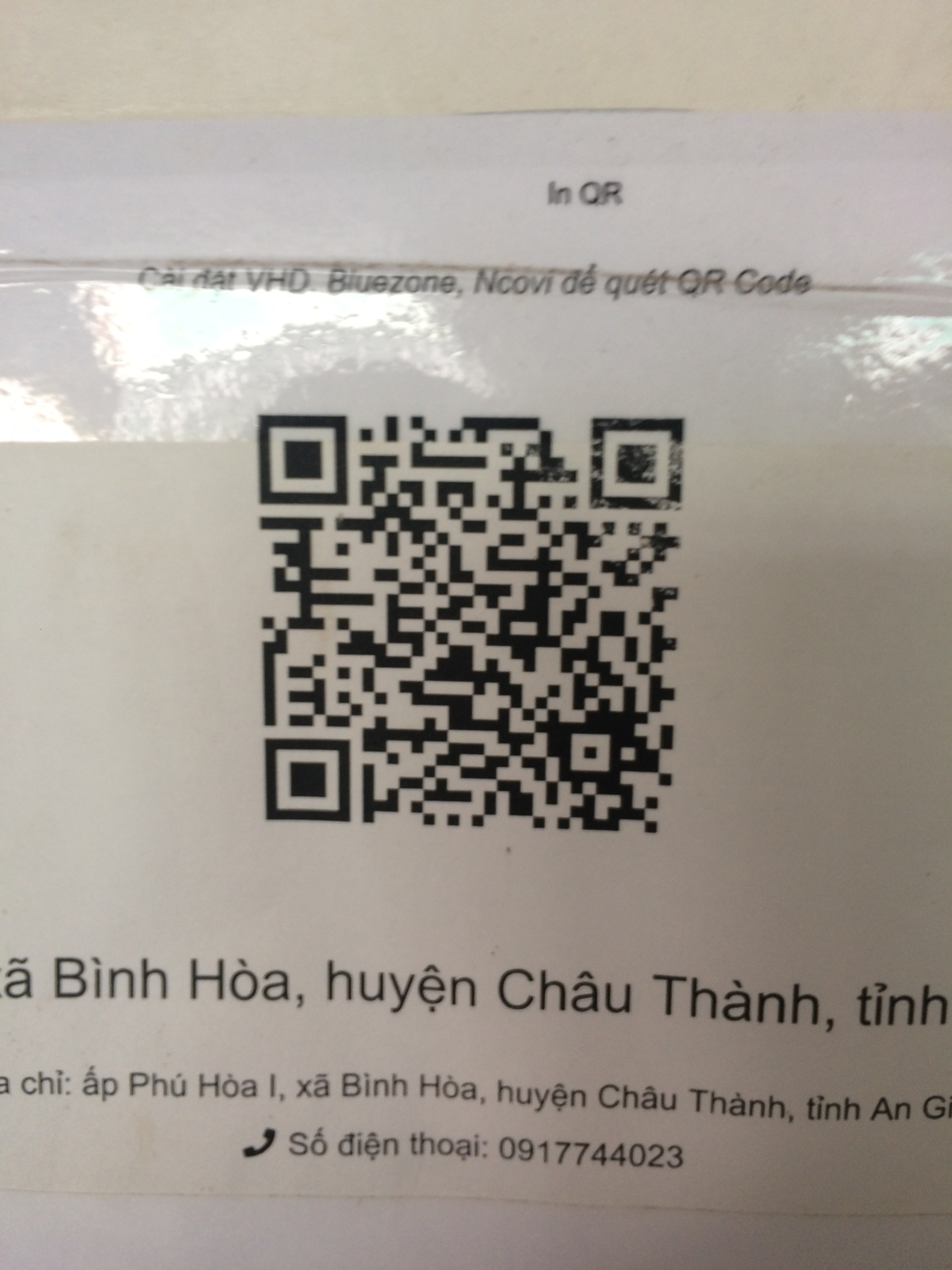
Mã QR dán trước sở Công An Xã Bình Hòa
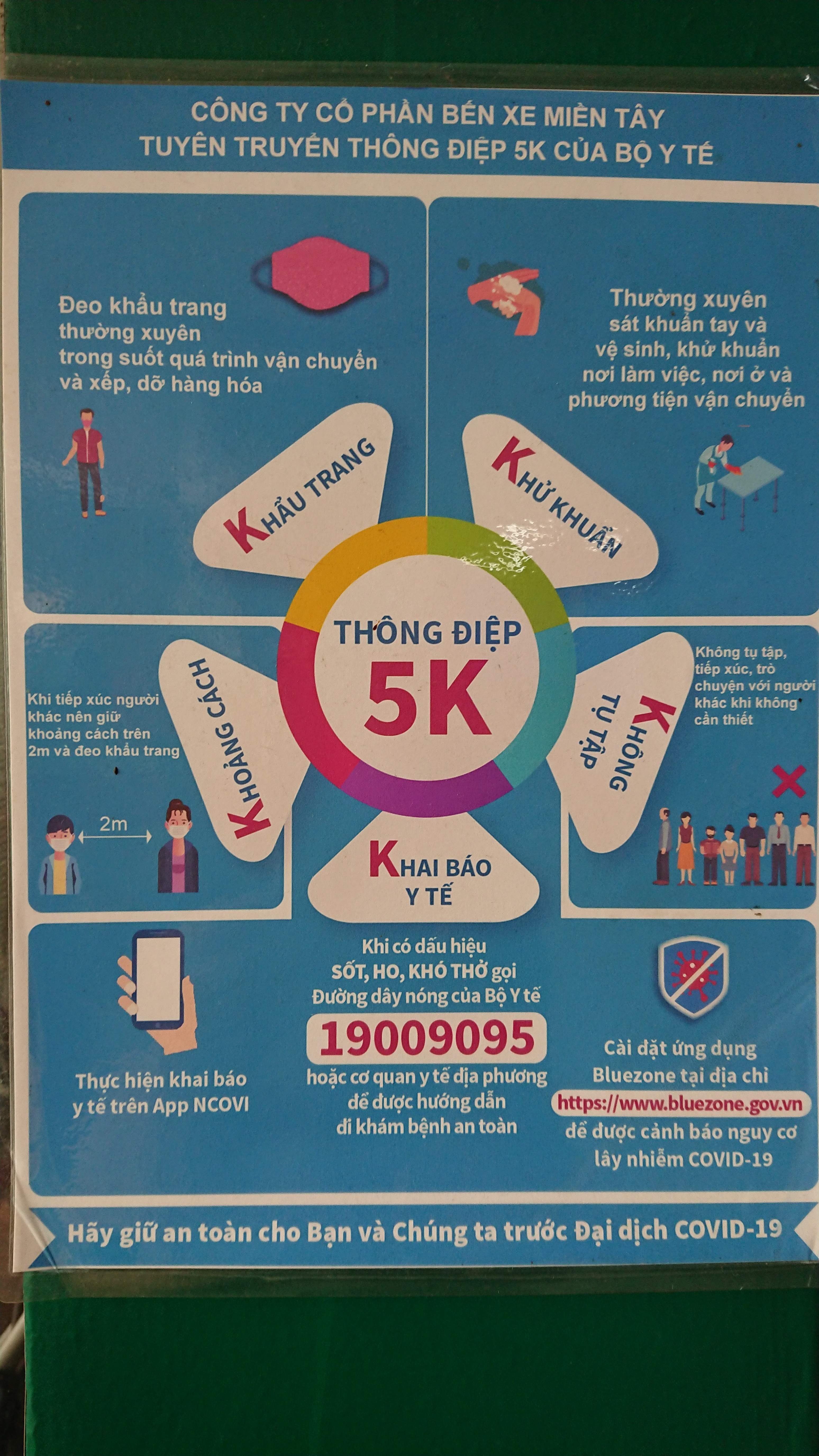
Áp phích 5K Bộ Y Tế phân phối cho phóng chồng Covid-19
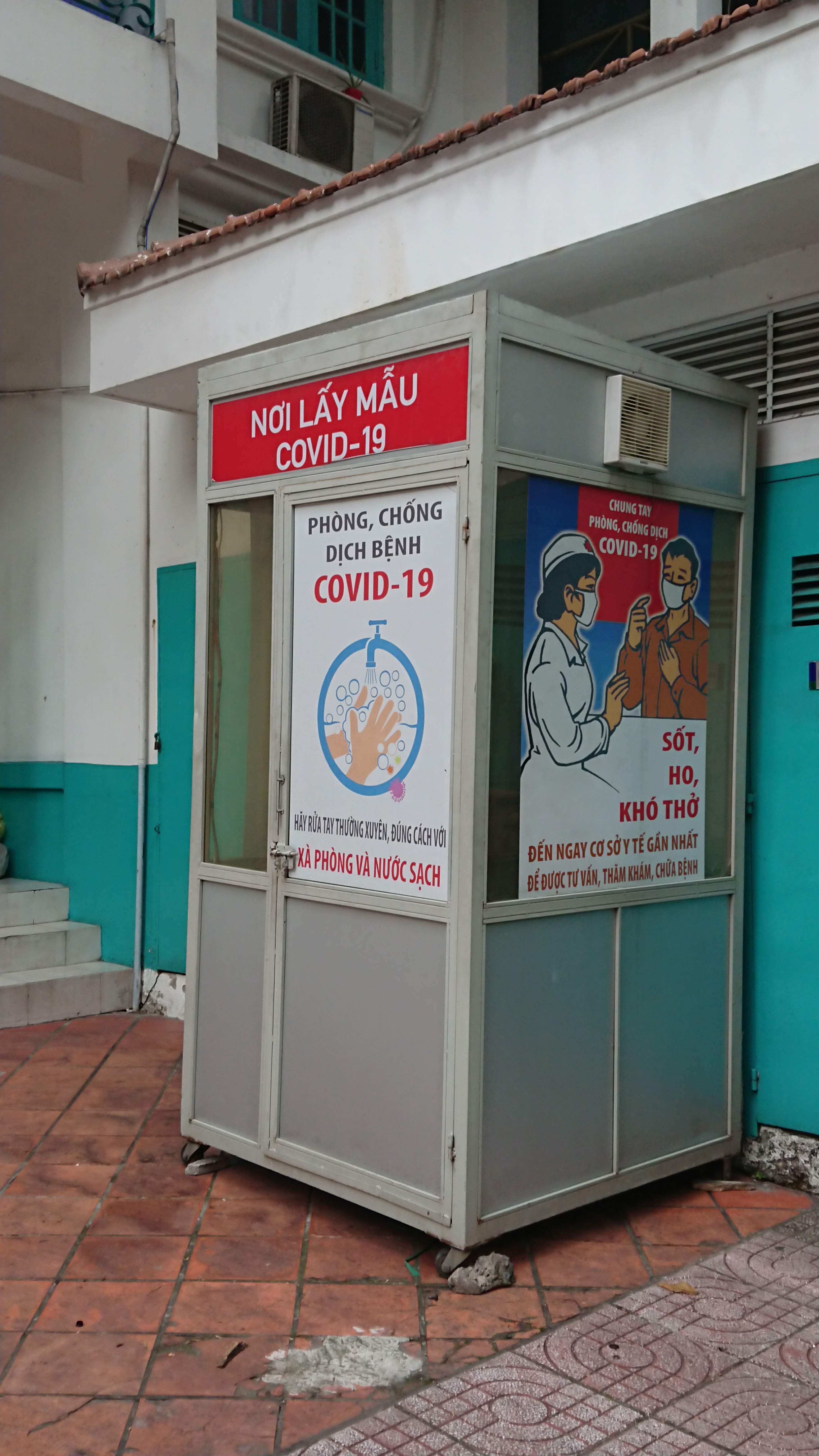
Chốt lấy mẫu xét nghiệm Covid-19 trong quận 1, TPHCM

## Các đơn vị đưa tin và tuyên truyền về phòng chống dịch COVID-19
- Đài Truyền hình Việt Nam
  - VTV1
  - VTV2
  - VTV3
  - VTV4
  - VTV5
  - VTV8
  - VTV9
  - VTV Cần Thơ
- Đài Tiếng nói Việt Nam
  - VOV1
  - VOVTV
- Đài Truyền hình Kỹ thuật số VTC
  - VTC1
  - VTC9
  - VTC10
  - VTC14
  - VTC16
- Đài Truyền hình Thành phố Hồ Chí Minh
  - HTV7
  - HTV9
- Đài Phát thanh - Truyền hình Hà Nội
  - HanoiTV1
  - HanoiTV2
- Kênh Truyền hình Công an Nhân dân
  - ANTV
- Thông tấn xã Việt Nam
  - TTXVN
- Và các Đài Phát thanh - Truyền hình tại 63 tỉnh thành trên toàn quốc